# 國立臺北大學
國立臺北大學，簡稱北大、NTPU，是中華民國臺灣國立大學，前身為1949年創立的「臺灣省立地方行政專科學校」、1955年改制的「臺灣省立法商學院」以及1961年整併成立臺灣省立中興大學的法商學院（中興法商）與臺北進修部，2000年時脫離國立中興大學獨立設校，並改為現名。現校本部位於新北市三峽區，原臺北校區則規劃為進修暨推廣部和在職專班所使用。
最初創校任務為負責培養臺灣省實施地方自治所需之各級地方行政幹部，其後發展為人文學科及社會科學領域為主的大學。
其與國立臺北科技大學、臺北醫學大學及國立臺灣海洋大學共同組成臺北聯合大學系統，與上述三校均有學術合作關係。

## 校史
國立臺北大學校史上重要時間點，表列如下：
| 年分   | 日期     | 事件 |
| ------ | -------- | --- |
| 1949年 | 11月     | 臺灣省立行政專科學校（行政專校）成立 借用成功中學及台北工專校舍上課                                            |
| 1950年 | 6月      | 臺灣省行政人員專修班（行政專修班）成立                                                                         |
| 1955年 | 8月      | 行政專校改制為臺灣省立法商學院（法商學院）                                                                     |
| 1955年 | 9月      | 行政專修班併入法商學院                                                                                         |
| 1955年 | 10月     | 設立臺灣第一所大專院校開設之夜間部                                                                             |
| 1961年 | 11月     | 省立法商學院與臺灣省立農學院合併成立省立中興大學 設置理工學院與人文學院 省立法商學院更名為省立中興大學法商學院 |
| 1965年 | 5月      | 制定校訓「誠樸精勤」                                                                                           |
| 1971年 | 8月      | 更名為「國立中興大學法商學院」                                                                                 |
| 1993年 | 2月      | 大學設立籌備作業開始進行                                                                                       |
| 2000年 | 2月1日   | 改制國立臺北大學                                                                                               |
| 2001年 | 11月     | 三峽校區第一棟建築物人文大樓正式啟用                                                                           |
| 2005年 | 9月14日  | 大學本部各行政單位開始遷往三峽校區                                                                             |
| 2008年 | 12月23日 | 以「追求真理、服務人群」取代傳統校訓                                                                           |
| 2009年 | 9月      | 全學院單位移轉完成                                                                                             |
| 2011年 | 2月      | 正式成立並加入臺北聯合大學系統                                                                                 |
| 2013年 | 11月25日 | 圖書資訊大樓正式啟用                                                                                           |
| 2018年 | 10月22日 | 簡易多功能場館（崇越館）正式啟用                                                                               |
| 2019年 | 2月21日  | 綜合體育館暨學生活動中心全區正式啟用並交付簽約廠商營運                                                         |
| 2019年 | 6月29日  | 懷德居文化基金會木藝教室正式啟用                                                                               |
| 2019年 | 8月      | 新成立永續創新國際學院，成為北大第7個學院                                                                      |
| 2019年 | 9月25日  | 音律電機資訊大樓正式啟用                                                                                       |
| 2020年 | 11月1日  | 二期學生宿舍辰曦樓正式開放入住                                                                                 |
| 2021年 | 10月6日  | 心湖會館正式營運                                                                                               |

### 臺灣省立地方行政專科學校

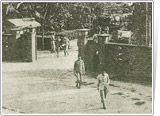
行政專校時期正門

臺灣省立地方行政專科學校（簡稱行政專校）成立於1949年11月，創校目的為協助因第二次國共內戰追隨中華民國政府遷往臺灣地區之大專失學青年，完成未竟學業，及培育臺灣省實施地方自治所需之各級地方行政幹部。行政專校創校之初，設民政、財政、計政及地政四科，由臺灣省立成功中學校長左潞生為首任校長，並暫借臺灣省立成功中學校舍授課。
1950年5月，因國軍在舟山戰役作戰失利，近十萬軍隊撤退來臺、沒有營房可住，必須暫借北市各男子中學教室，故行政專校遷往臺北市忠孝東路，暫借臺灣省立工業專科學校（今國立臺北科技大學）校舍授課。嗣於1950年8月，在臺灣省政府教育廳撥款支持下，覓得臺北市長春路113巷（今合江街53號）現址興建校舍，從此行政專校師生得以奠定日後永續發展之基石。
在學校學制方面，分為甲、乙兩類。其中甲種招收在大陸曾就讀大學的肄業生，修課一年即可結業；乙種則是高中畢業生，必須修讀兩年。自第二年起，甲種學生結業後，從此專收二年制學生，後來又因應部分新增科別課程設計，再增設三年制。其更動科別為民政科改為普通行政科；計政科改為會計、統計科；地政科改為土地行政科；惟財政科仍沿舊稱。之後又陸續增設社會行政科、司法行政科、合作科、工商管理科。

### 臺灣省行政專修班
臺灣省行政專修班成立於1950年6月，政府遷臺初期，當時教育部採「不建校、不復校」政策，也就是原來在大陸地區已經設立的學校，均暫不復校，因受政治局勢中斷學業的學子，部分進入當時在臺灣地區少數的大學寄讀，其餘則進入專為這些流亡學生設置的「班」，雖無「校」之名，但學歷受教育部承認，「臺灣省行政專修班」就是這樣大時代下的產物。
當時教育部委託臺灣省青年服務團設立「臺北青年接待站」照顧追隨政府來臺之失學大專青年。初名「臺灣省青年服務團附設行政人員專修班」，之後改稱「臺灣省行政人員專修班」，再改稱「臺灣省行政專修班」。專修班成立之初，共設置三科四班，其中教育行政科分一年制、二年制，還有二年制土地財政科、以及二年制財政行政科。學生成員除了經過甄試通過的青年服務團成員外，也開放其他管道入學，後來再增加港澳地區僑生。首任班主任為上官業祐兼任，繼任班主任為楊爾瑛。
行政專修班班址初設於臺北市中山北路臺灣省青年服務團內（今臺北市中山足球場現址），其後隨臺灣省青年服務團遷往臺北市大直北安路今臺北市立北安國中現址，其後又增設普通行政、社會教育和工商管理科三科。1955年，行政專修班奉令與臺灣省立地方行政專科學校合併改制為「臺灣省立法商學院」。

### 臺灣省立法商學院

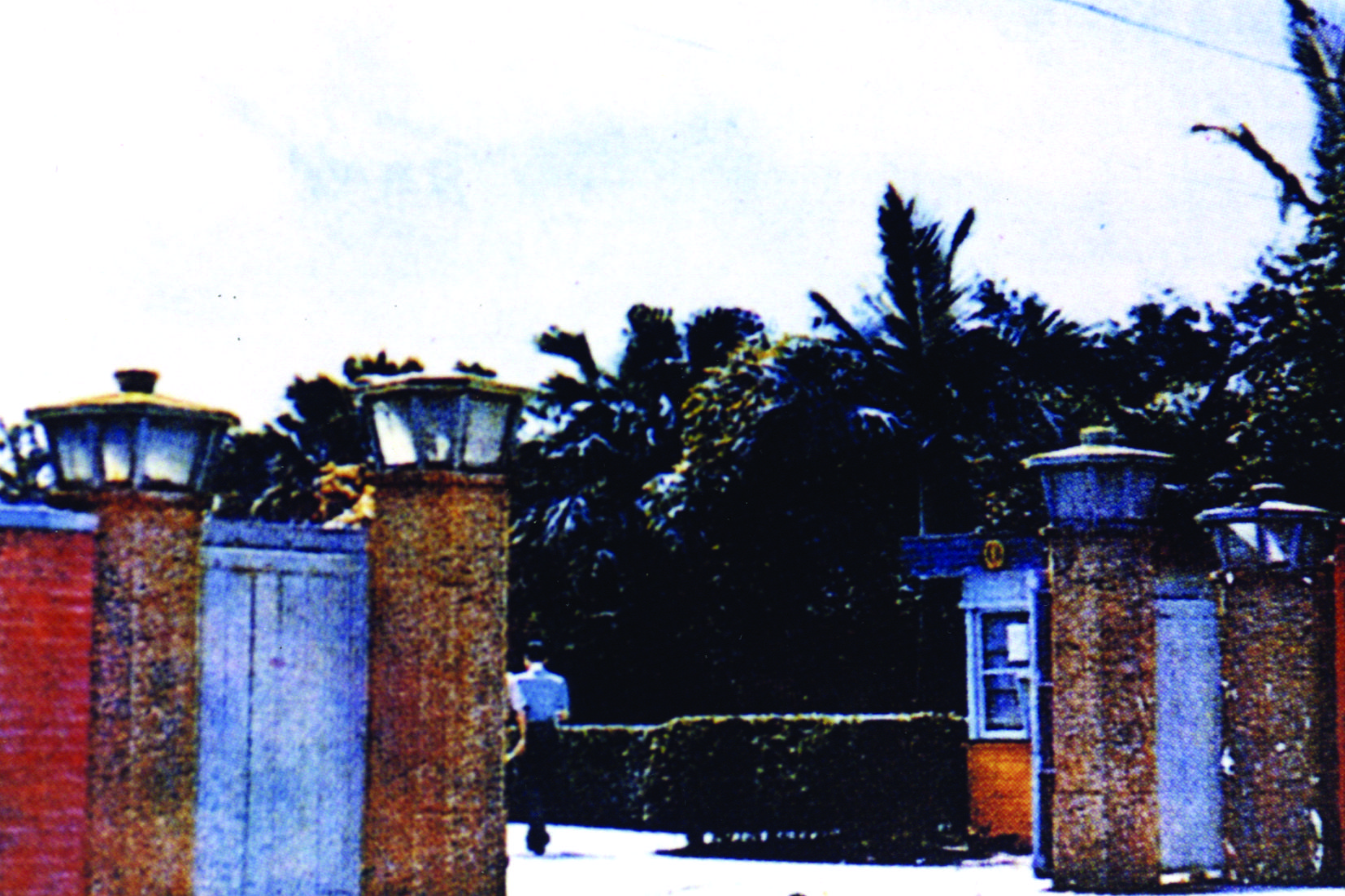
省立法商學院時期正門

臺灣省立法商學院創立於1955年8月，由「臺灣省立行政專科學校」及「臺灣省行政專修班」合併改制而成。設有法科行政學系（後改為公共行政學系）、法律學系 、地政學系、社會系四系，商科財政學系（後改為經濟學系）、工商管理學系（後改為企業管理學系）、合作學系、會計統計系四系，總共八學系，而原有專科則改為法商學院附設專修科。改制法商學院後，首任校長仍由原行政專校校長周一夔擔任，除了積極推動各項建設、擴充學校教學設施，同時也開辦夜間部，開放改制學院前畢業的專科、專修班校友返校補修學分，完成大學學業並取得學位。
法商學院院址為原行政專校校址，在今臺北市合江街53號東西兩側；在合江街53號東側者簡稱東院，為當年行政及教學中心，建有大禮堂、圖書館、教室、辦公室、學生宿舍、教職員宿舍等校舍。合江街53號西側者簡稱西院，最初建有運動場，其後陸續興建圖書館、社會科學館、行政大樓等。當時因教育經費短絀，各項工程多須分作數次招標始克完成。其中興建社會科學館之經費，即端賴學校師生及校友捐助方得以完成。自西院逐漸興建校舍後，法商學院行政及教學中心遂逐漸移至西院。法商學院除招收四年制之各學系新生外，亦奉准成立夜間部，為中華民國第一所大專院校開設之夜間部（為今進修暨推廣部）。

### 國立中興大學法商學院

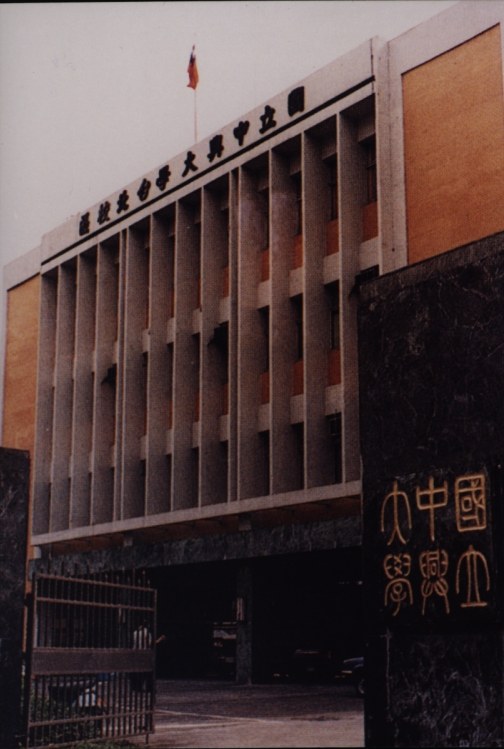
國立中興大學法商學院建國校區校門

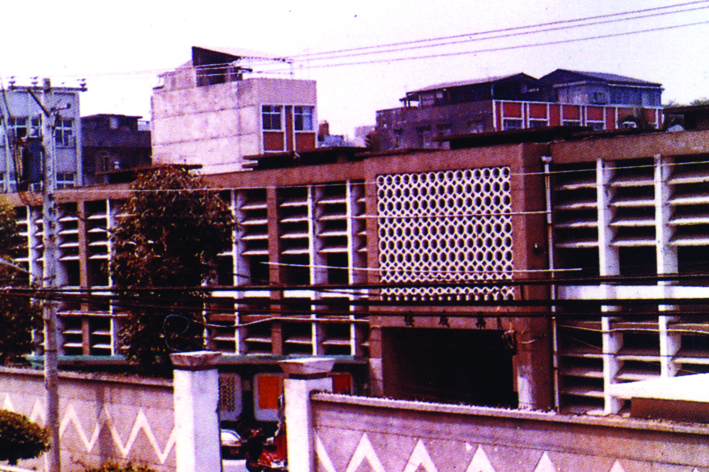
省立中興大學法商學院集成大樓

1961年7月，「臺灣省立法商學院」與「臺灣省立農學院」合併為臺灣省立中興大學。中興大學校本部設於臺中市原省立農學院校址，並同時增設理工學院，法商學院仍在臺北市原址，此即「中興法商」的名稱由來。1969年中興大學復增設文學院，1971年8月中興大學改隸為國立中興大學，隸屬教育部，陸續增設生命科學學院等，成為一所綜合性的國立大學。

中興大學成立後，雖屬同一大學，然而實質因地理區隔和實務運作所需，仍維持當時臺北校區（原省立法商學院）與臺中校區（原省立農學院）之編制與行政體系，人事、經費預算均分別編列，只是教務、訓導（今學務）、總務等行政單位改稱分處、分室、分館，除校務部分與校本部連結之外，各項院務執行仍維持一定的獨立性。中興大學法商學院首任院長，仍由原省立法商學院院長周一夔教授擔任，其後繼任院長依序為左潞生、龍名登、何伊仁、張書文、陳聽安、陳文龍、郭崑謨、黃東熊及吳森田等教授。

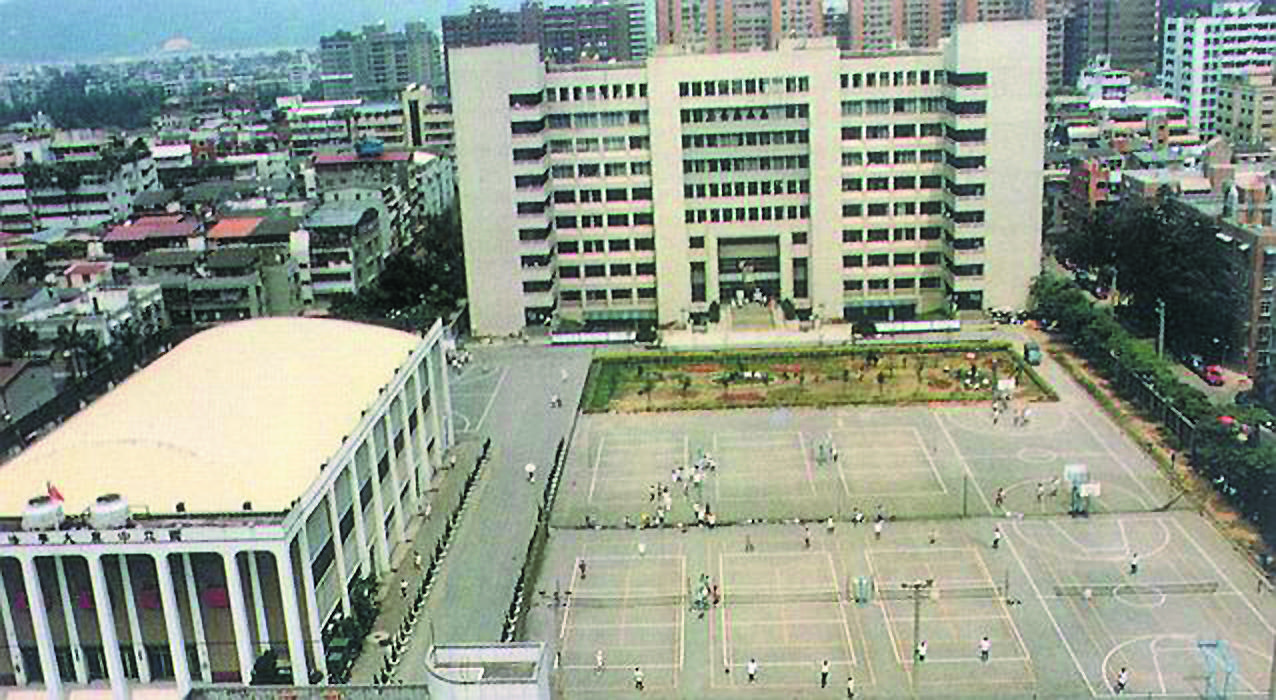
國立中興大學法商學院時期民生校區

法商學院與農學院合併為中興大學後，因系所增加，學生人數年年倍增，原校區已不敷使用。經多方尋覓，獲悉今日臺北市民生東路北側有面積九千坪土地，隸屬國軍退除役官兵輔導委員會之桃園市大同合作農場，因毗鄰合江街院址，最為適宜闢為新校區。經協調並獲得退輔會主委趙聚鈺支持，終使法商學院得以公告地價購得今民生東路校區土地，得以逐年次第興建運動場、教職員宿舍、育樂館、資訊中心、教學大樓等建物，校地總面積逐步成長為四公頃，成為今臺北校區之規模。

### 國立臺北大學

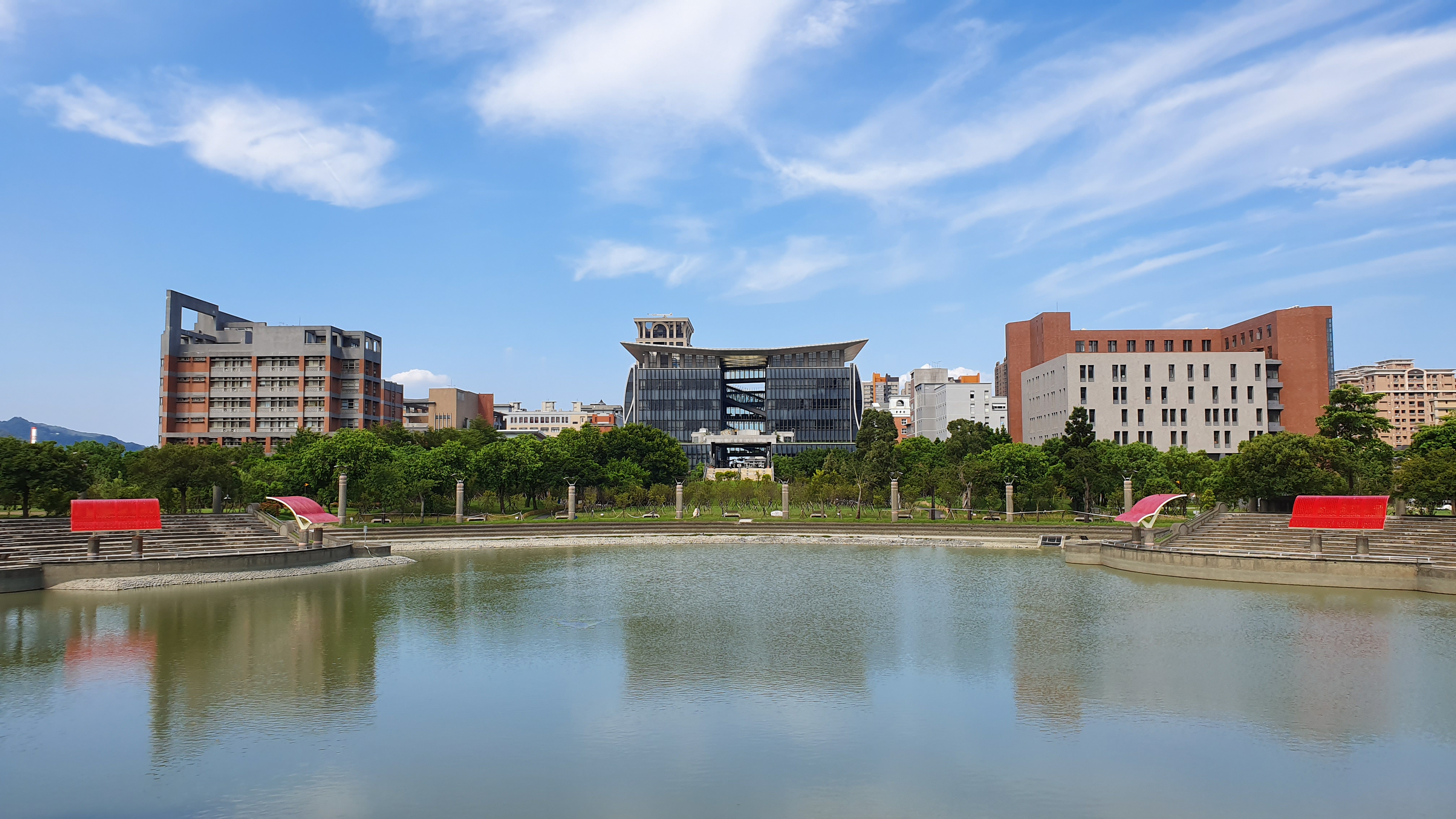
心湖及表演區

因臺北法商學院與臺中校本部相隔遙遠，使得校務推行較為不便，法商學院「獨立設校」的訴求呼聲也日益增加。經於1986年獲得教育部同意選定臺北縣三峽鎮（今新北市三峽區）為新校區，並於1992年經行政院核准「國立臺北大學發展計劃」。1993年教育部核准「國立臺北大學籌備處」成立，由郭崑謨教授擔任籌備主任委員，進行臺北縣（今新北市）三峽校總區的籌備工作。
2000年2月1日，國立中興大學法商學院正式脫離國立中興大學，獨立為國立臺北大學，首任校長為李建興博士。2001年11月三峽校區第一棟建築物人文大樓完工，同年也增設民俗藝術研究所、古典文獻學研究所。2002年至2003年，一期學生宿舍與商學大樓相繼落成。2004年增設資訊工程學系、通訊工程學系。2005年3月行政大樓完工，行政單位於同年暑假後進駐。2006年增設電機工程學系。2007年9月社會科學學院大樓落成、2009年8月法律學院大樓、公共事務學院大樓落成，至此，除進修暨推廣部外，所有師生均遷入三峽校區。
2009年，臺北大學與臺北醫學大學、國立臺北科技大學等三所專業型異質大學倡議共組臺北聯合大學系統，是臺灣第二個大學系統，同時多方展開合作計畫，開放三校各學系相互雙主修、輔系，為全台各大學系統首創，另該校亦於此年度起，開始入選獎勵大學教學卓越計畫。2010年9月，在時任臺北縣長周錫瑋、校長侯崇文，以及通識中心教師朱彥華的推動下，臺北縣政府簽署同意三峽校地無償撥用，至此終於取得三峽校地完整管理權，使圖書資訊大樓得以興建。
2011年，民俗藝術研究所與古典文獻學研究所整併為古典文獻與民俗藝術研究所，並分組為民俗藝術組、古典文獻組；同年12月，教育部核定增設電機資訊學院，成為資訊工程學系、通訊工程學系、電機工程學系三系之完整體系。2013年11月25日圖書資訊大樓正式對外開放並啟用，原「臺北圖書中心」、「商學圖書中心」和「人文圖書室」之圖書資料搬遷至新圖資大樓內的圖書館總館，而原設於人文大樓和商學大樓的臨時網路中心也一併遷入新圖資大樓內的資訊中心。
2014年臺北聯合大學系統納入國立臺灣海洋大學，成為結合文、法、商、管理、生醫、設計、工程、海洋科技的全面性大學系統。2015年，古典文獻與民俗藝術研究所更名民俗藝術與文化資產研究所，原古典文獻組併入中國文學系並取消民俗藝術組。2016年10月5日海山學文物展覽館落成啟用。

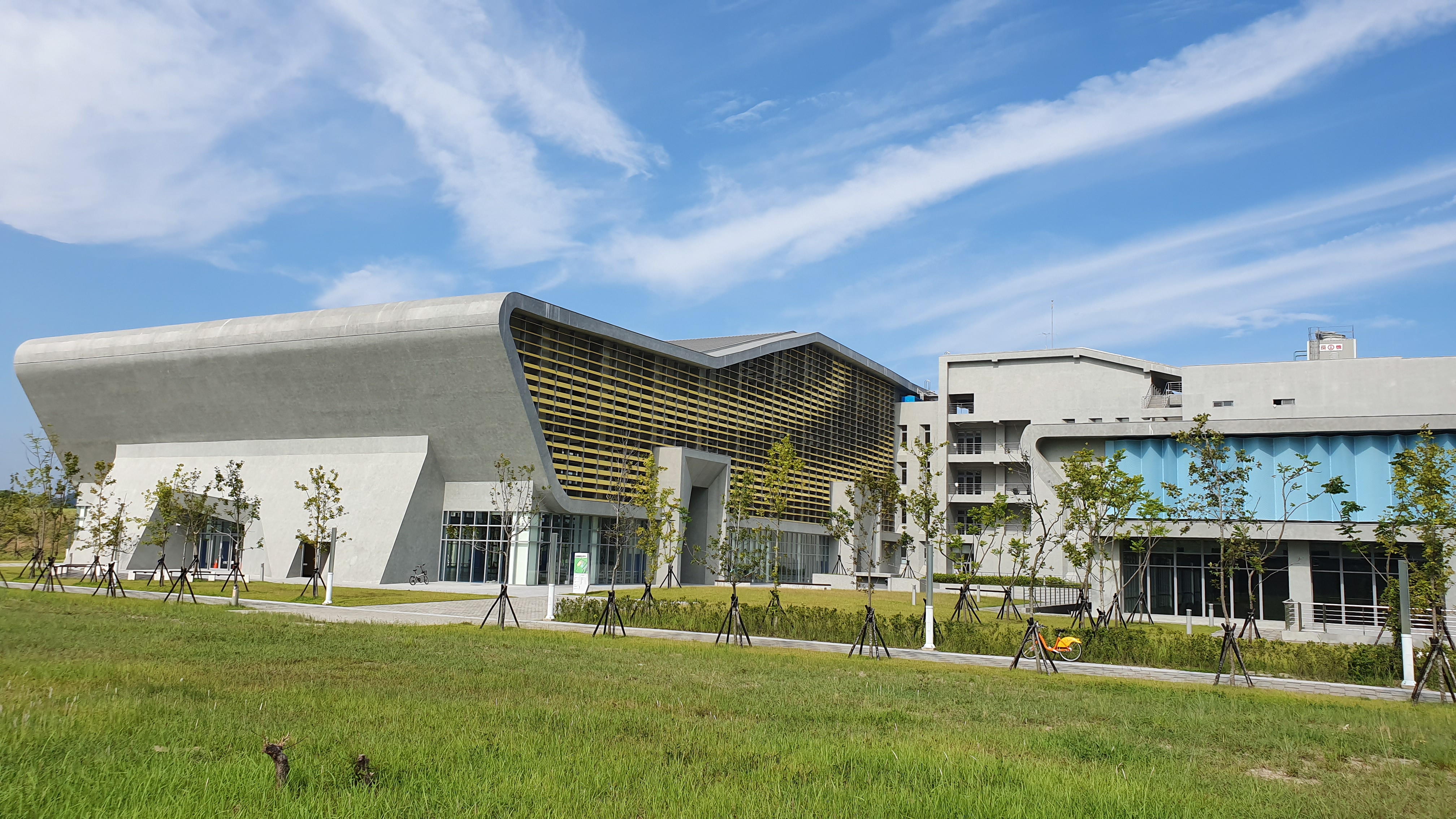
綜合體育館暨學生活動中心

2018年9月25日，為因應室內籃球場與羽球場缺乏的急迫性，綜合體育館暨學生活動中心主場館先行有限度啟用，但整體工程尚未完工。2018年10月22日簡易多功能場館（崇越館）正式啟用，為三峽校總區第一個完工的室內體育場館，結束校本部自臺北校區搬遷以來18年沒有室內體育場館的日子。2019年2月21日綜合體育館暨學生活動中心全區正式啟用並營運，其中包含北大的第一個游泳池，宣告三峽校總區所有室內體育場館均已投入使用。

### 歷任校長
臺灣省立地方行政專科學校
| 任次 | 姓名   | 任職日期 | 離職日期 |
| ---- | ------ | -------- | -------- |
| 01   | 左潞生 | 1949年   | 1955年   |

臺灣省立法商學院
| 任次 | 姓名   | 任職日期 | 離職日期 |
| ---- | ------ | -------- | -------- |
| 02   | 周一夔 | 1955年   | 1961年   |
| 03   | 左潞生 | 1961年   | 1961年   |

臺灣省立中興大學
| 任次 | 姓名   | 任職日期 | 離職日期 |
| ---- | ------ | -------- | -------- |
| 04   | 林致平 | 1961年   | 1963年   |
| 05   | 湯惠蓀 | 1963年   | 1966年   |
| 06   | 劉道元 | 1965年   | 1972年   |

國立中興大學
| 任次 | 姓名   | 任職日期 | 離職日期 |
| ---- | ------ | -------- | -------- |
| 07   | 羅雲平 | 1972年   | 1981年   |
| 08   | 李崇道 | 1981年   | 1984年   |
| 09   | 貢穀紳 | 1984年   | 1988年   |
| 10   | 陳清義 | 1988年   | 1994年   |
| 11   | 黃東熊 | 1994年   | 1997年   |
| 12   | 李成章 | 1997年   | 2000年   |

國立臺北大學
| 任次 | 姓名   | 任職日期 | 離職日期 | 任教系所                                                           |
| ---- | ------ | -------- | -------- | ------------------------------------------------------------------ |
| 1    | 李建興 | 2000年   | 2004年   | （無，教育部政務次長調任）                                         |
| 2    | 侯崇文 | 2004年   | 2011年   | 社會科學學院 犯罪學研究所、公共事務學院 公共行政暨政策學系（合聘） |
| 3    | 薛富井 | 2011年   | 2015年   | 商學院 會計學系                                                    |
| 4    | 何志欽 | 2015年   | 2016年   | 社會科學學院 經濟學系                                              |
| 代理 | 林道通 | 2016年   | 2017年   | 電機資訊學院 資訊工程學系                                          |
| 5    | 李承嘉 | 2017年   | 2025年   | 公共事務學院 不動產與城鄉環境學系                                  |
| 6    | 林道通 | 2025年   | 至今     | 電機資訊學院 資訊工程學系                                          |

## 學校象徵
臺北大學設立最初的目的，即為政府培養行政管理人才，其後校本部又遷至三峽，因此在校徽、校旗及校歌各方面都與三峽在地意象與科系傳統有關，例如鳶山、鳶鳥、法商科系等元素。

### 校園精神
臺北大學校園精神「追求真理，服務人群」由學生會辦理投票選出，於2008年12月23日通過，取代原與國立中興大學相同的「誠樸精勤」校訓。

### 校徽
- 學校建築風格：主要參照學校正門的建築線條與形式，再加以組合而成。[51]
- 地理位置特色：位處新北市三峽區，以所在的鳶山、鳶鳥表達出當地的景觀與特色。
- 北字的強調：結合校名中「北」字，強調「國立臺北大學」位於交通便利、人文薈萃的新北市。
- 鳶鳥：鳶鳥象徵以穩健的步伐，邁向多元文化的未來。

### 校旗
校旗以學校校徽配色為主軸，並以大鳶振翅，翱翔天際為概念，加上國立臺北大學之字樣鑲嵌其中，而構成校旗設計。

### 校歌
校歌約創作於2011年，由當時的校長侯崇文和歷史系校友、音樂製作人馬嵩惟作詞；作曲者為音樂製作人陳冠甫。

### 校花
「天堂鳥」，因相似校徽上所代表的圖案意象，故選定為校花。

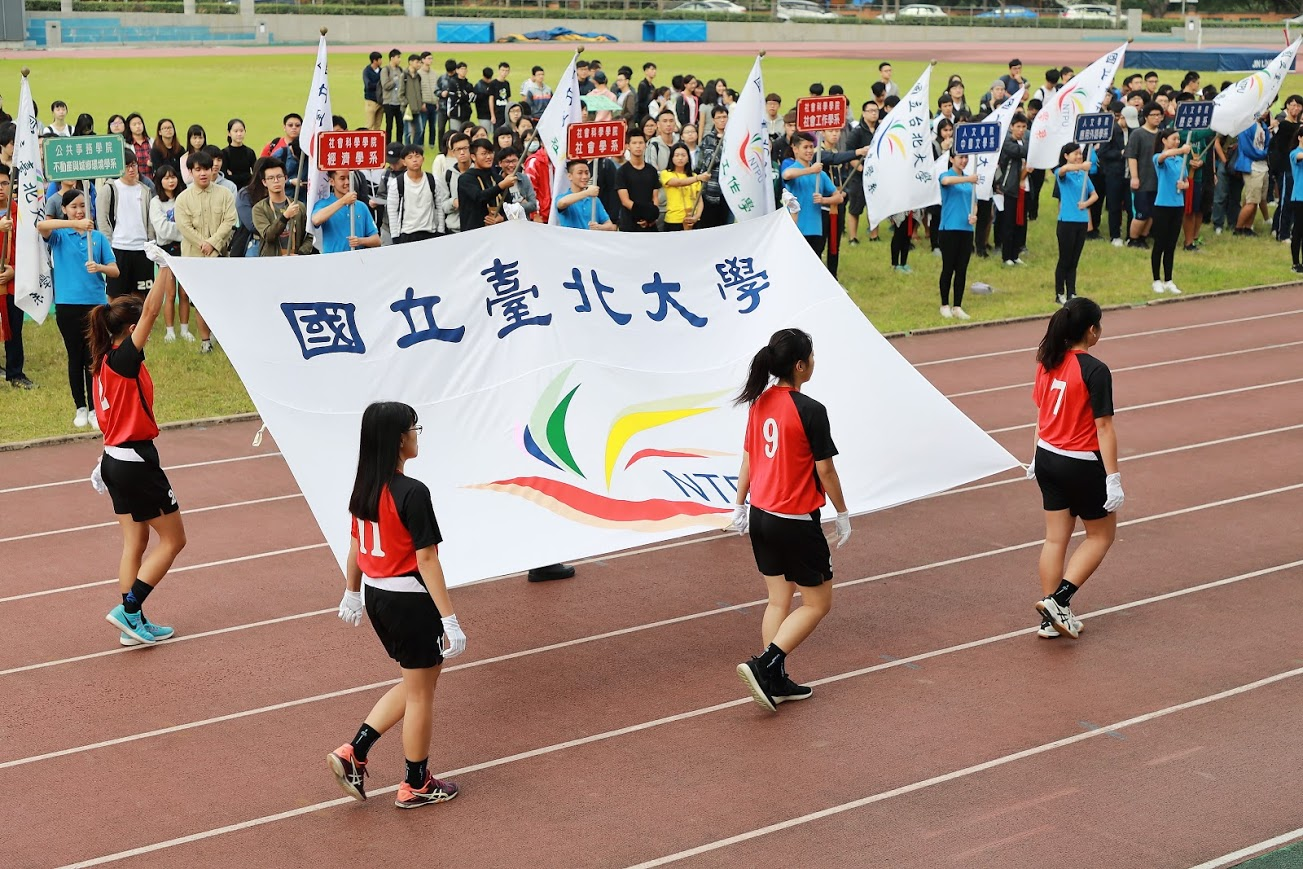
臺北大學校旗
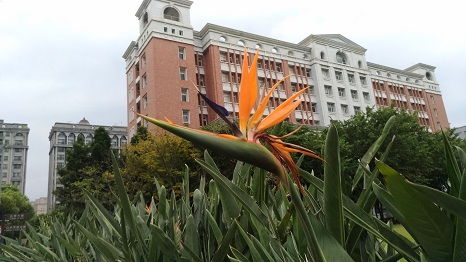
校花天堂鳥

## 校園環境
行政專校時期至中興法商時期，校區位在台北市，國立臺北大學正式成立後，校本部遷往三峽，形成現在共三個校區的規模。
| 校區         | 所在地址                           | 面積（公頃） |
| ------------ | ---------------------------------- | ------------ |
| 三峽總校區   | 23741 新北市三峽區大學路151號      | 54.53        |
| 建國合江校區 | 10433 臺北市中山區建國北路二段69號 | 2.97         |
| 民生校區     | 10478 臺北市中山區民生東路三段67號 | 1.65         |

### 三峽校區（校本部）

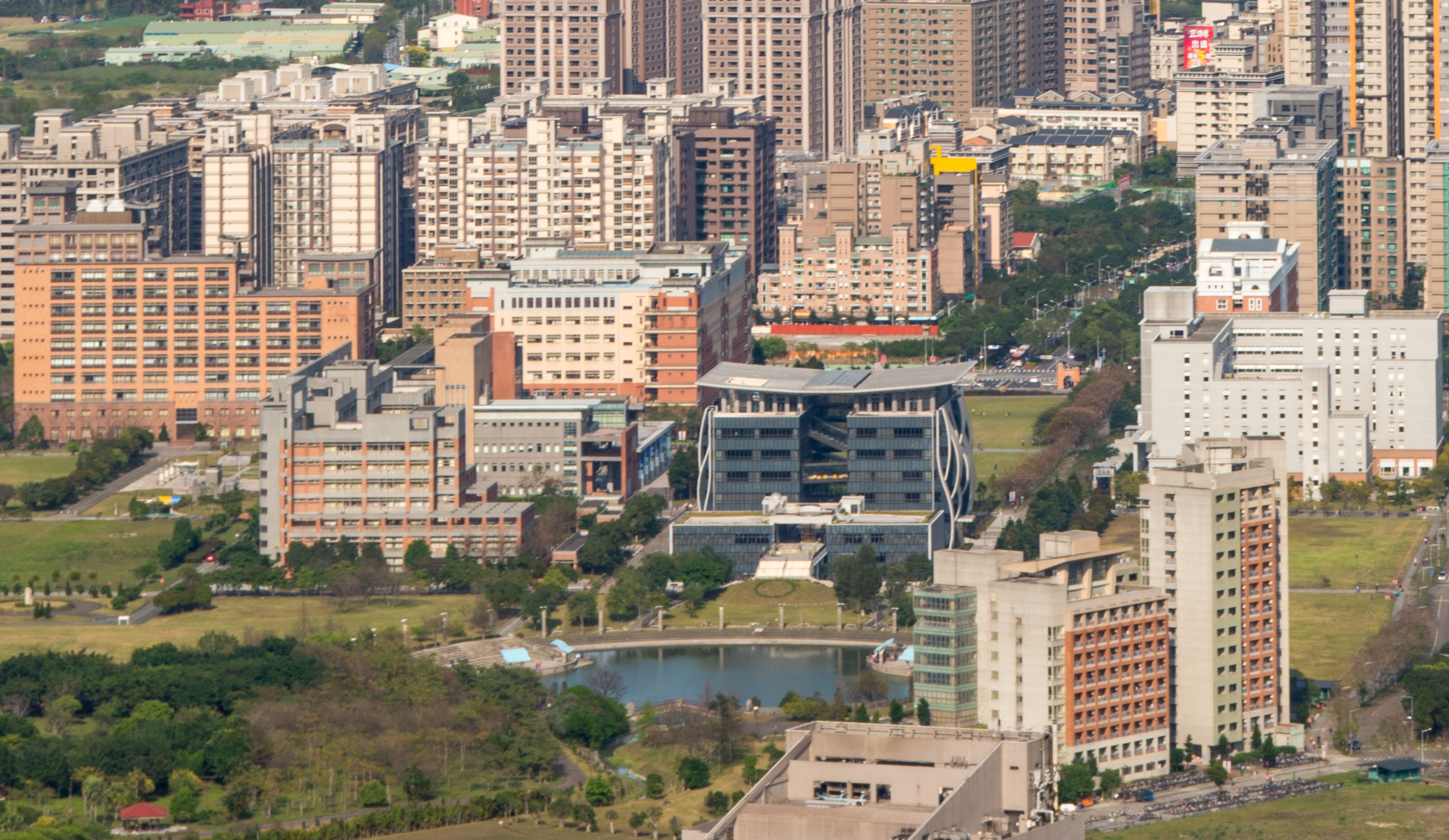
自鳶山俯瞰臺北大學三峽校區

三峽校區位於新北市三峽區，校區總面積約54.53公頃；三峽都市重劃區以此為中心，形成「臺北大學城」，新北捷運三鶯線也規劃設置「臺北大學站」。
臺北大學主校區位於新北市三峽區，校地大多位於1997年才設立的「臺北大學特定區」中，由於是新興社區的的關係，所以校園周邊都是完整棋盤格式的林蔭大道與大量的新住宅社區。除了北大特區之外，也鄰近著名的「三峽老街」、 「三峽祖師廟」、「鳶山」 和「李梅樹紀念館」，均為大臺北西南區著名的旅遊勝地。
在校園內部環境方面，一進入校門後即會看到的是中央綠帶的大草坪和綠帶旁邊的欒樹隧道，到了校園地理中心可以看到一個天然湖，是由聖嚴法師所命名為「心湖」，湖旁也有露天表演區與校友張平沼捐贈之環湖櫻花步道，再來往運動區的方向前進，途中會經過榕樹成群的鳶園和種滿櫻花、桃花、李花和杏花的人行步道，最後到了校園末端靠近三鶯交流道的位置，能看到飛鳶廣場中由藝術家江沖默所設計的巨大的飛鳶雕像聳立其中，代表學校的精神堡壘。在2015年DailyView網路溫度計中北大被票選為全台10大最美校園，在2017年DailyView網路溫度計中北大更被票選為北部最美的大學。

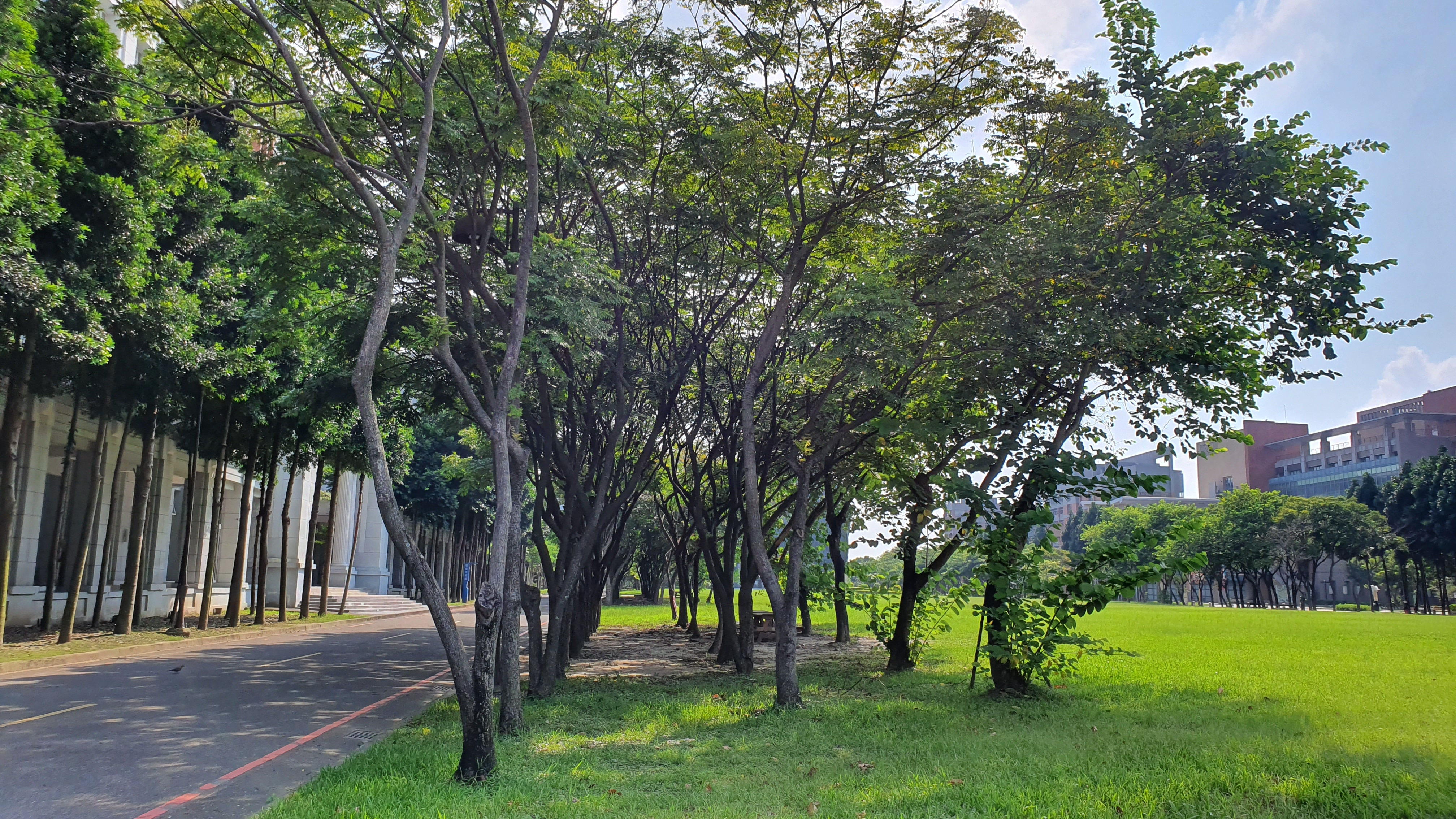
欒樹隧道
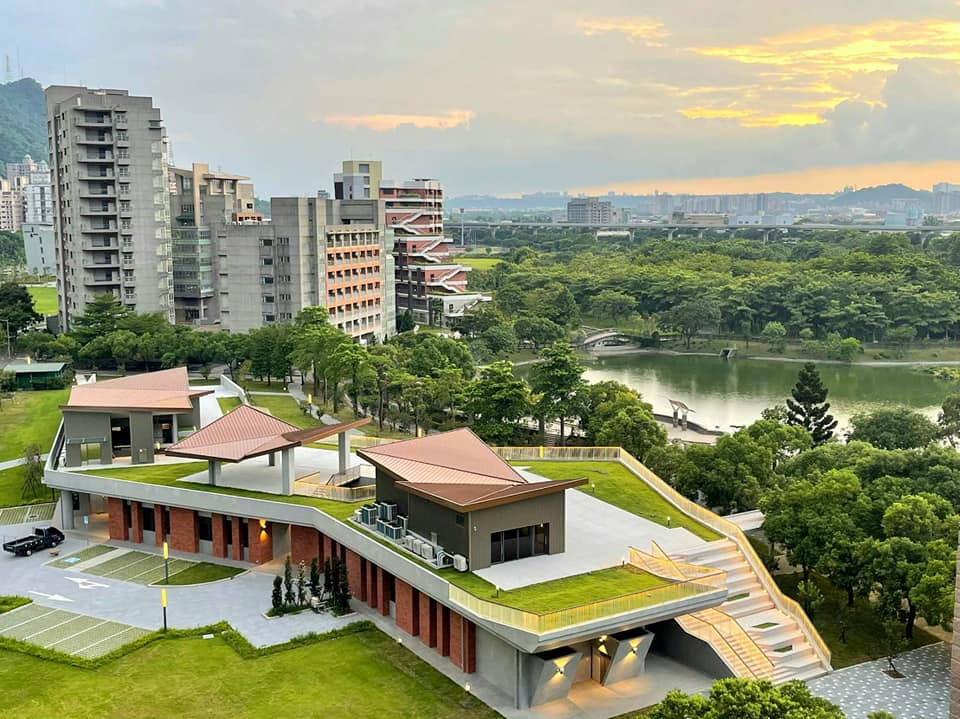
心湖會館及宿舍區

目前校區內主要建築有：
- 行政大樓：國立臺北大學的行政中心，但進修暨推廣部辦公室設在臺北校區，其一樓設有嘿咖啡北大店，地下一樓亦設有臺北大學郵局(板橋36支)。
- 法律學院大樓：由「法律學院」各系所與研究單位使用。
- 商學院大樓：由「商學院」各系所使用。
- 公共事務學院大樓：由「公共事務學院」各系所與研究單位使用。
- 社會科學學院大樓：由「社會科學院」及「永續創新國際學院」各系所與研究單位使用。
- 人文學院大樓：由「人文學院」各系所與研究單位使用，語言中心、師資培育中心與實習圖書館亦設於此，一樓亦設有影印店。
- 音律電機資訊大樓：由「電機資訊學院」各系所與研究單位使用，全棟為校友周禮復（音律電子公司創辦人周禮復與呂惠清夫婦都是臺北大學前身法商學院的校友）以實物捐贈方式捐贈大樓，並感念已故院長劉萬榮的情誼，故設有周禮復名譽博士紀念廳與萬榮講堂，於2019年9月25日正式啟用。設計理念上，鳶字是整體意象，搭配形狀類似於早期資訊時代當時 punch card 開窗的設計，便能夠融入位在三峽的校園景觀地理[70]。
- 一期學生宿舍：皓月樓（女生宿舍）、曉日樓（男生宿舍）、繁星樓（研究生宿舍）。目前皓月樓一樓部分空間開放外包廠商設立「新北市私立童妍幼兒園」，最大收容量為90位幼兒，並優先服務校內教職員工生子女，其餘名額提供予社區居民子女報名[71]。
- 二期學生宿舍：名稱為辰曦樓，1至5樓為男生宿舍、6至10樓為女生宿舍，於2020年11月1日正式開放入住。
- 圖書資訊大樓：包含兩棟建築物，分別為圖書館總館和資訊中心，於2013年11月25日正式啟用。
- 綜合體育館暨學生活動中心：體育館為提供師生育樂休閒、社團活動及體育教學之場所，規劃包含25M溫水游泳池、更衣沐浴室、蒸氣浴室、烤箱浴室、水療池、三座籃球場並可調整為3000人之集會場所、10座羽球場、16個桌球場、健身中心、韻律教室、教師研究室、社團辦公室等空間，於2019年2月21日全區正式啟用並營運。
- 簡易多功能場館：因部分設備由崇越集團捐贈，故又稱「崇越館」。為彌補天候不佳而無法舉辦戶外活動之問題，場館規劃可機動調整供籃球場、排球場及羽球場使用，面積容納2個籃球場或1,500人集會場所及其附屬設施，於2018年10月22日正式啟用。
- 運動場暨地下停車場：提供田徑運動場、足球場、桌球室等設施，停車場位於運動場下方。
- 運動場地：分散於校區內，有棒球場、排球場、籃球場、網球場。
- 懷德居文化基金會木藝教室：木藝教室由懷德居基金會實物捐贈，可提供學生社團活動及展覽之空間，並能提升北大學生之藝術氣息及對木工文化之了解，此案在2017年8月正式動工，於2019年6月29日落成並投入使用。
- 創新創業中心：目前位於圖書館B1。初期建制於三峽校區，未來將於台北市校區擴增園區規模。
- 心湖會館：為地上二層建築，包含自助餐區、美食販賣攤區、美食店面、獨立商店空間及擴充商店，作為師生及社區民眾購物用餐的場所，全區於2021年10月6日正式啟用。
- 心湖：位於校區中心點，面積約7200平方公尺。

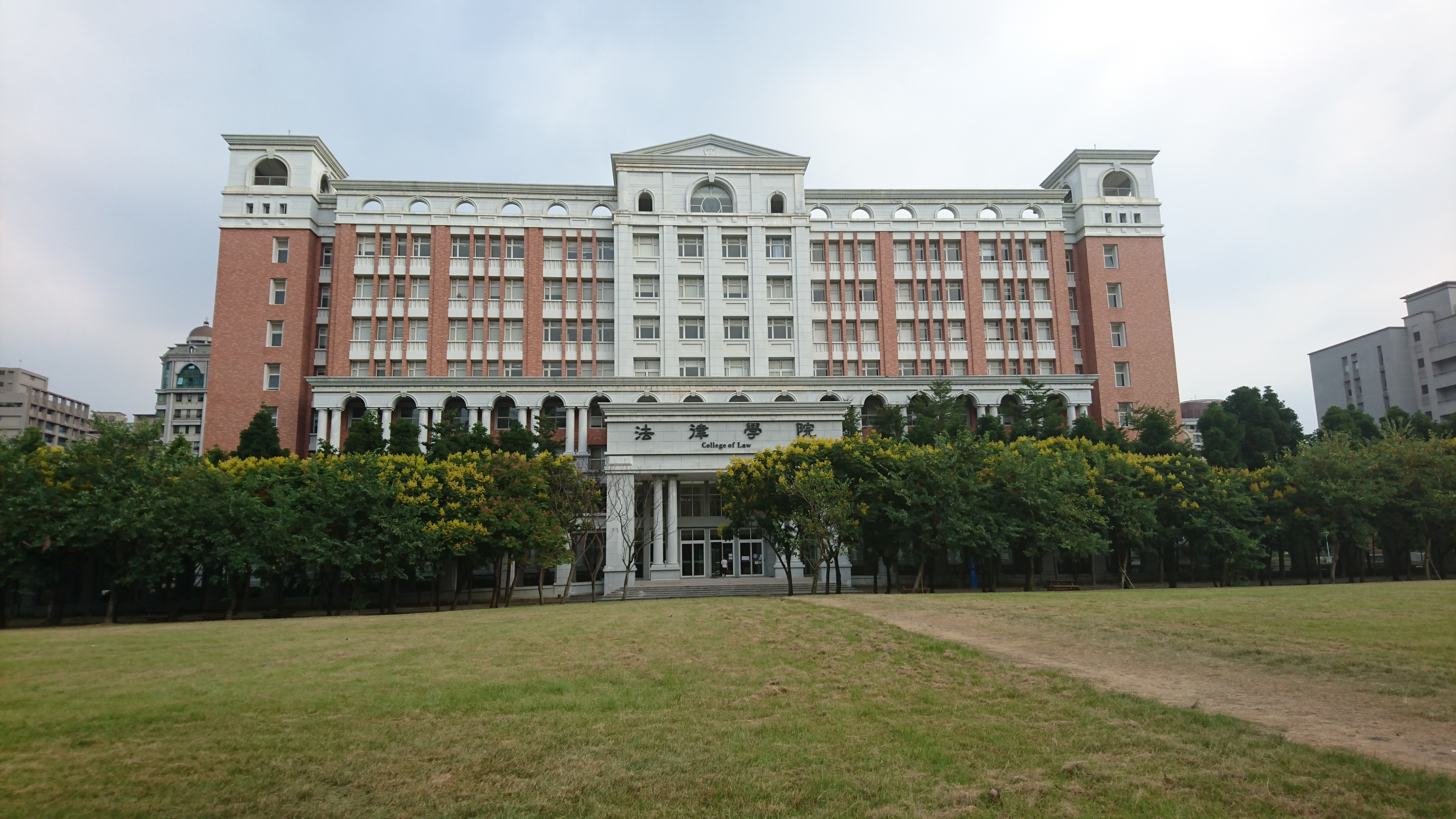
法學大樓
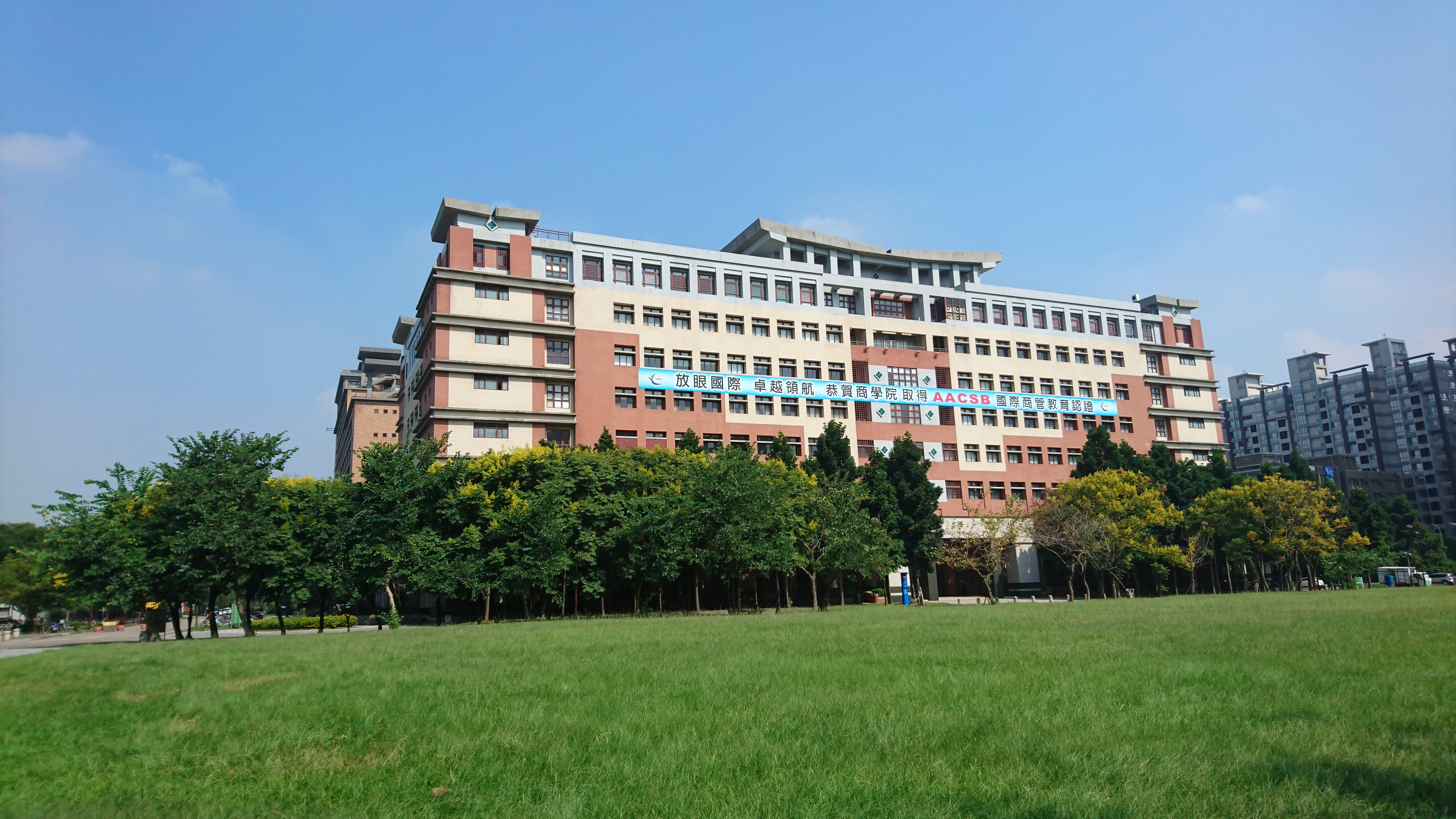
商學大樓
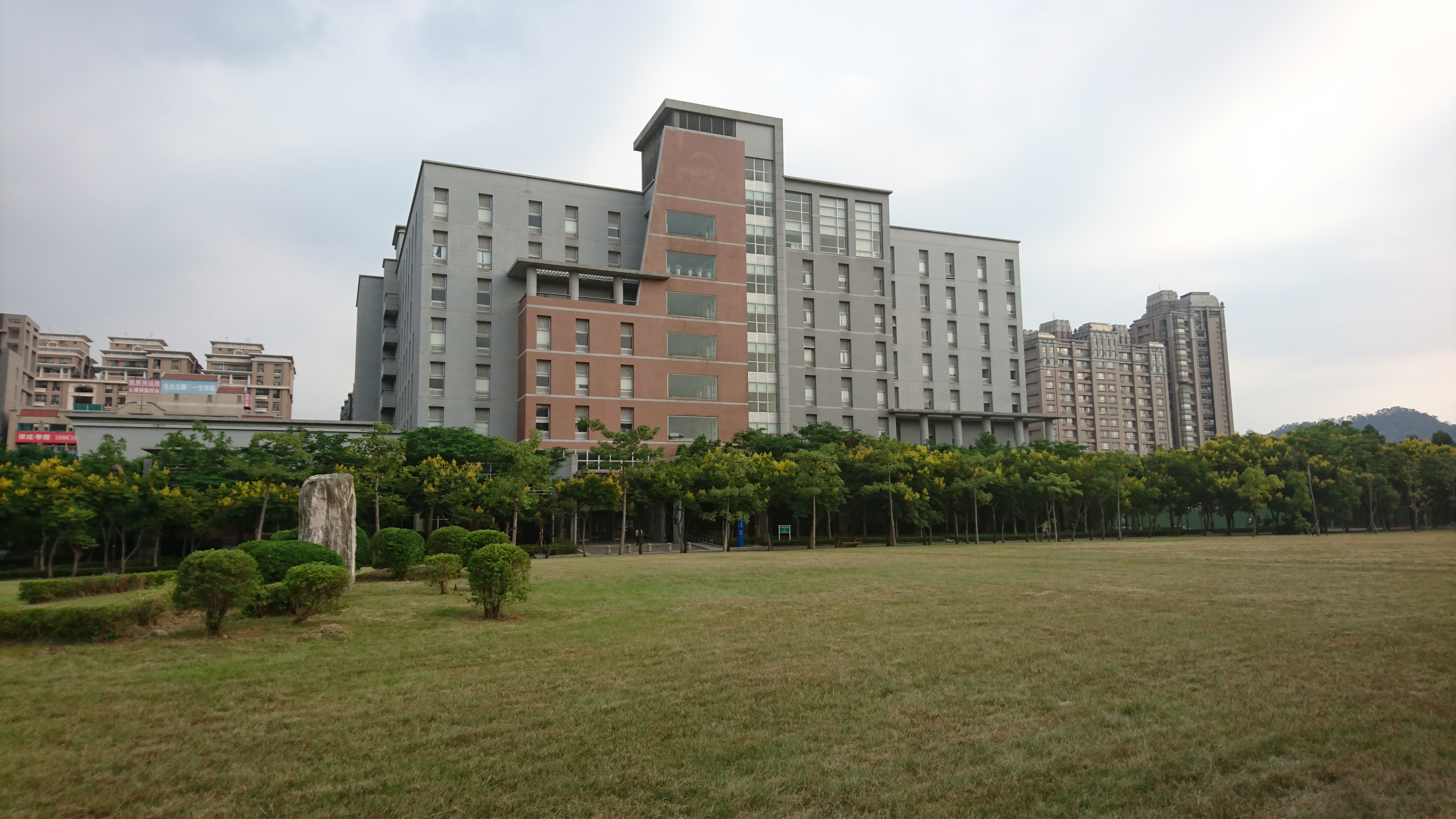
公共事務大樓
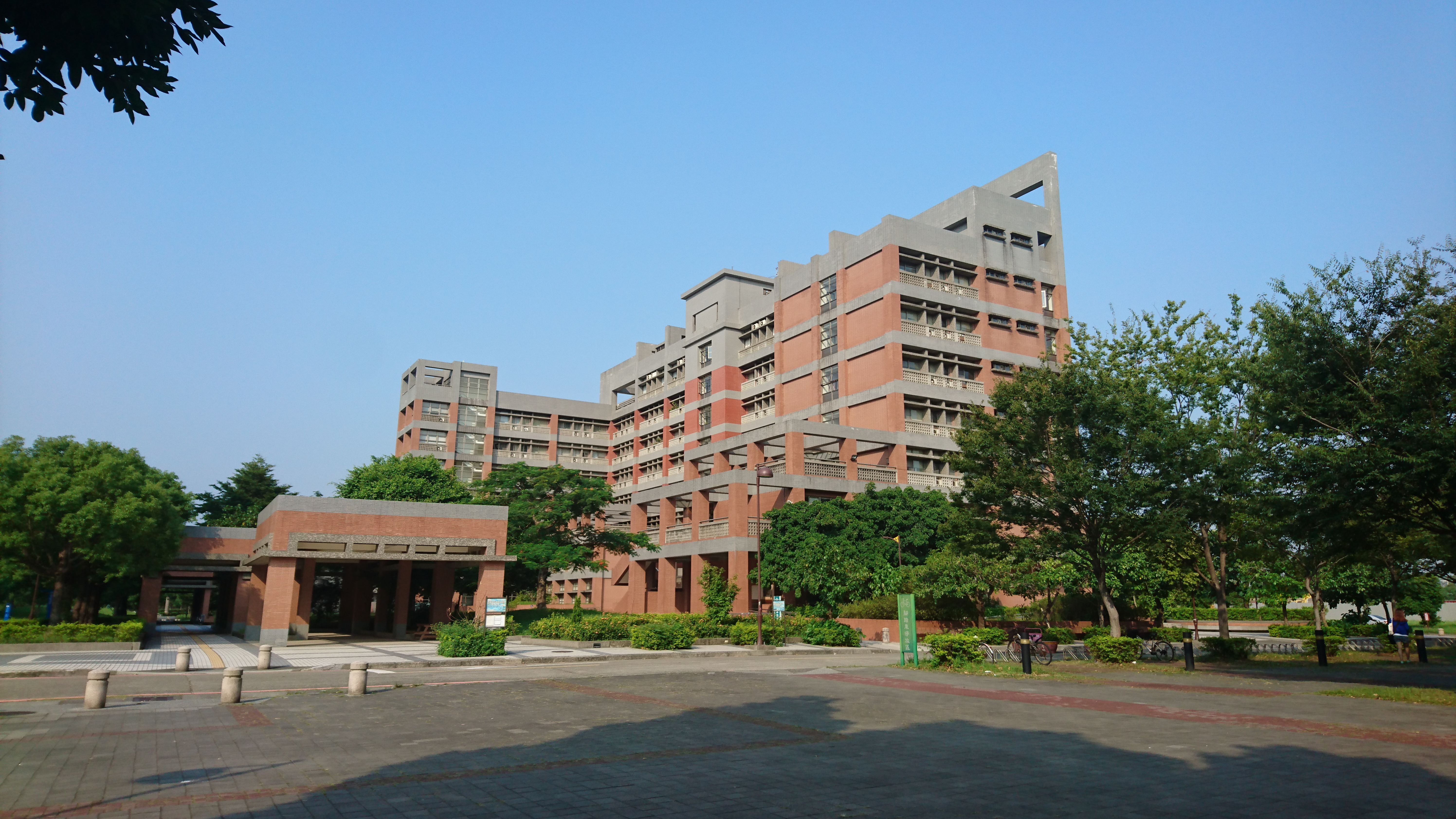
社會科學大樓
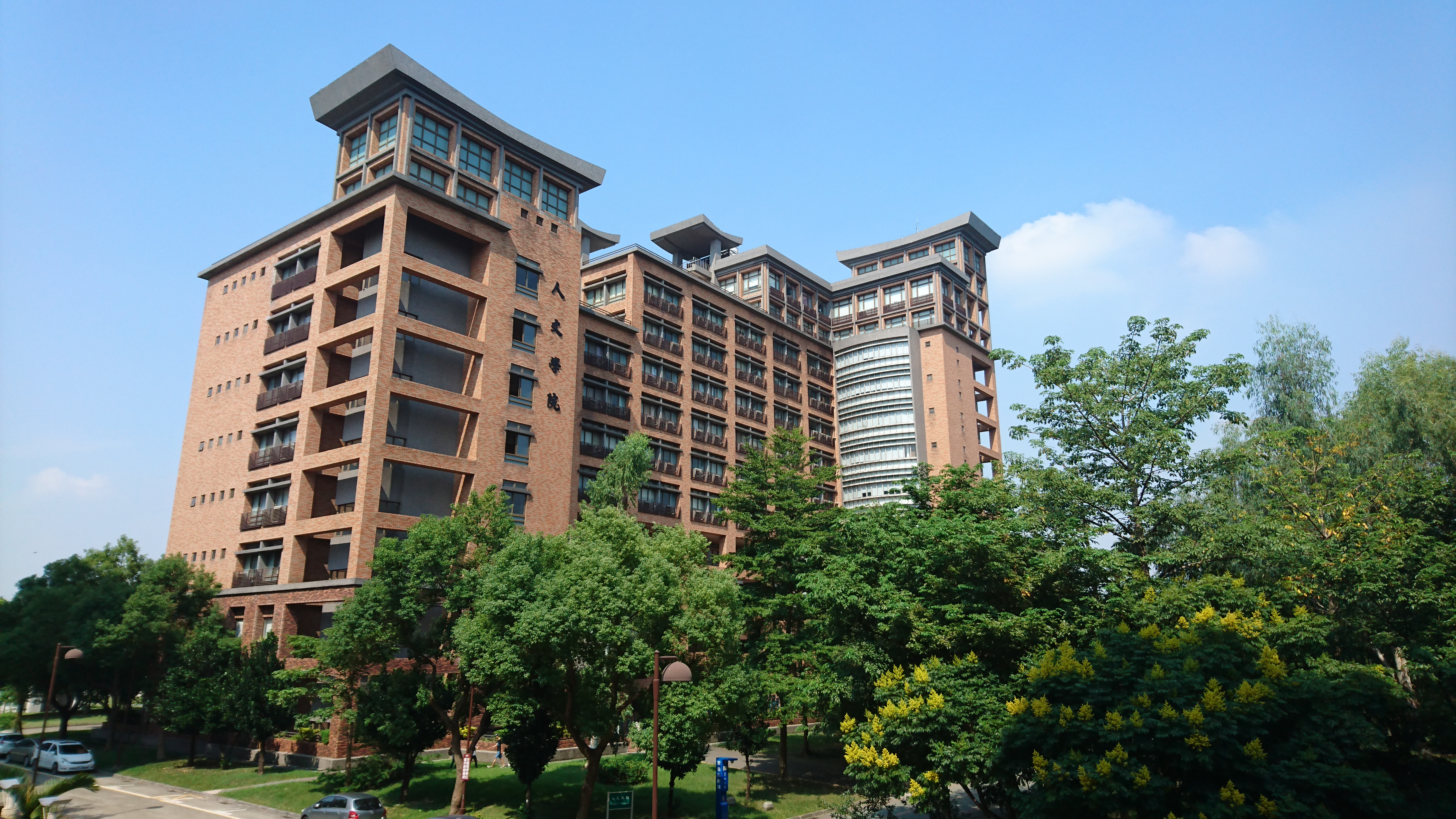
人文大樓
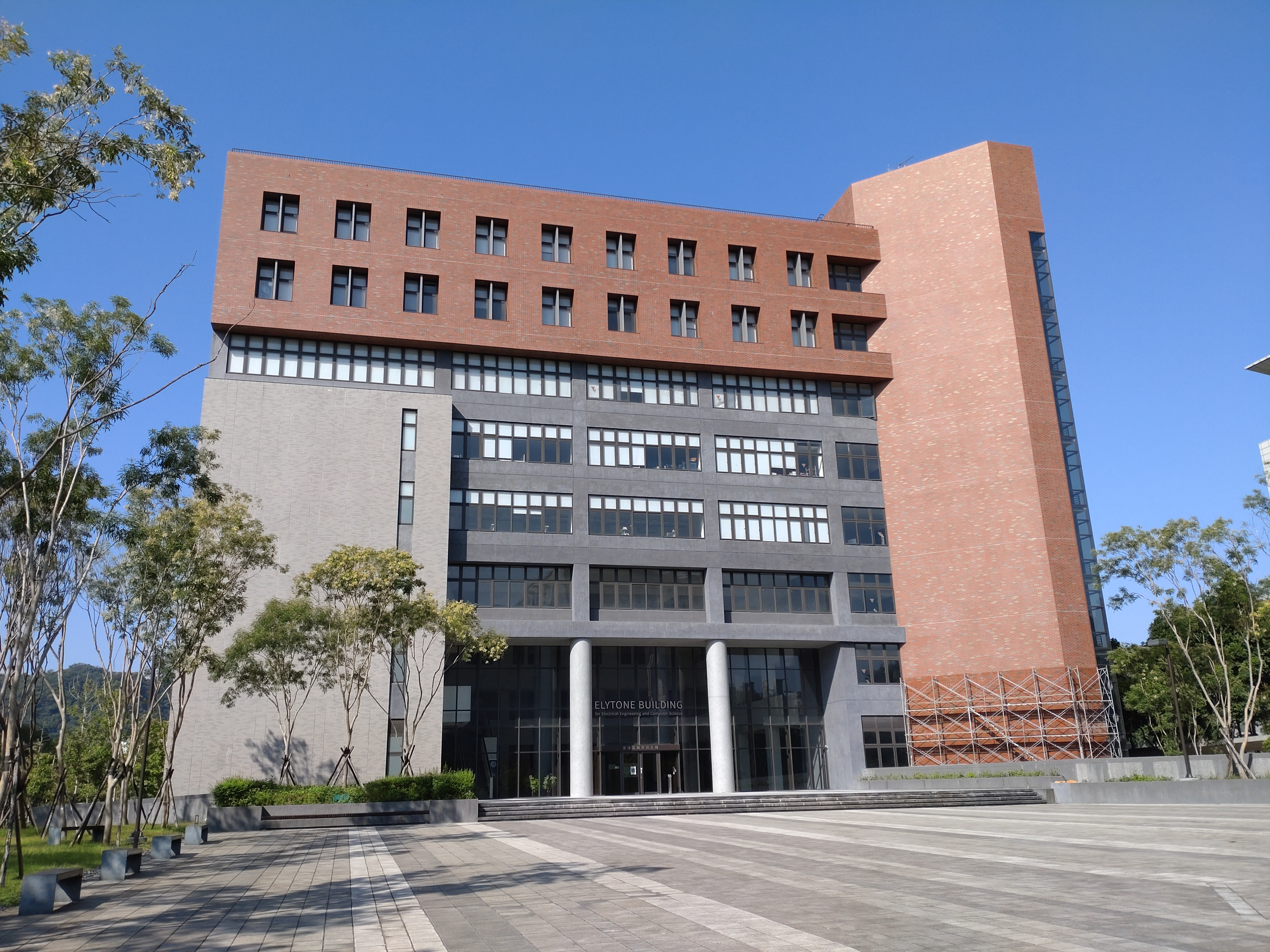
音律電資大樓
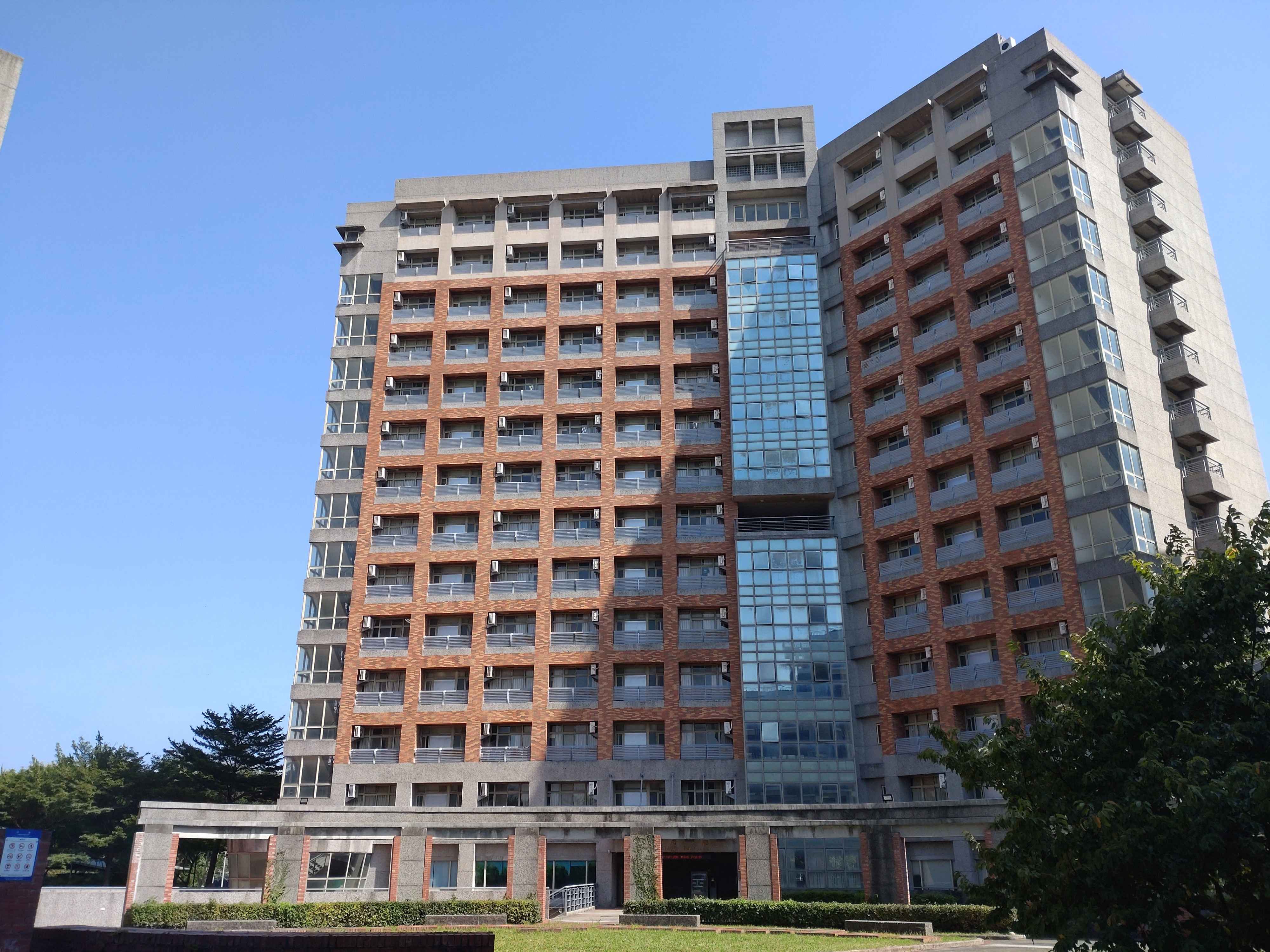
學生宿舍皓月樓

三峽校區有以下場地供師生及社區民眾運動休閒空間：
- 綜合體育館暨學生活動中心
- 簡易多功能場館（崇越館）
- 田徑場
- 飛輪教室
- 韻律教室
- 多功能教室
- 桌球室
- 籃球場
- 網球場
- 排球場
- 人文排球場
- 壘球場
- 攀岩場
- 足球場

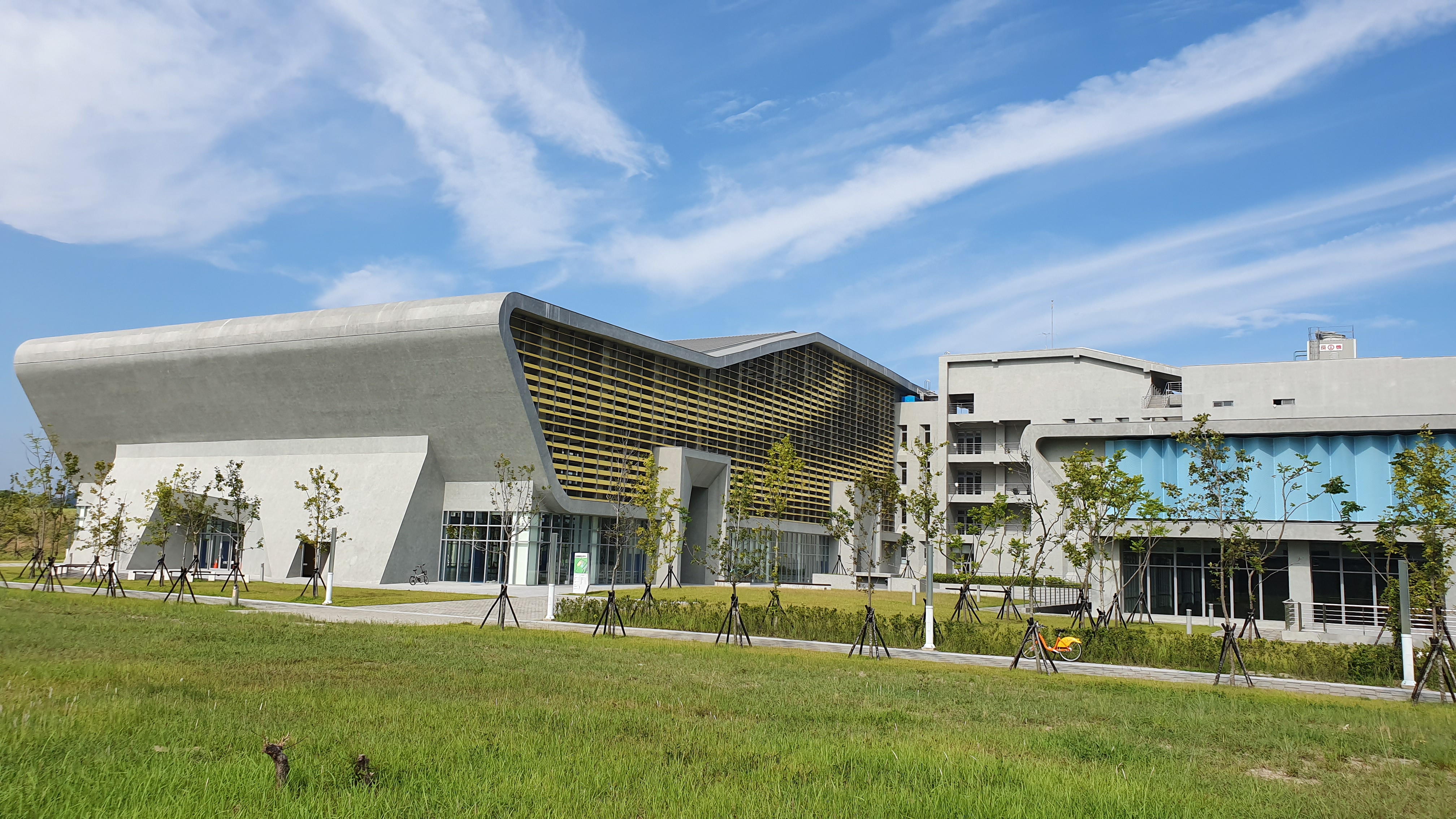
綜合體育館暨學生活動中心
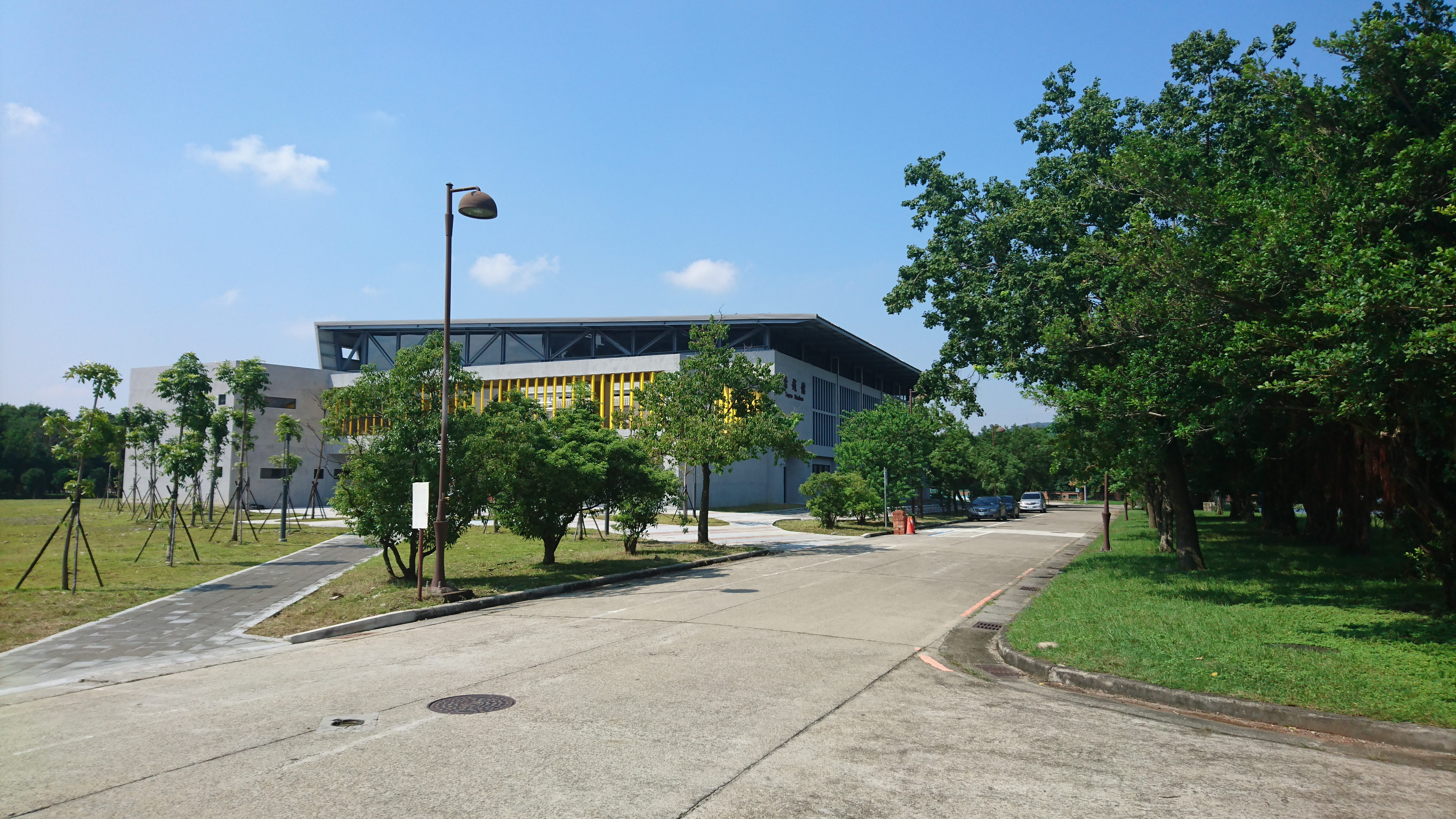
簡易多功能場館（崇越館）
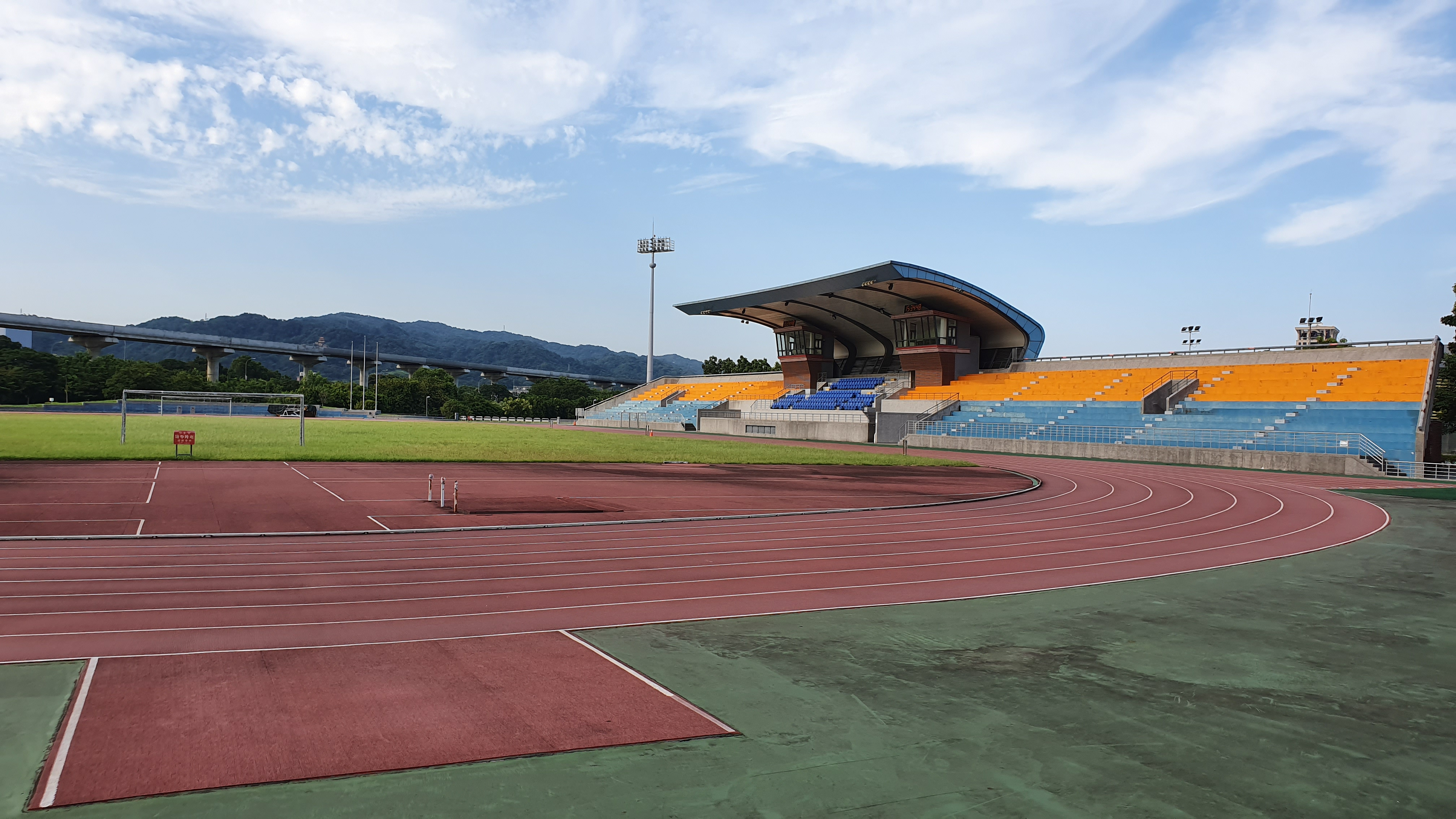
三峽校區田徑場

YouBike微笑單車在三峽校區校園內設有十餘座合作租賃站。校區旁有尚未通車的新北捷運 三鶯線經過，設有臺北大學站。臺北聯營公車在校區附近有「臺北大學正門」、「大學學勤路口」、「大學學成路口」、「學成路」、「臺北大學宿舍」、「臺北大學三峽校區」、「恩主公醫院」等站牌，停靠路線多由臺北客運、首都客運營運。國道客運如桃園客運、大有巴士、統聯客運的「恩主公醫院」、「三峽」、「三峽總站」等站牌也臨近三峽校區。
透過公車轉乘，可以抵達最接近臺北捷運鄰近車站是 板南線頂埔站、永寧站，及臺鐵的鶯歌車站。

### 臺北校區
民生校區、建國校區、合江校區同位於臺北市中山區，兩校區步行時間約5分鐘。

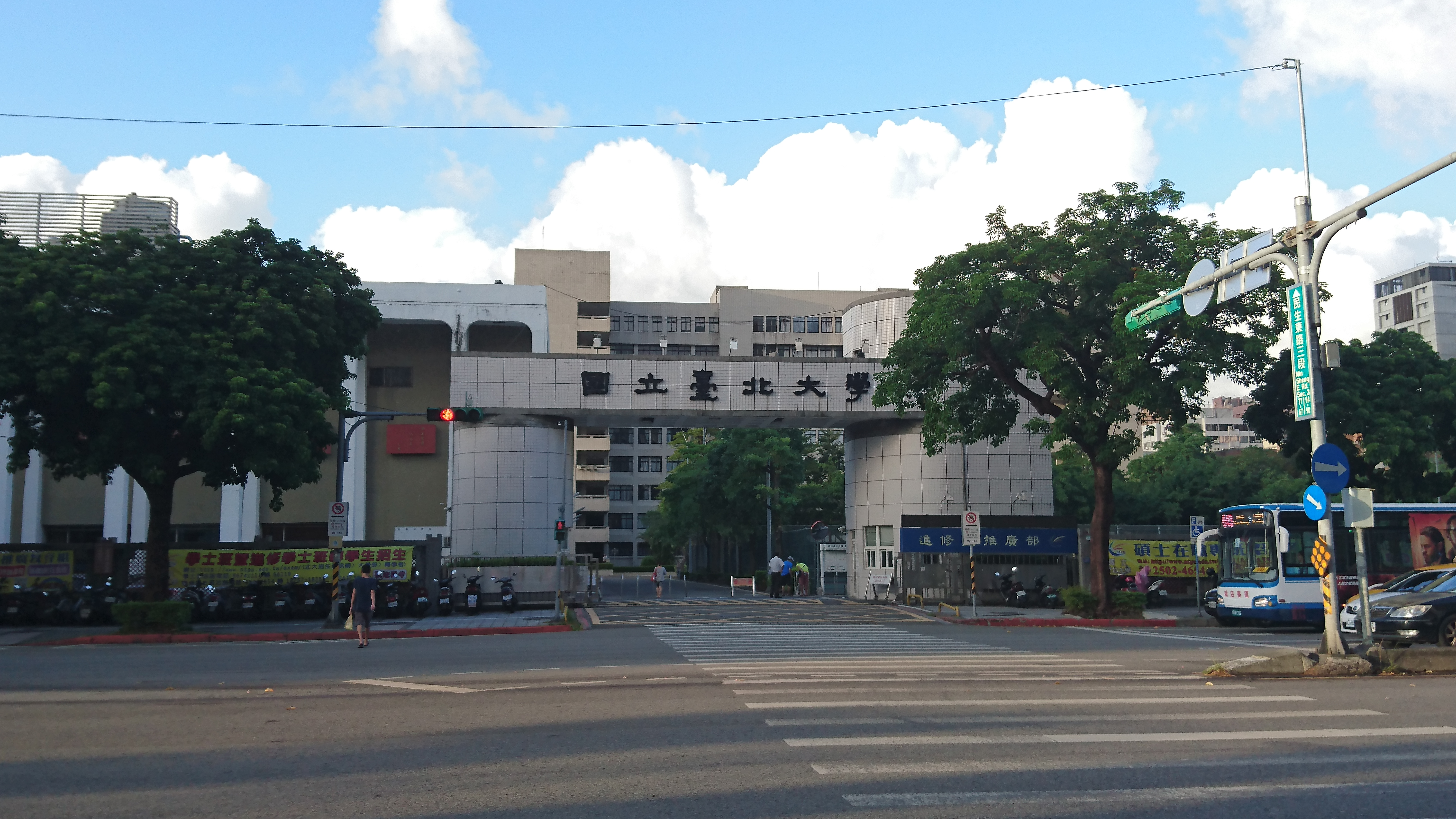
民生校區正門前

民生校區位於臺北市中山區民生東路三段67號，近台北捷運文湖線中山國中站，未來台北捷運民生汐止線亦將在民生東路上設置北大台北校區站。校區內主要建築包括：
- 教學大樓：目前由進修暨推廣部、在職專班等使用，並設有博雅書房閱覽室。樓層為地上九層，地下一層。
- 育樂館：作為禮堂、學生活動中心與體育場地使用。一樓室內為籃球及羽球混合場地，二樓為看台座位區，地下一樓則為桌球室。
- 資訊大樓：為電子計算中心、電機網路設備的管理單位，設有電腦教室、學生列印中心與國際會議中心。
- 運動場：有排球場及網球場（場地共用），以及籃球場。

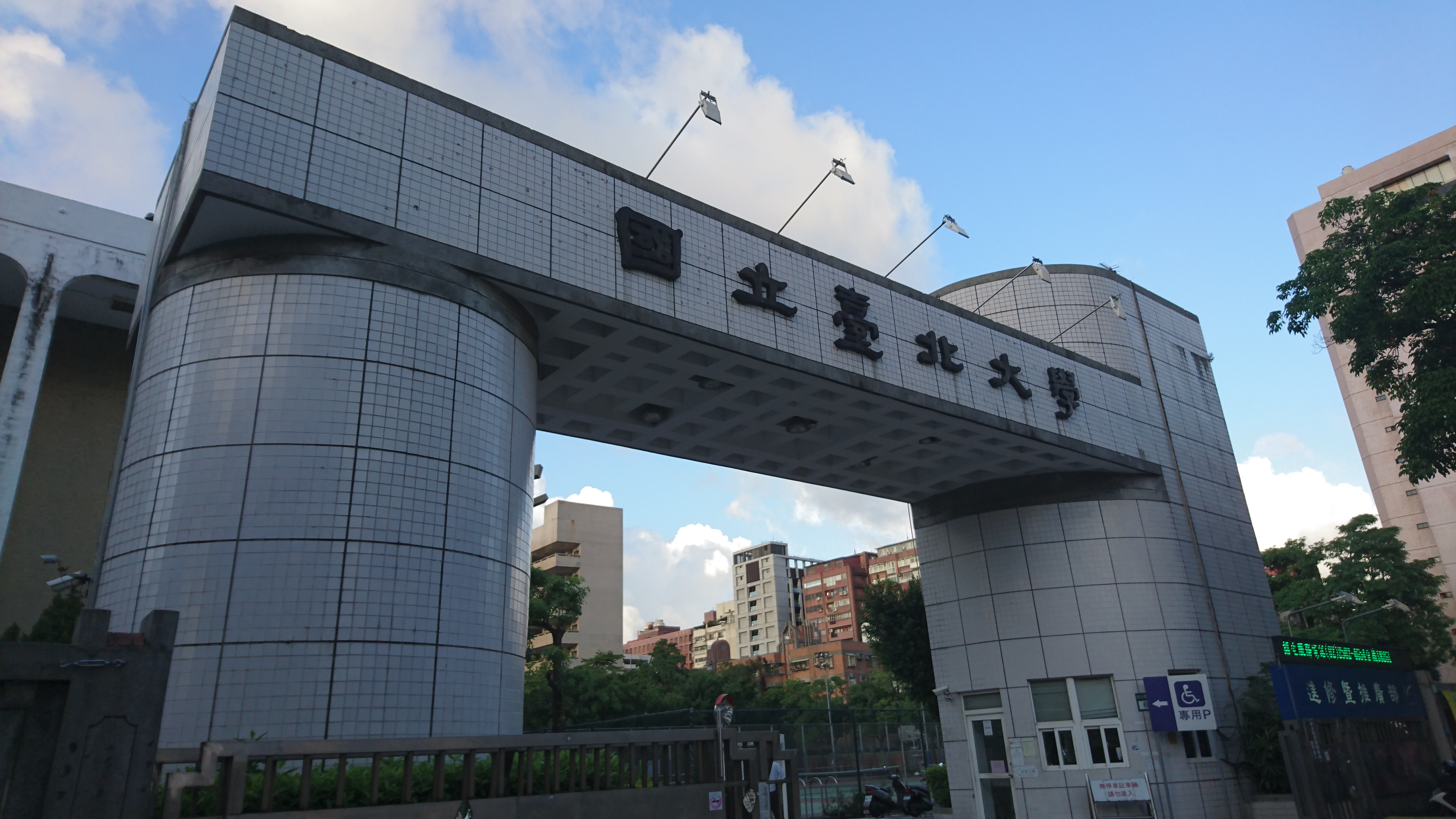
民生校區入口
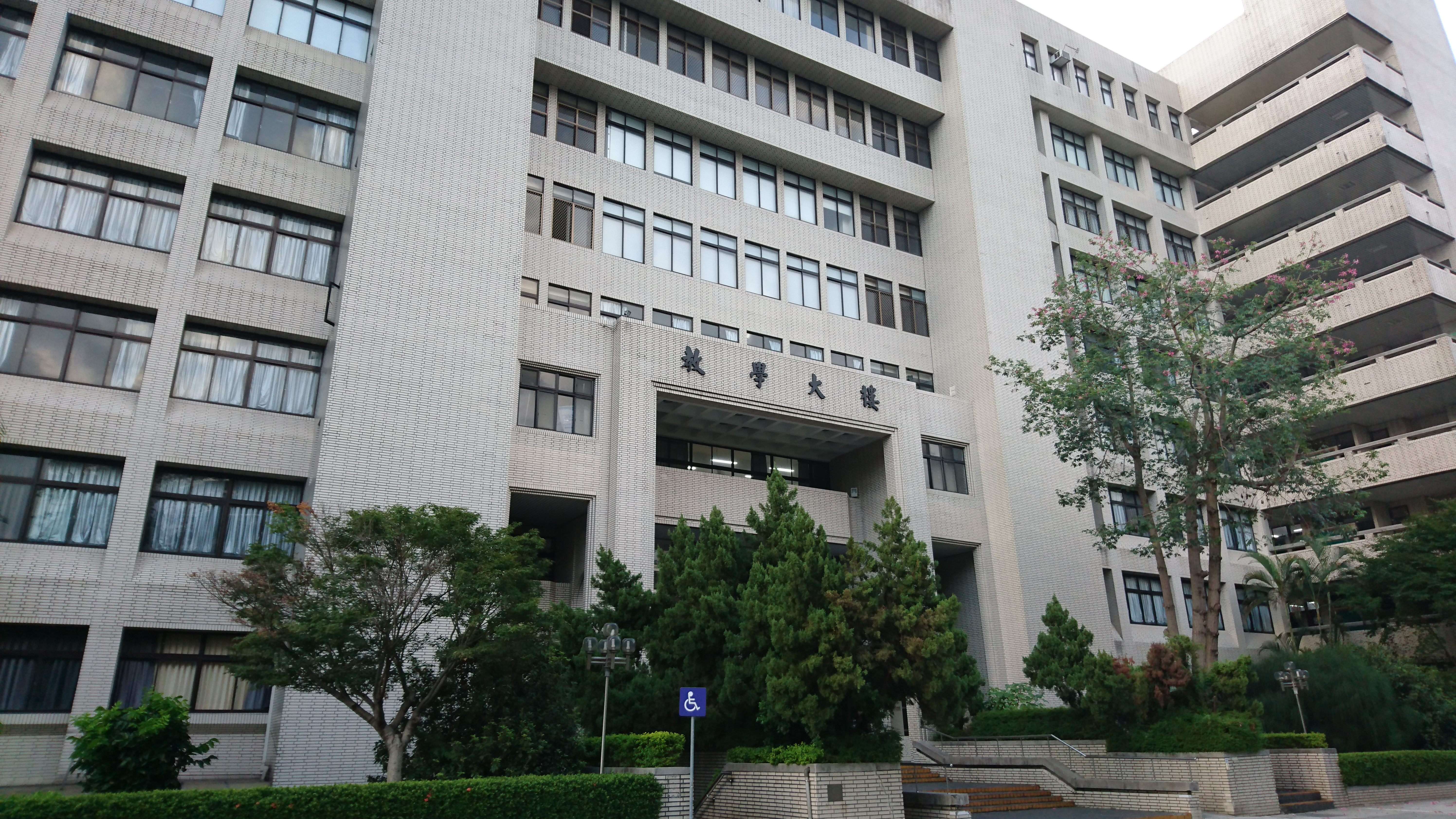
教學大樓
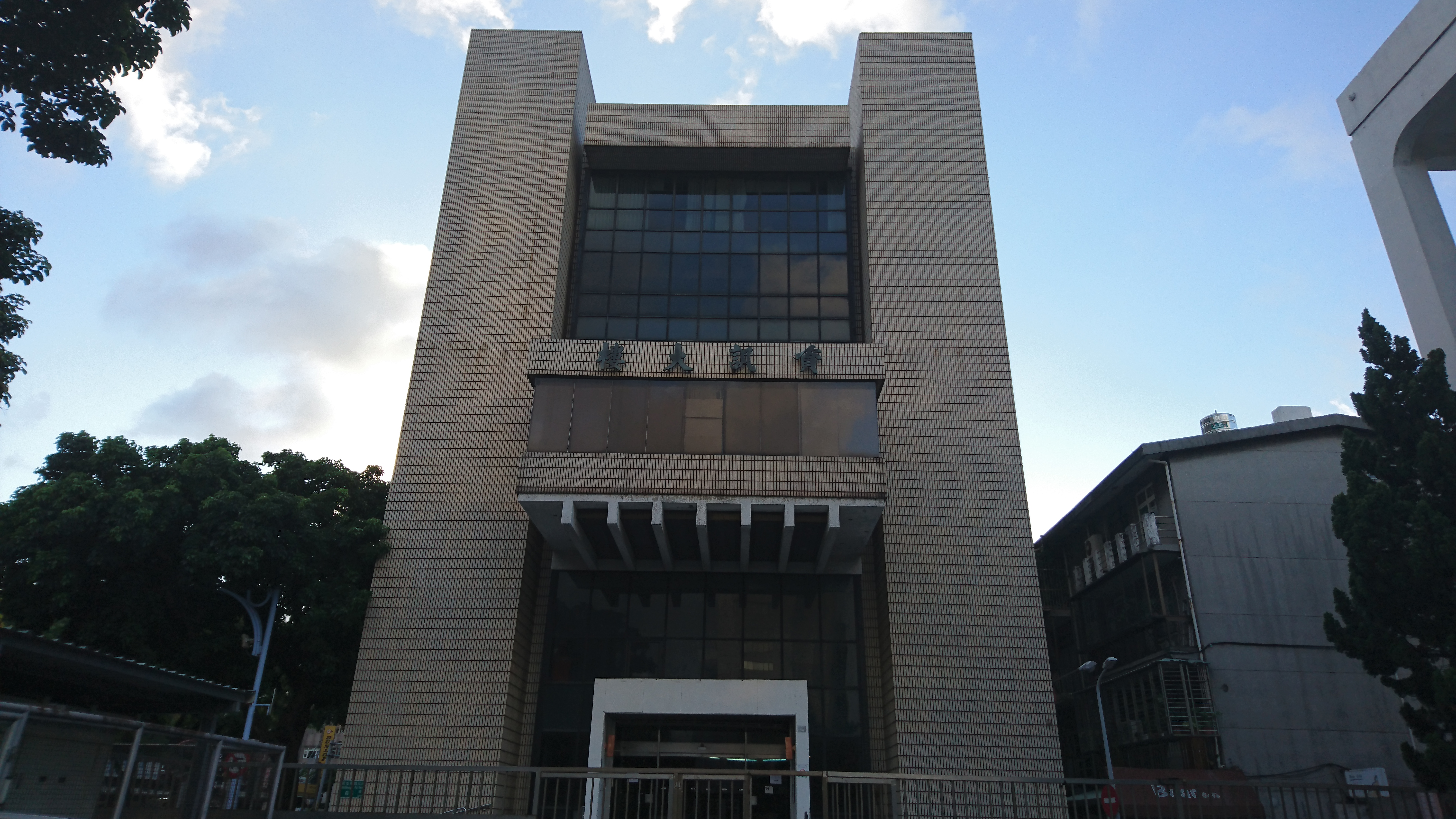
資訊大樓

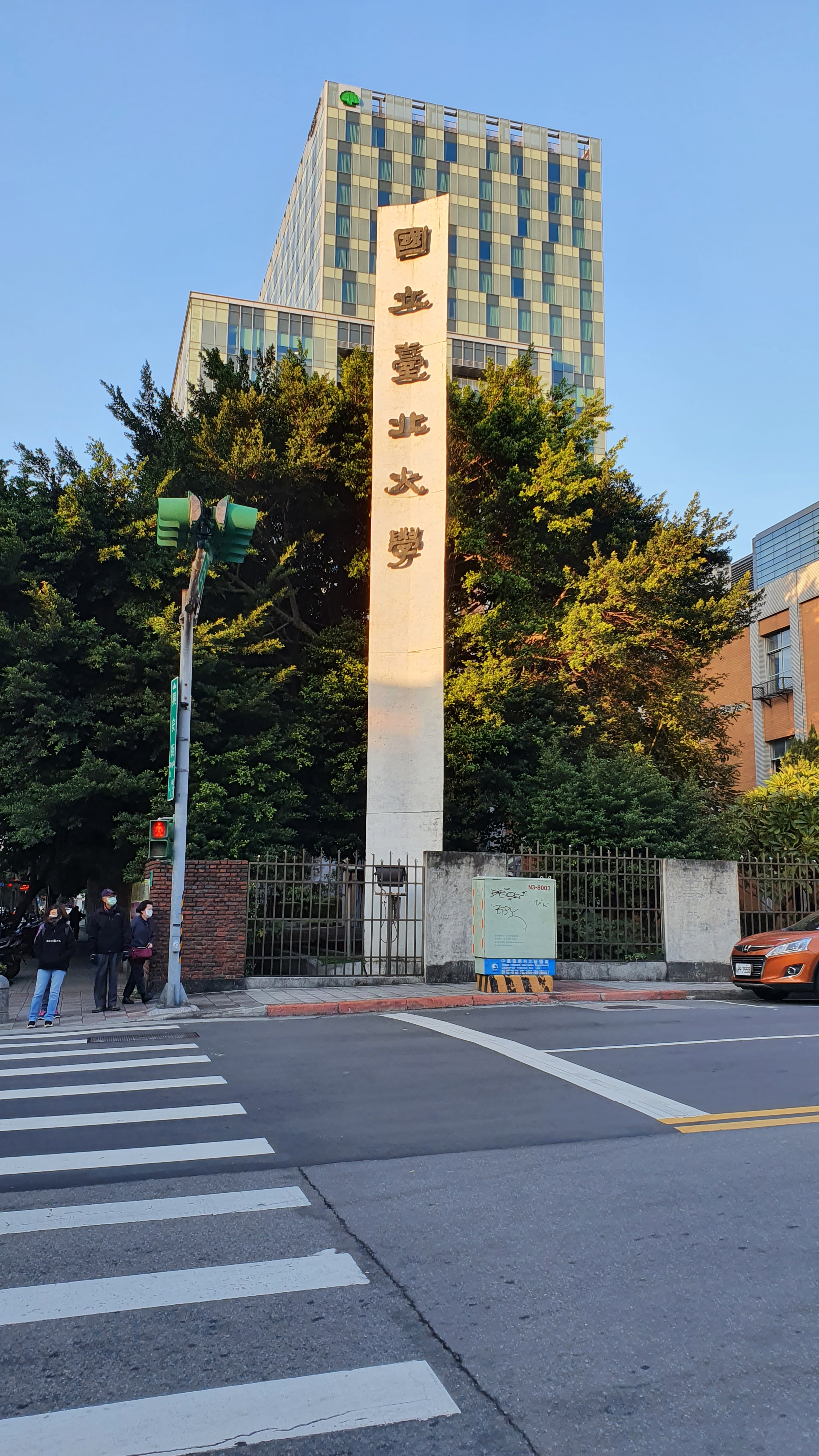
建國合江校區北大牌樓

建國合江校區是合江校區（東院）、建國校區（西院）合稱，舊稱合江校區，位於臺北市中山區建國北路二段69號以及臺北市中山區合江街53號，近臺北捷運中和新蘆線行天宮站，民生校區西南方約350公尺處，可分為合江校區、建國校區兩區，兩區僅隔合江街，在兩區相對建築物（自強大樓、莊敬大樓）中有地下道相通，主要建築包括：
- 合江校區：
  - 學生活動中心：原風雲樓，現該建築已無使用。
  - 自強大樓：設有學生閱覽室與碩士在職專班教室。
  - 女生第一宿舍（曾租賃予東吳大學，已於2021年因租約到期中止）
  - 女生第二宿舍（曾租賃予東吳大學，已於2021年因租約到期中止）
  - 女生第四宿舍（曾租賃予東吳大學，已於2021年因租約到期中止）
  - 男生第一宿舍（前女三舍，先前租賃予國立臺北科技大學[75]，現租賃予東吳大學，為東吳大學合樂學舍）
- 東吳大學合樂學舍：位於合江街55號之1的原男生第一宿舍，在2017年時已租賃予東吳大學作為該校大一女生和大一男生宿舍使用[76]。
- 東吳大學合江學舍：位於合江街53號的原女生第一宿舍，在2011年時賃予東吳大學作為該校大一女生和大一男生宿舍使用，已於2021年因租約到期中止[77]。
- 東吳大學合楓學舍：位於合江街53號原女生第二宿舍和女生第四宿舍，在2012年時賃予東吳大學作為該校大一女生宿舍使用，已於2021年因租約到期中止[77]。

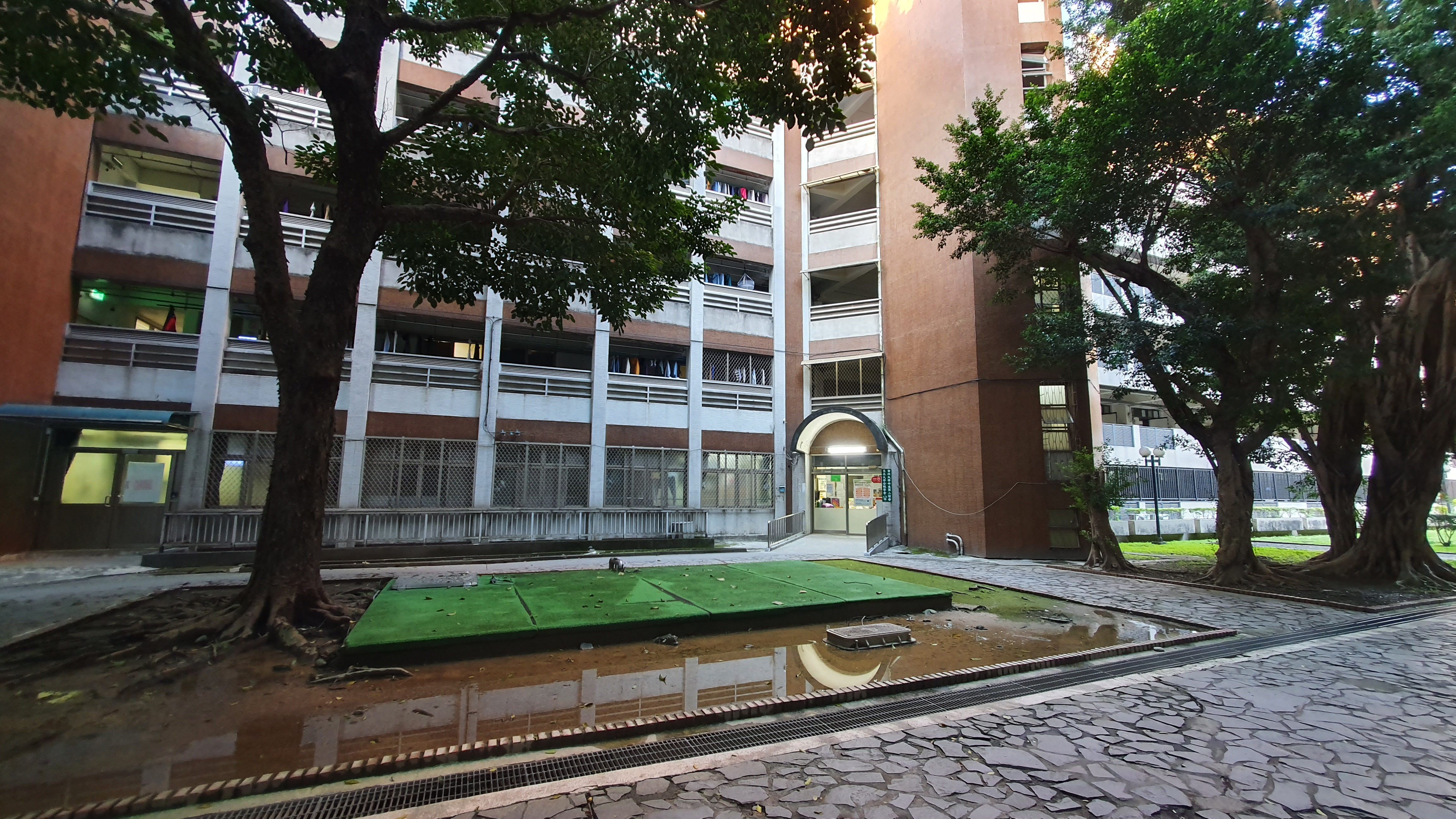
東吳大學合楓學舍（原女二舍）
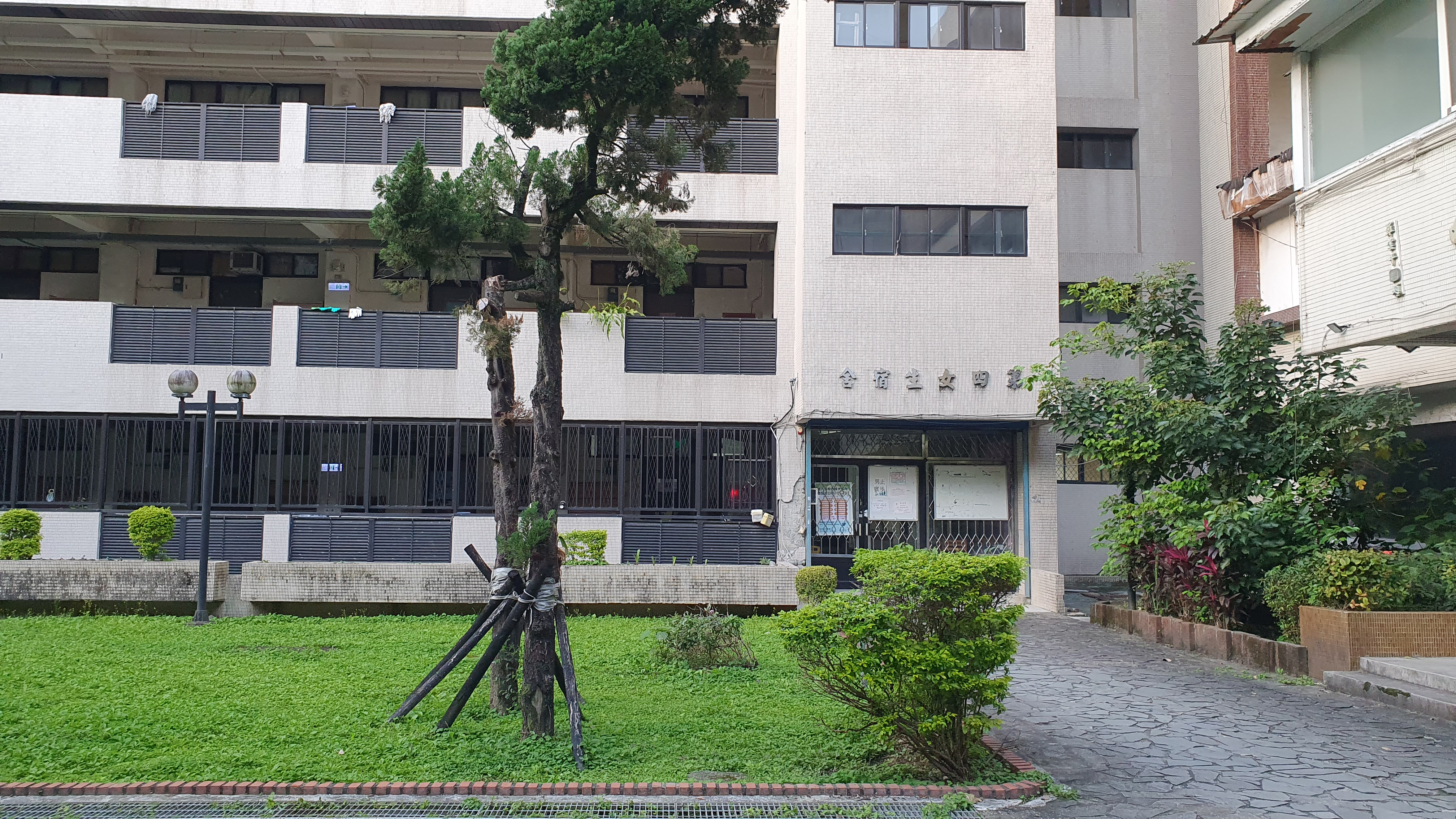
東吳大學合楓學舍（原女四舍）
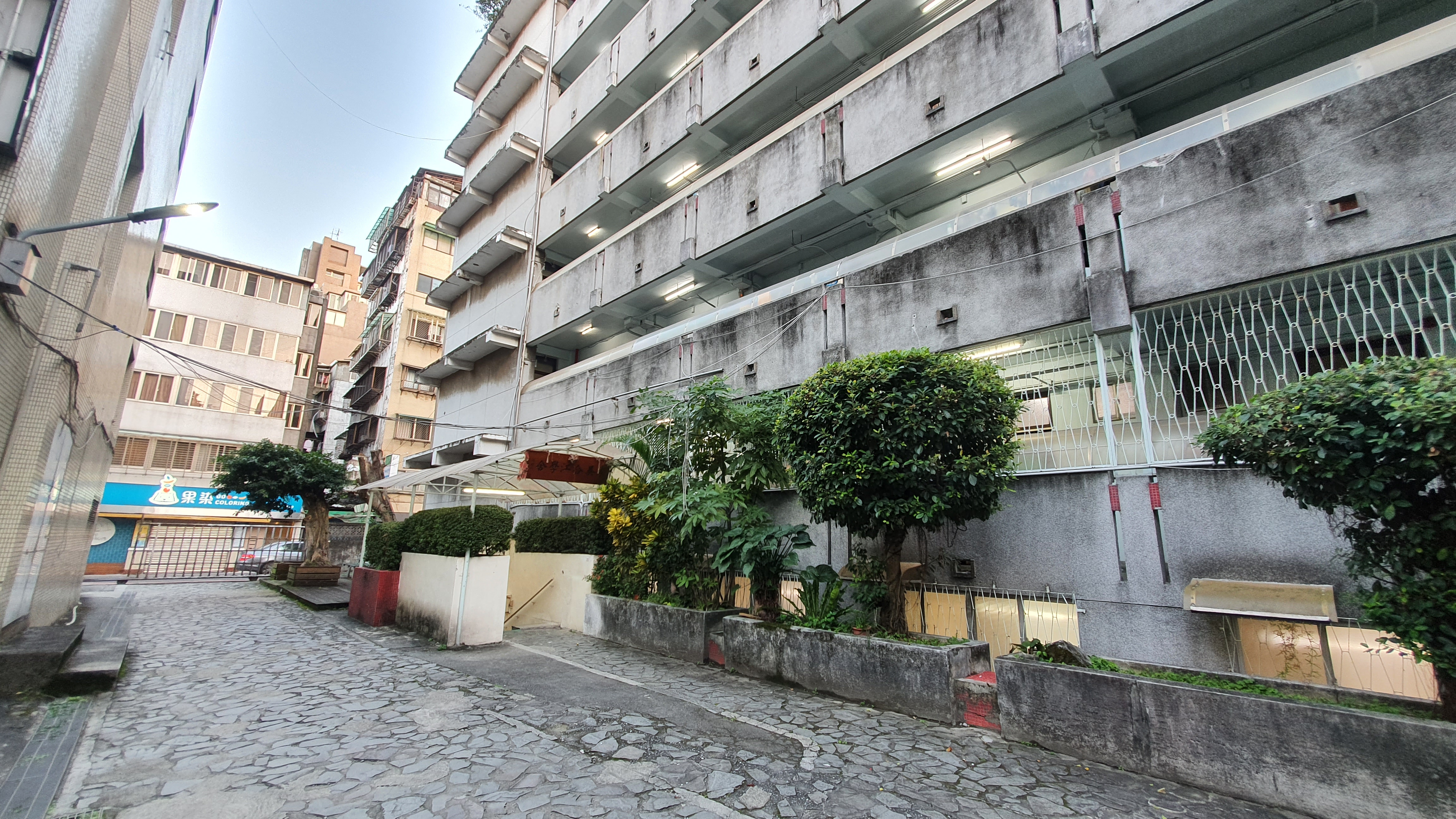
東吳大學合江學舍（原女一舍）
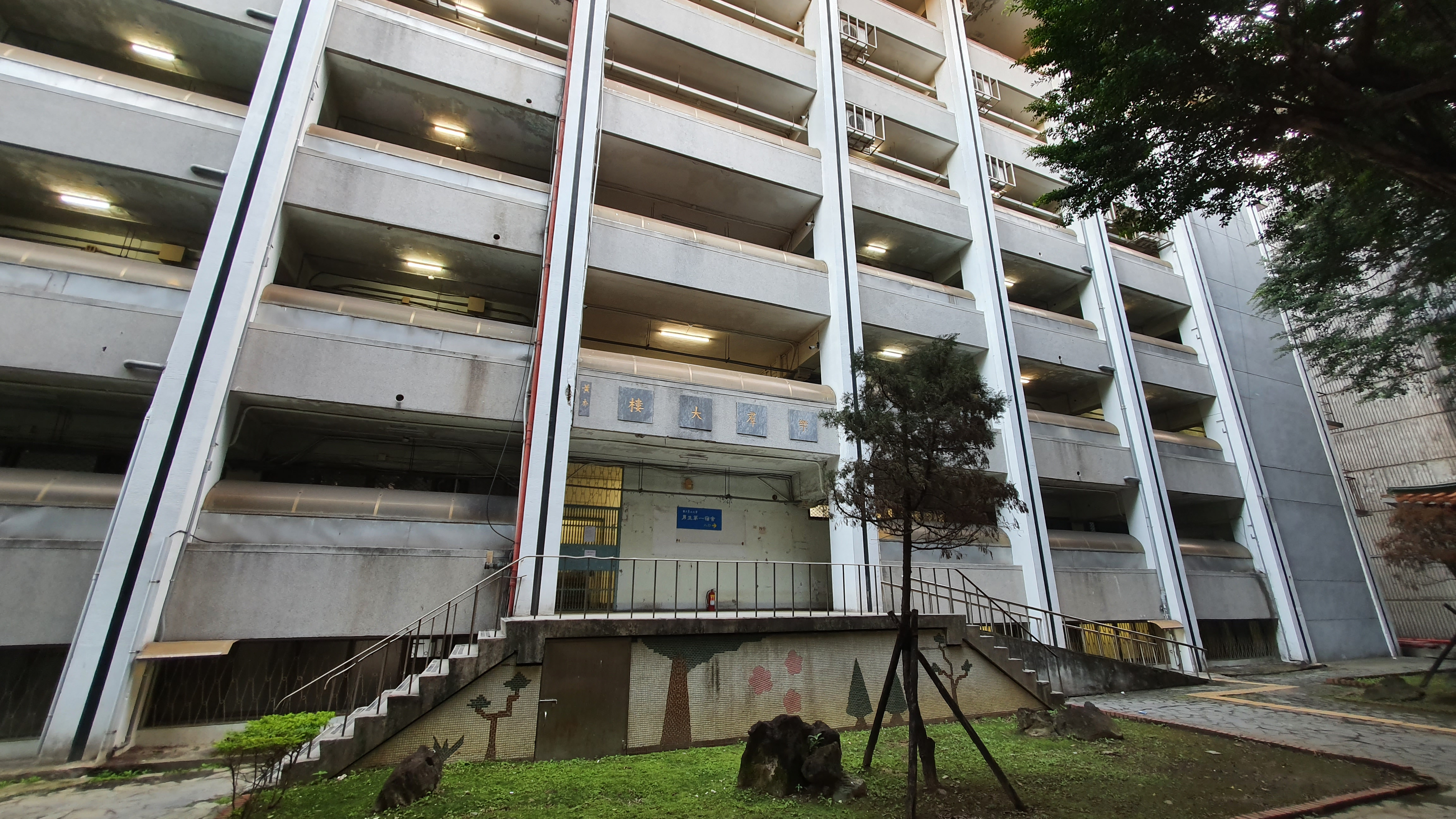
東吳大學合樂學舍（原男一舍）

- 建國校區（所有建築已經拆除）：
  - 圖書閱覽室：現該建築已無使用。
  - 莊敬大樓：主要用為教授研究室以及研究生研究室。
  - 社會科學館：設有大型階梯教室，以及推廣組上課使用。
  - 力行大樓：主要用為教授研究室，研究生研究室，推廣組辦公室。
  - 建國大樓：包括惠蓀南樓、惠蓀北樓，目前多為推廣組與在職專班使用。

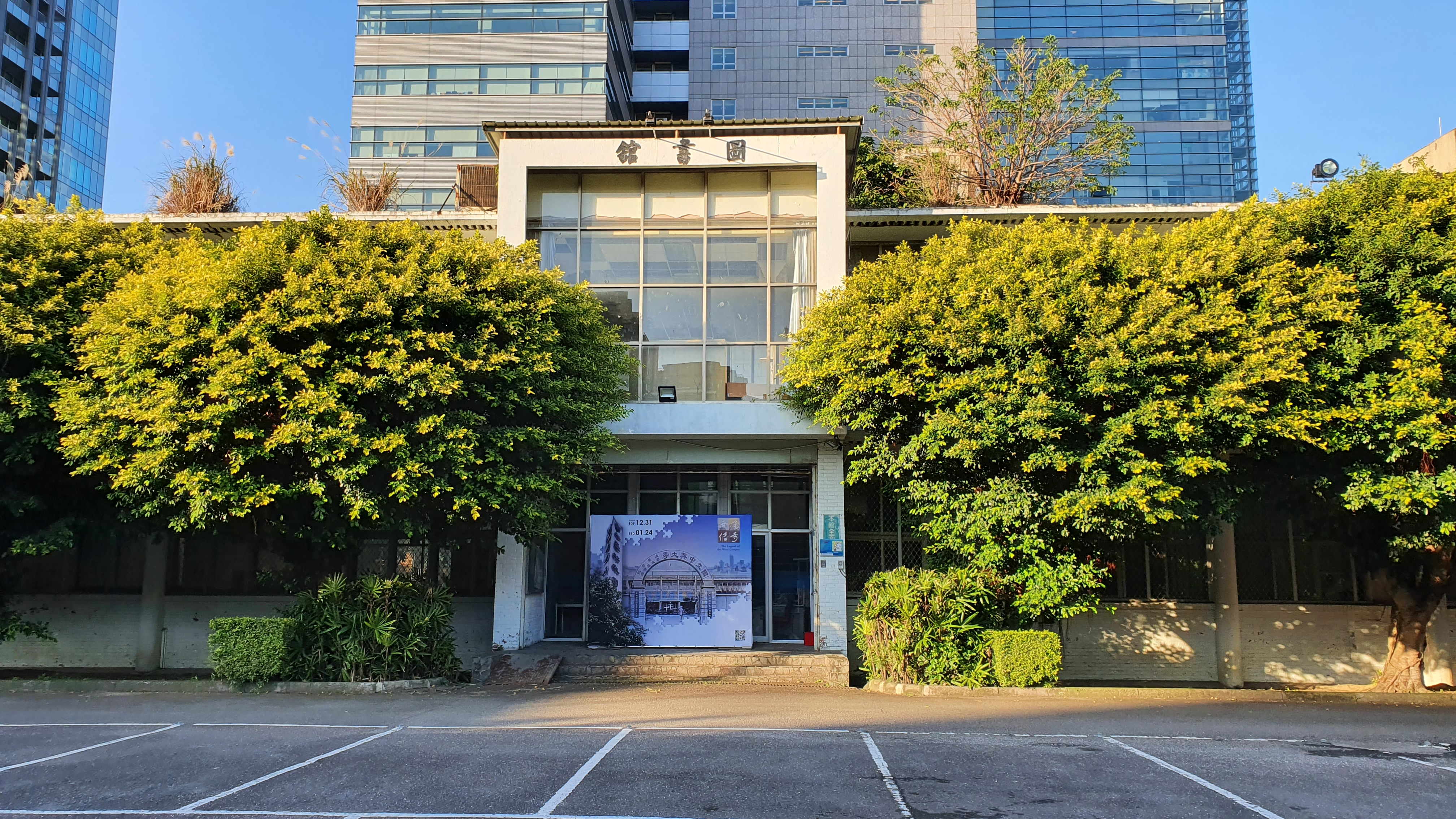
原圖書閱覽室
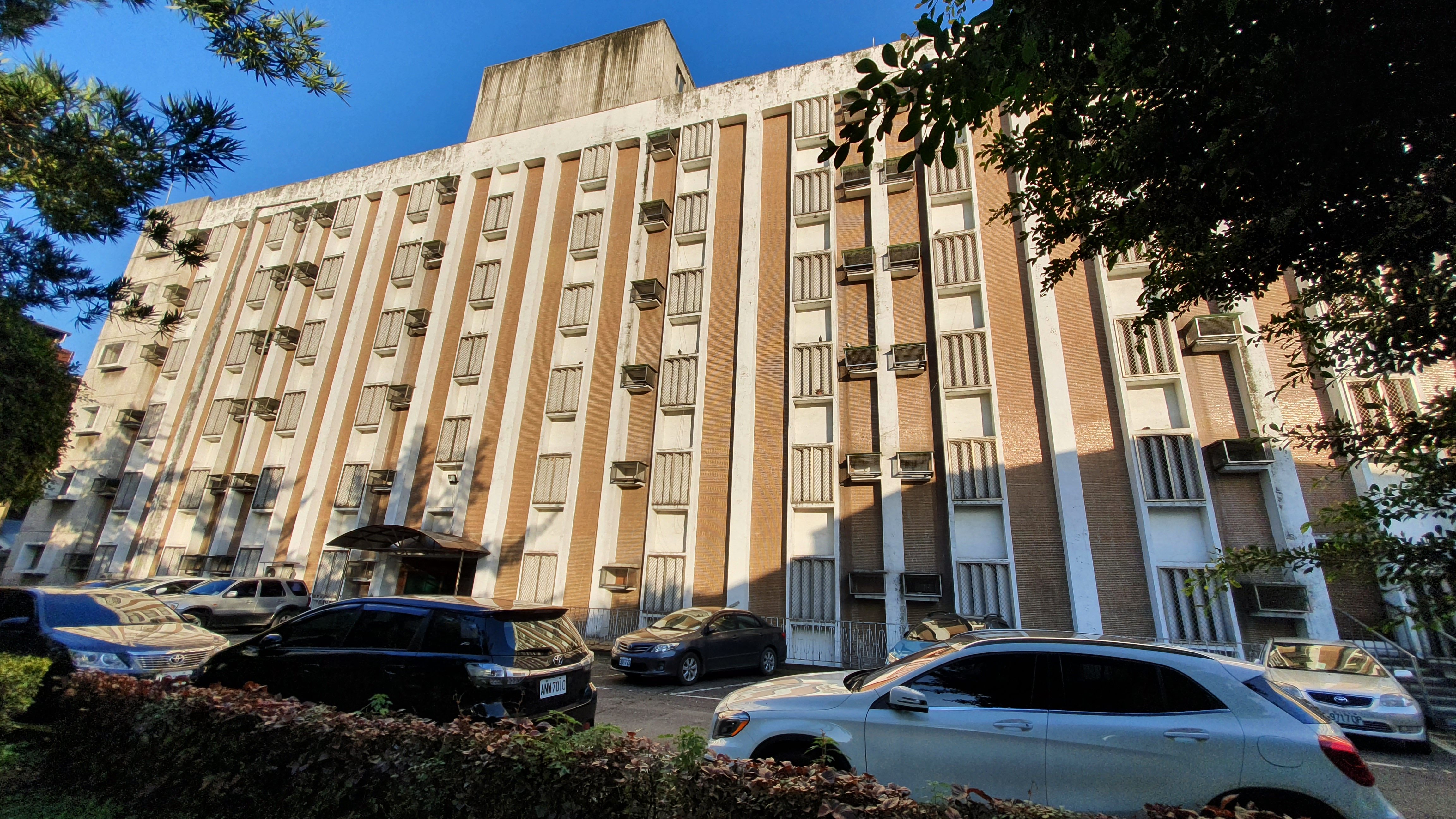
莊敬大樓
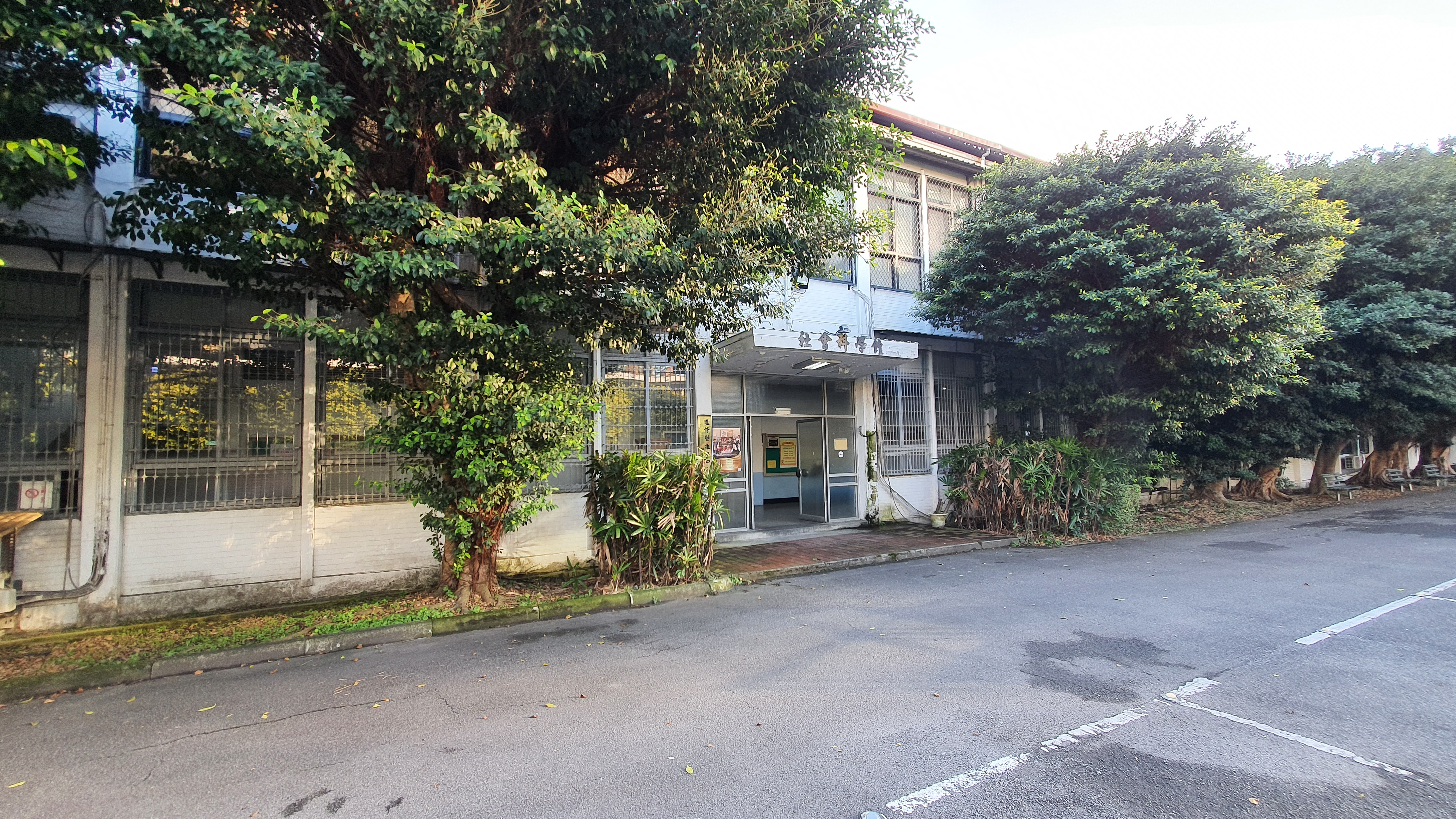
社會科學館
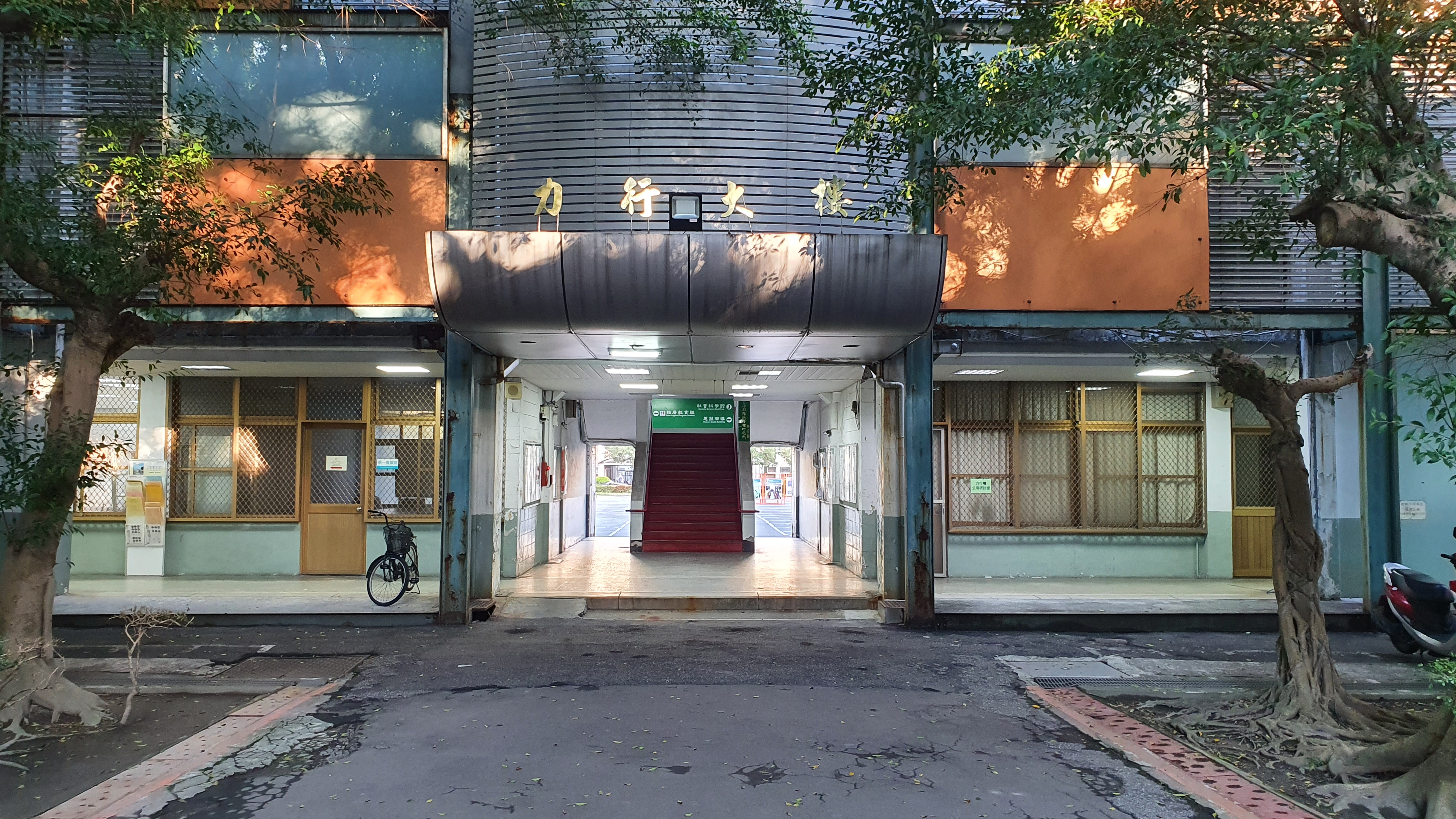
力行大樓

- 合江街東院校地（合江校區）：臺北市中山南路的教育部所在地為國立臺灣大學用地，1971年時向臺大借地興建5層樓中式建築的教育部大樓，多年來不斷遭臺大追討，2010年4月教育部協調用國立臺北大學遷往三峽後空出的合江街東院校地，跟臺大交換。國立臺北大學前校長侯崇文表示，該校7千位學生已在去年全數搬至三峽新校區，加上教育部也同意將1.3公頃的合江街西院校區，亦即該校「發源地」續撥使用，校務會議已投票通過將東院校區交由教育部統籌使用[78]。

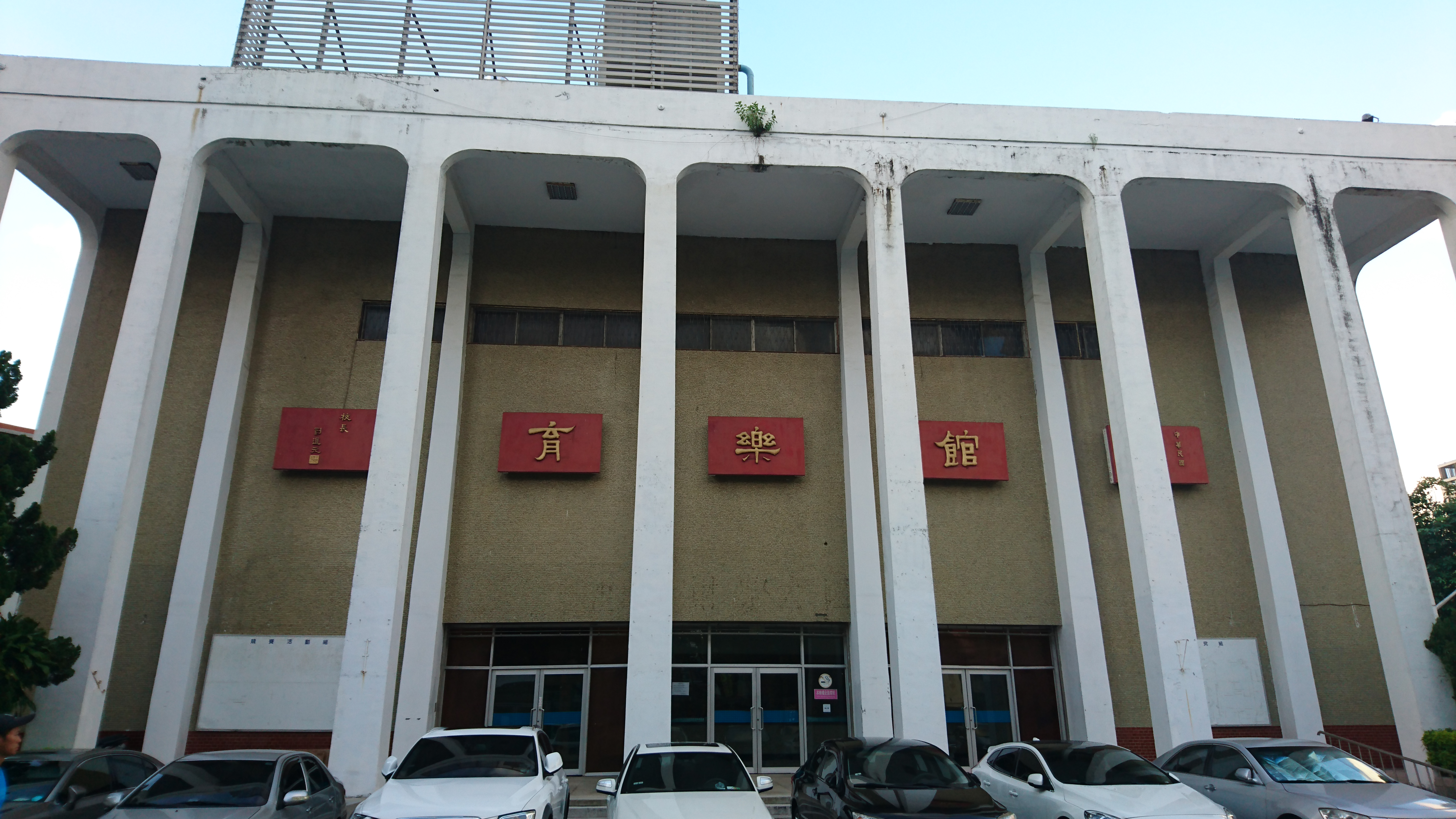
育樂館

臺北校區有以下場地供師生及社區民眾運動休閒空間：
- 育樂館
- 韻律教室
- 網排球場
- 籃球場

## 學校機構
在行政專校、法商學院時期，為培育臺灣省實施地方自治所需之各級地方行政幹部，所以北大各學術單位亦多與政府各機關部門對應，如財政學系、公共行政學系、不動產學系（地政學系）系等，為北大以及同類型之國立政治大學特有之學術單位。

### 學院與系所
臺北大學設有七個學院，以人文科學及社會科學為主；電資學院方面，以研究電腦科學、電機工程學及通信工程為主。
- 人文學院共有3個系及1個研究所，以教授中國文學、歷史、外語、圖書館學為主軸。

| 人文學院 | 中國文學系             | 歷史學系                 |
| 人文學院 | 應用外語學系           | 民俗藝術與文化資產研究所 |
| 人文學院 | 國際談判及同步翻譯中心 | 東西哲學與詮釋學研究中心 |
| 人文學院 | 師資培育中心           |                          |

- 社會科學學院共有3個系1個研究所，以教授社會工作、社會學、犯罪學、經濟學為主軸，為創校院系之一。

| 社會科學學院 | 社會工作學系     | 社會學系     |
| 社會科學學院 | 經濟學系         | 犯罪學研究所 |
| 社會科學學院 | 台灣發展研究中心 |              |

- 公共事務學院共有3個系2個研究所，以教授公共行政學、財政學、地政學、都市計畫為主軸，為創校院系之一。現任院長為黃朝盟教授。

| 公共事務學院 | 公共行政暨政策學系       | 財政學系           |
| 公共事務學院 | 不動產與城鄉環境學系     | 都市計劃研究所     |
| 公共事務學院 | 自然資源與環境管理研究所 | 民意與選舉研究中心 |
| 公共事務學院 | 土地與環境規劃研究中心   |                    |

- 商學院共有5個系2個研究所，已通過AACSB認證，為創校院系之一。

| 商學院 | 金融與合作經營學系           | 企業管理學系                    |
| 商學院 | 會計學系                     | 統計學系                        |
| 商學院 | 休閒運動管理學系             | 資訊管理研究所                  |
| 商學院 | 國際企業研究所               | 電子商務研究中心                |
| 商學院 | 合作經濟暨非營利事業研究中心 | 企業永續發展研究中心            |
| 商學院 | 金融科技暨綠色金融研究中心   | 國際財務金融碩士在職專班(IEMBA) |
| 商學院 | 數位行銷進修學士學位學程     |                                 |

- 由法商學院改制，原法律學系獨立自成一「法律學院」，共有1個系8個研究中心，為創校院系之一。

1952年秋，應司法行政部（今法務部）之請增設司法行政科（今法律學系），於1955年改制為省立法商學院法律學系，最後在2000年成立法學院。現任院長為侯岳宏教授。現下設有學士班（分設法學組、司法組及財經法組）、碩士班（分設一般生組及法律專業組）、博士班以及進修學士班。
| 法律學院 | 法律學系                     | 比較法資料中心 |
| 法律學院 | 能源、環境與人類社會研究中心 | 公法中心       |
| 法律學院 | 民事法研究中心               | 刑事法中心     |
| 法律學院 | 基礎法學中心                 | 財經法研究中心 |
| 法律學院 | 勞動法研究中心               | 國際法中心     |

- 電機資訊學院成立於2007年[82][83]，下設3個系，以教授電腦科學、資訊科學、電機工程學、通信工程為主軸。

| 電機資訊學院 | 資訊工程學系 | 電機工程學系     |
| 電機資訊學院 | 通訊工程學系 | 前瞻科技研究中心 |

- 永續創新國際學院共有3個碩士學位學程、2個學士學位學程與華語中心，以全英語授課為主軸，透過整合各學院師資而來，主要招收對象為國際學生，吸引國際學生就讀。

| 永續創新國際學院 | 財務金融英語碩士學位學程(GMBA in Finance) | 城市治理英語碩士學位學程(IPUG) | 智慧永續發展與管理學士學位學程 (SSDM) |
| 永續創新國際學院 | 智慧醫療管理英語碩士學位學程(SHM)         | 華語中心 (CLC)                 | 創新華語文教學學士學位學程 (ITCSL)    |

### 其它教學與研究單位
校級研究中心為跨領域研究發展中心，支持各學院研究發展。臺北大學除了有5個校級研究中心外，各學院也設有院級研究中心。
| 校級研究中心 | 亞洲暨泛太平洋地區研究中心 | 財政暨金融研究中心 |
| 校級研究中心 | 大數據與智慧城市研究中心   | 海山學研究中心     |
| 校級研究中心 | 全球變遷與永續科學研究中心 |                    |

其他學術與教學單位，尚有進修暨推廣部、通識教育中心、語言中心。
進修暨推廣部的前身是國立中興大學臺北進修部，於2000年2月國立臺北大學成立後，更名為「國立臺北大學進修暨推廣部」，雖然名稱有所變易，但在辦理夜間大學教育與進修學士班方面，是於臺灣地區各大專院校中歷史最悠久之國立大學。

### 行政單位

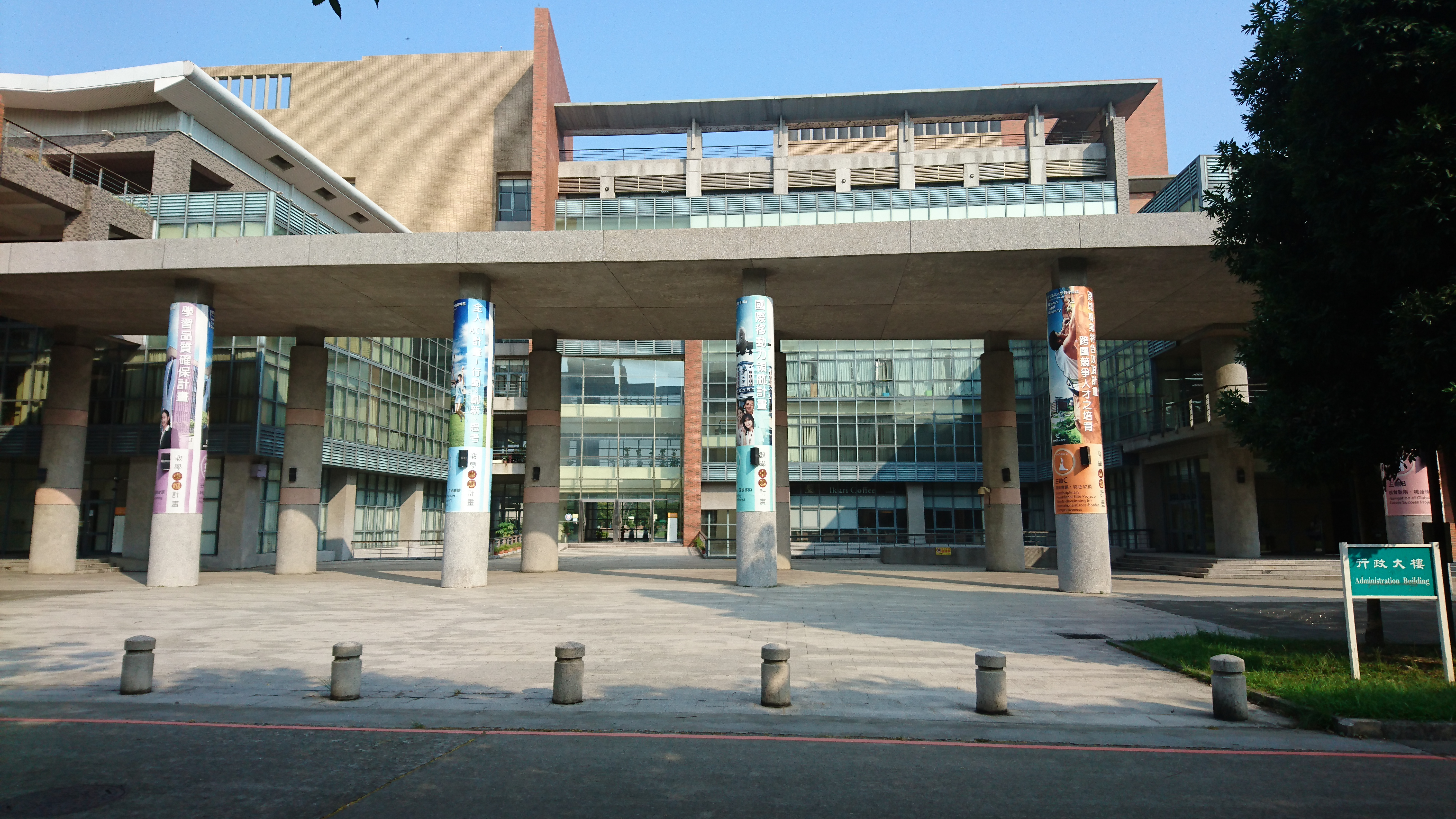
行政大樓

- 行政單位多位於校園行政大樓內，負責綜理校園一切行政管理及學生事務。
- 行政大樓內亦設有北大郵局及餐廳，另外校友中心以及退休教職員聯誼會亦位於行政大樓內。
- 進修暨推廣部行政單位位於該校民生校區內。

| 行政單位 | 教務處       | 學生事務處 |
| 行政單位 | 校長室       | 副校長室   |
| 行政單位 | 進修暨推廣部 | 秘書室     |
| 行政單位 | 主計室       | 人事室     |
| 行政單位 | 體育室       | 資訊中心   |
| 行政單位 | 校友中心     | 總務處     |
| 行政單位 | 圖書館       | 國際事務處 |
| 行政單位 | 研究發展處   |            |

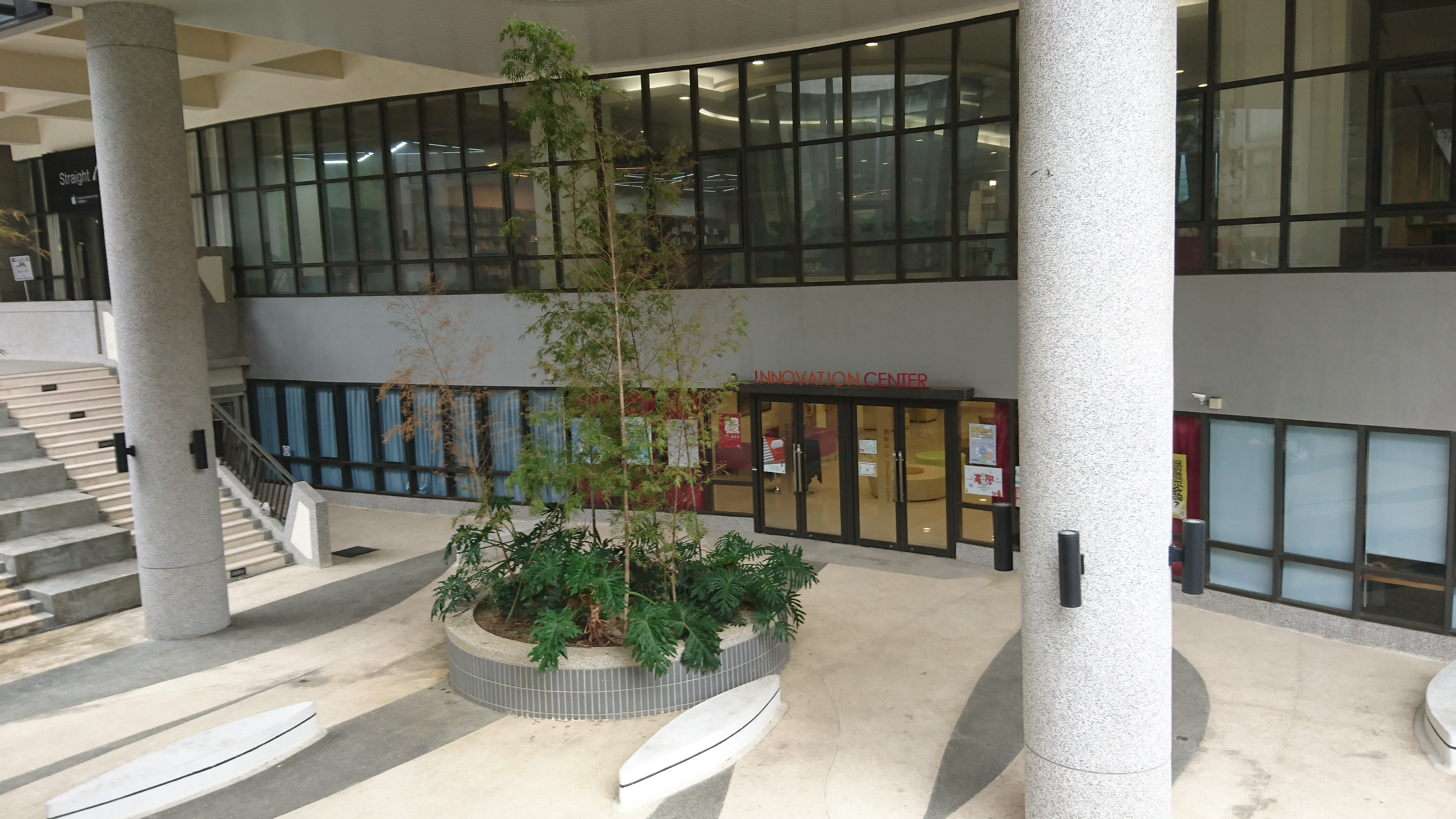
創新創業中心

研究發展處下，還設有創新創業中心。國立臺北大學創新創業中心成立於2014年，是由前校長薛富井所策劃創立，其主要目的為推動服務創新、促進數位人文創新和培育臺北大學創新事業團隊，期望打造一個能立足在地，又具國際視野的優質校園環境，並承擔起培育研發創新人才的社會責任。整個中心實體空間共分成三大區塊，分別是「創新中心」、「創業基地」和「多媒體製作中心」，提供予有登記的北大團隊使用。目前中心設置在圖書資訊大樓B1，未來預計將擴大中心規模到臺北校區設置，以提供更充足的空間和設備使學校在創新發展方面更加的完善。

## 學校活動

### 北韻獎
北韻獎是國立臺北大學吉他社所主辦的全國歌唱大賽，初賽在3月左右舉行，4月底5月初則舉行決賽，為國立臺北大學學生活動中的指標性大型全校活動。共有大學組獨唱組—國台語組、獨唱組—外語組、重唱組、創作組、高中獨唱組；另外有三特殊獎項：人氣獎、最佳詞曲創作獎、最佳伴奏獎。過去有多位歌手從北韻獎出身，如郭采潔。
在過去國立臺北大學尚未改制前的「中興法商」及存在著北韻獎的前身「興韻獎」。在國立臺北大學改制後，興韻獎也改為「北韻獎」，並且重新計算歷史。

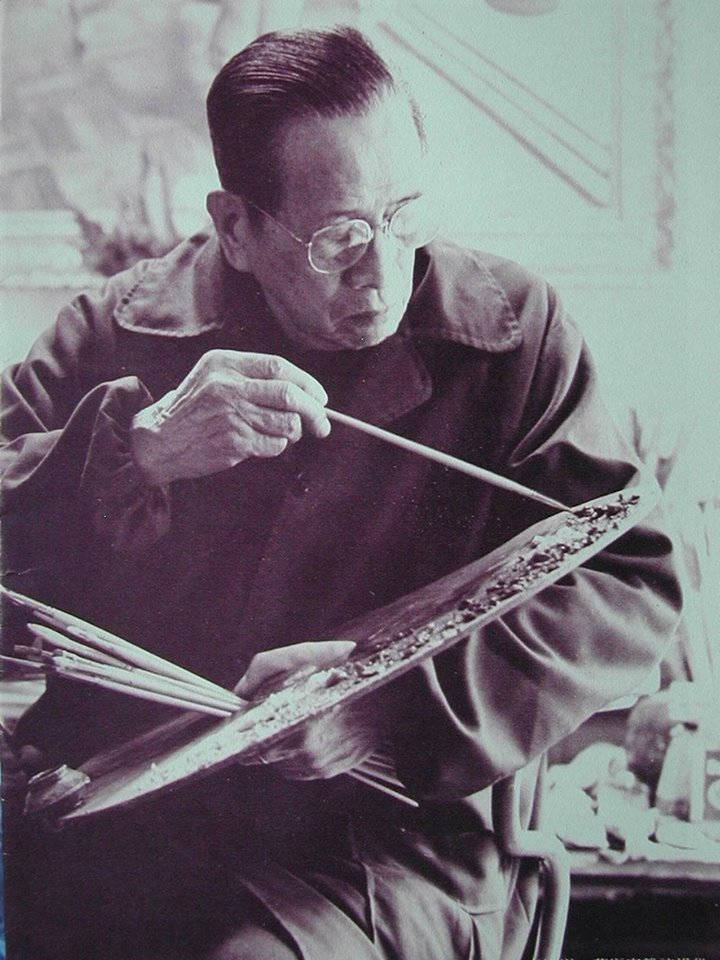
李梅樹教授

### 梅樹月
梅樹月系列活動旨在紀念與傳承三峽在地前輩畫家李梅樹教授熱愛鄉土的人文精神。自2012年開始，每年的3月底到4月底，總共為期1個月的時間，整體活動主軸建立在一個描繪三峽之美的藝術慶典，提供給不同世代的在地藝術家發表自己創作的空間，並且每個年度還會搭配各式各樣的的主題展演，讓各種不同的藝術有呈現的窗口，且使各類的美融入生活當中，進而達到李梅樹生前一直在推廣的藝術平民化、生活化的理念，讓三峽在地人能夠了解並延續這些優良的文化美德。
自梅樹月活動開辦以來，國立臺北大學就一直和李梅樹紀念館、財團法人李梅樹文教基金會合辦這個盛會，除了提供展覽場地外，還利用校內歷史學系、民俗藝術與文化資產研究所、海山學研究中心的研究能量共同發揚三峽當地文史資料，並與相關學者向民眾講解在地歷史沿革，為臺北大學作為三峽地區的一份子貢獻心力。

## 圖書與展覽資源

### 圖書館系統

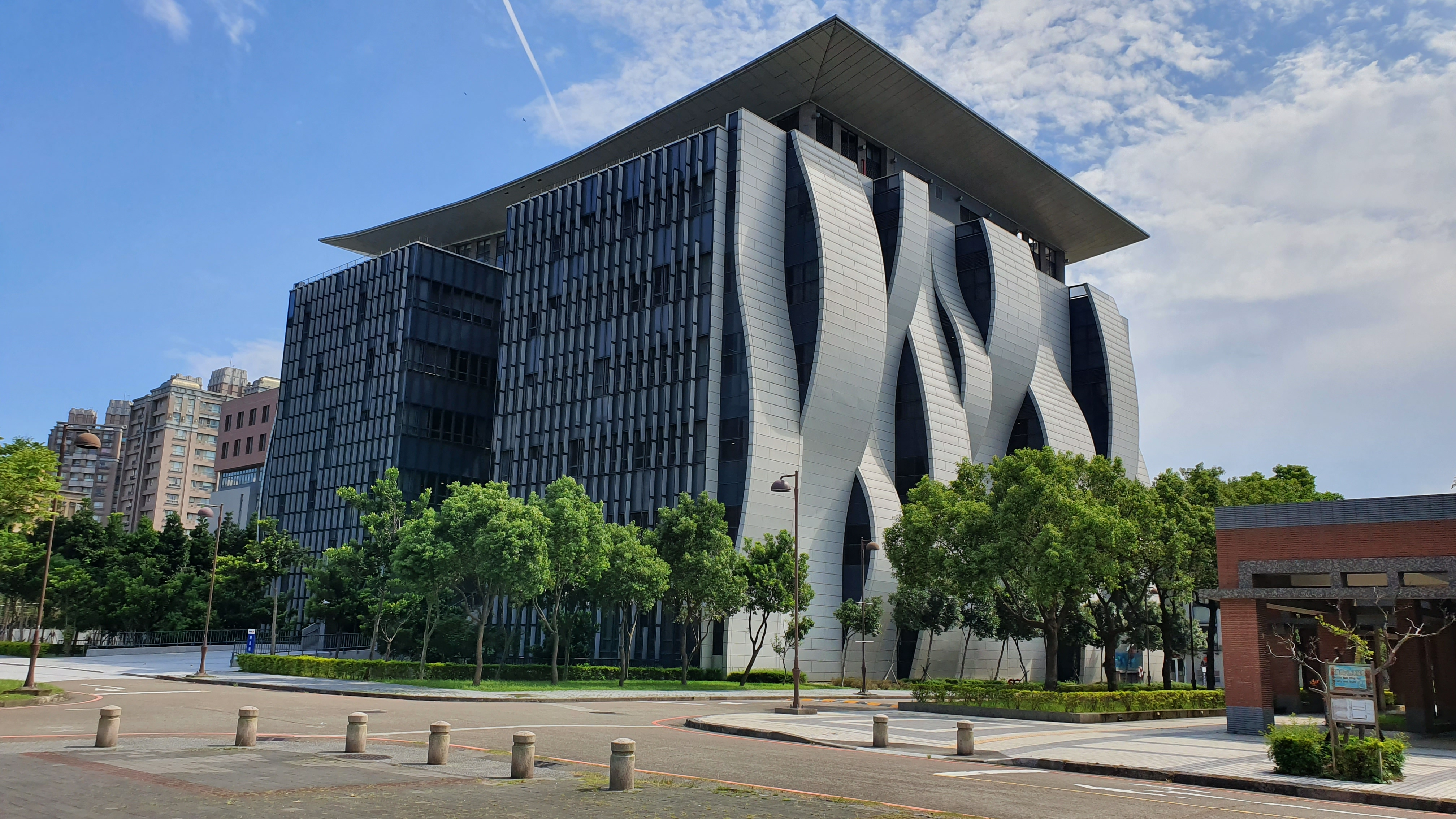
圖書資訊大樓

國立臺北大學圖書館成立於1951年，館藏目前約有47萬冊（含電子書、影音資料、圖冊）、訂閱紙本期刊296種（不含贈刊）、學校紙本碩博士論文、參考資料等提供館內閱覽。與國內多所學術機構圖書館簽訂館際合作服務與圖書互借協定。包含圖書館總館（三峽校區）、人文學院實習圖書館（三峽校區）、博雅書房（臺北校區）。

#### 圖書資訊大樓
三峽校區圖資大樓於2013年11月25日正式對外開放。建物共有地下1樓，地上7樓。地下1樓為多功能室，平日並不開放，1樓至6樓為數位學習區、自習區、資料區、書庫及校史館，大部分區域每天皆開放，6樓校史展區館區域每周二、四開放。圖書館內另有討論室開放本校學生使用。

#### 校史館
校史館位於三峽校區圖資大樓6樓B棟，陳列自該校前身臺灣省立行政專科學校創立以來的歷史資料，記錄了多次改制的歷史淵源及創校的篳路藍縷，並展示了許多歷史檔案及學校文物。展區全名為「鳶飛三角湧」，並設置五大主題作為展區的主軸，分別作為不同時期的展示。

#### 博雅書房
博雅書房主要為服務進修暨推廣部的師生，於臺北大學民生校區教學大樓1樓設置臺北閱覽室。

#### 人文學院實習圖書館
人文學院實習圖書館目前由歷史學系做管理與維護，提供有修習特定學程的學生做為實習用途。全區書籍以文學、史學為主軸，書籍來源是由人文學院所有系所提供，經審核後提供全校師生借閱。目前實習圖書館全區位於人文學院9樓和10樓的空間。9樓設置綜合服務區、工具書及教學用書區、報章期刊閱讀區；10樓設置開架式書庫區域、討論教室、視聽播放區。原則上全區開放時間為平日上午9:00至下午4:00，週末與寒暑假並不開放，有時會配合實習課程或特殊活動而暫不開放。

### 展覽、表演與藝文空間
- 海山學文物展覽館

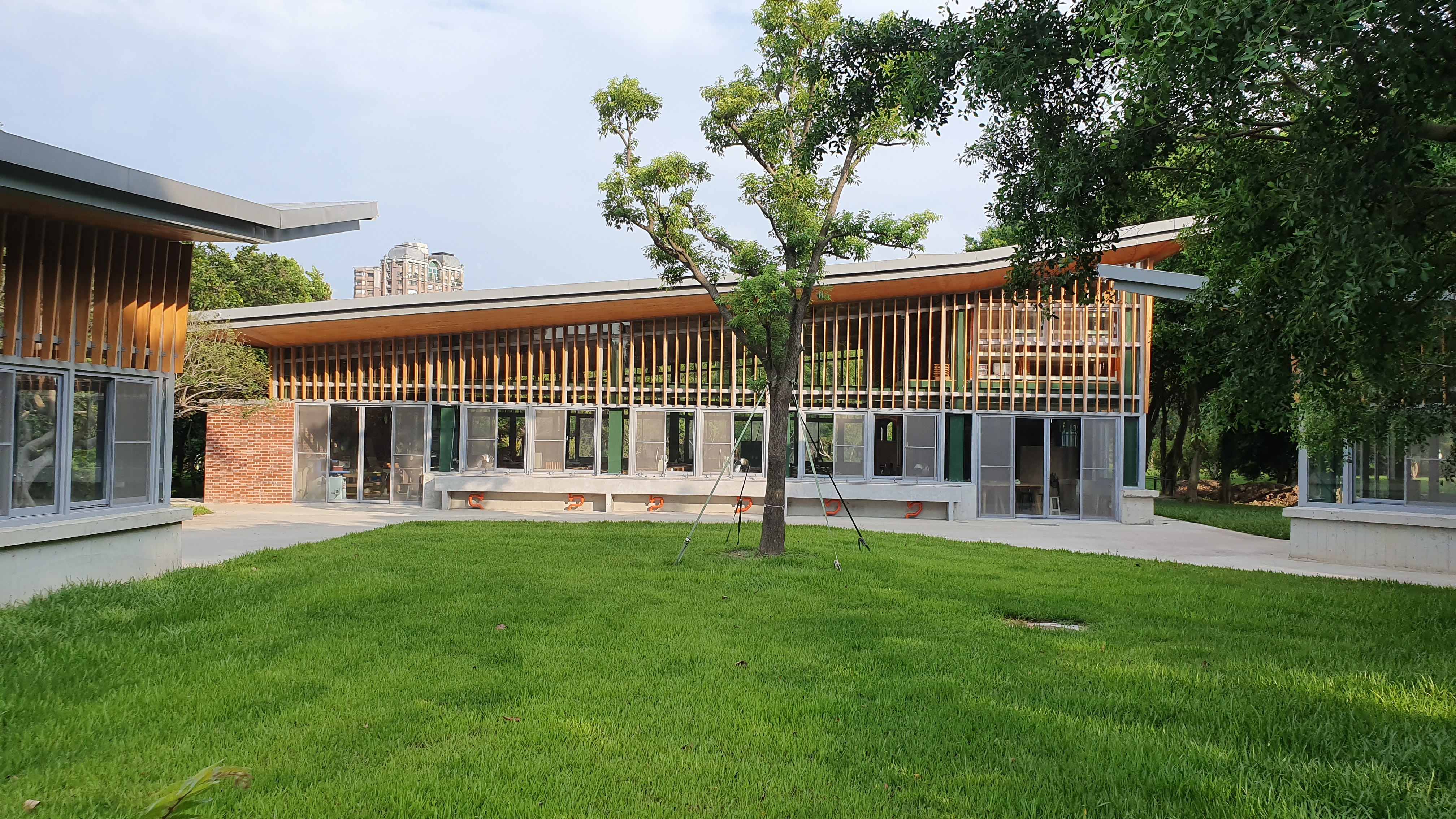
懷德居文化基金會木藝教室

臺北大學身為海山地區的教學重鎮，為配合歷史學系課程，推展在地化研究海山地區文史發展，並於2015年5月設置校級海山學研究中心，並進一步於三峽校區圖書資訊大樓6樓A棟設立文物展覽館。館內的常設展覽空間，規劃以開墾史為脈絡，談族群、產業、文化和藝術等主題區，透過相關的文物資料以展示海山地區文史、族群衝突社會學、城鄉發展的都市計畫和公共行政等面向，並作為未來在地文史工作者交流的基地和校內外教學場地。
- 懷德居文化基金會木藝教室

木藝教室是由懷德居基金會實物捐贈，可提供學生社團活動及展覽之空間，並有效提升全校師生之藝術氣息及對木工文化之了解。  
- 藝文展覽區

設置於圖書館總館2樓之區域，提供校內外單位辦理藝文展覽之場地，以推廣藝術文化教育。

## 資訊服務

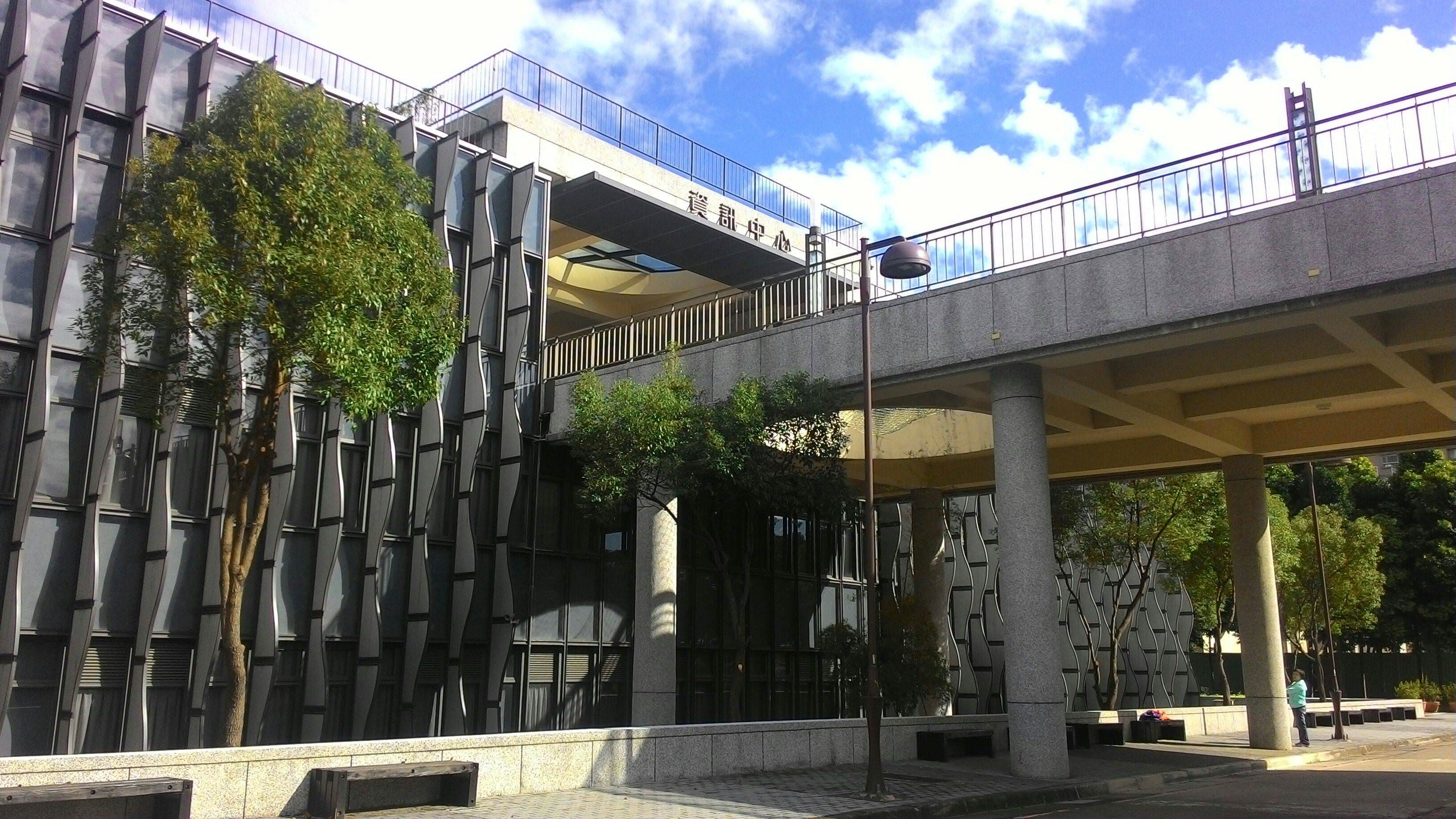
三峽校區資訊中心

臺北大學資訊中心是TANet臺灣學術網路的成員之一，所屬的區網中心為中研院主節點，中心本部設置在三峽校區，民生校區亦有資訊中心之分部。
在IPv4及IPv6的架構下，依據亞太網路資訊中心及臺灣網路資訊中心的規範，北大所發出的IPv4位置以120.126開頭和192.83.170~185, 192.192.35~36，IPv6位置目前則未分配。

## 出版社
國立臺北大學出版社成立於2008年，是教務處轄下設立機構，並設置編輯委員會負責著作出版相關事宜，出版方向為法學、商管、人文、社會科學、公共事務、電資等六大領域之學術研究成果，目的為提昇北大的學術地位，促進知識傳承，並強化教學品質和讀書風氣。

## 校友

### 知名校友

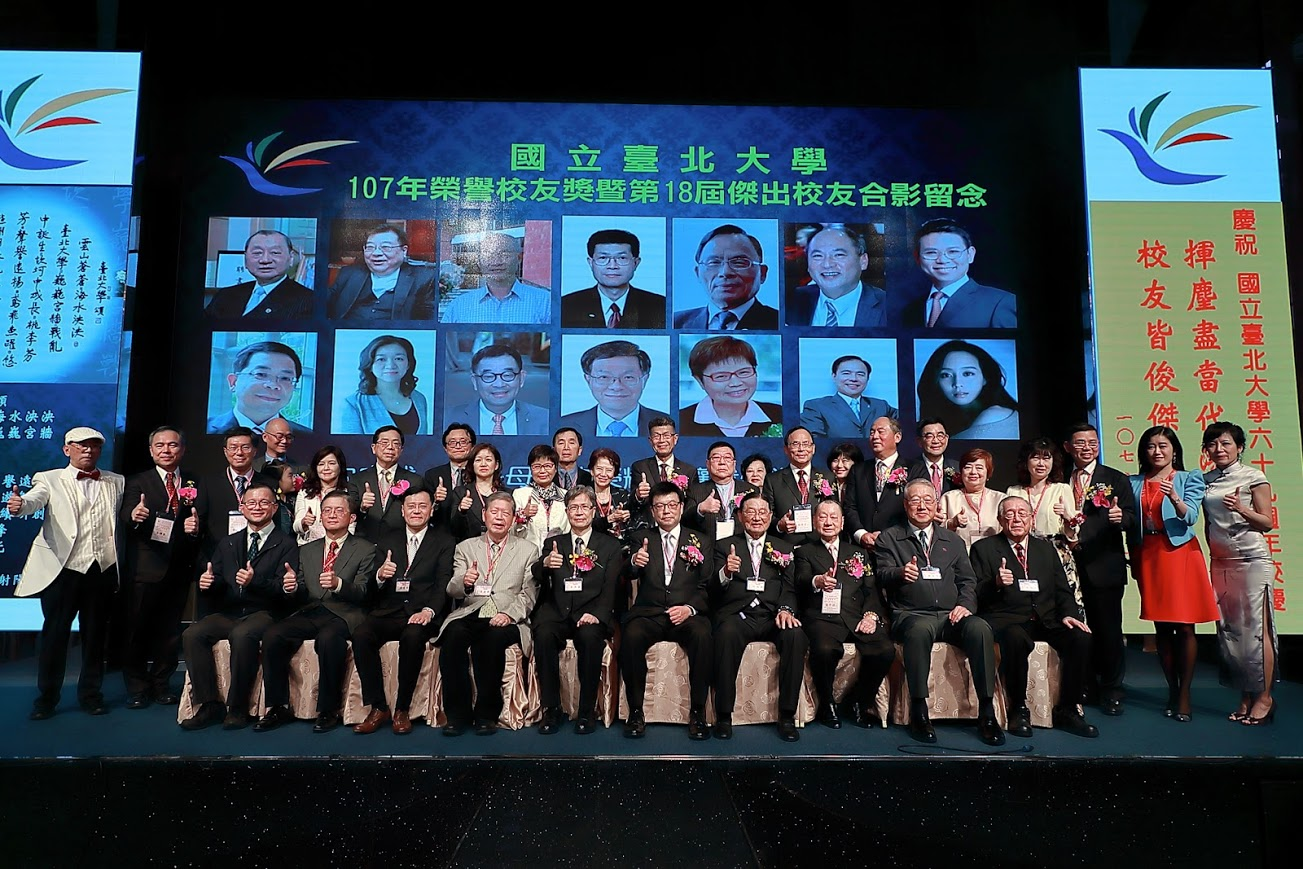
第18屆傑出校友表揚大會

國立臺北大學從省立行政專科學校、行政專修班、省立法商學院、國立中興大學法商學院、至國立臺北大學，各時期校友眾多，多活躍於政府及工商業等相關領域，包含擔任中華民國政府及外國政府的重要官職；大中華區各大企業的管理階層；多位學術界人士，均常見北大校友擔任要職，對臺灣社會具有貢獻。
在行政機關，如行政院等五院正副院長、中央銀行正副總裁、內閣部長、地方政府首長及眾多高階事務官等官員；在民意機關，如多位立法院立法委員，及地方議會議員；在司法機關，如司法院大法官、法官、檢察官等機構也都多見北大校友擔任職務。國立臺北大學與國立政治大學在中華民國政府機關內形成兩大校友集團，有所謂的「北大幫」與「政大幫」之稱。
此外，北大也培育出多位工商業界菁英，如華南金控董事長、兆豐金控董事長、元大金控董事長、玉山金控董事長、臺灣中小企業銀行董事長、La New創辦人、長榮集團副總裁、中信金控副董事長、震旦集團董事長、正崴精密董事長、德勤會計師事務所臺灣區總裁，等各大知名企業的重要人士與高階管理人才。
在學術界方面，北大也培育出多位傑出人士，如天主教輔仁大學校長、中原大學董事長、文藻外語大學董事長等，也曾由北大校友任職。學術研究機構及智庫方面，如中央研究院、中華經濟研究院、台灣經濟研究院、金融研訓院、會計研究發展基金會等，也有多位北大校友擔任重要職務，亦有「北大幫」之稱。
在藝術文化與媒體界方面，北大也誕生了許多知名作家、藝術家、表演家、主播以及評論家，兩岸三地演藝圈內，亦不乏北大校友。

### 校友會網路
北大校友會網路目前共有以下各地校友分會，提供校友聯絡感情並凝聚向心力，全球校友會各項聯繫事宜，由國立臺北大學校友中心籌辦。最新訊息可參見校友中心詳細資料。
國立臺北大學校友會全球分會一覽表（2017年10月）
| 大中華地區 | 亞洲及大洋洲 | 美洲與非洲 | 院系所 |
| --- | --- | --- | --- |
| - 臺灣地區 - 臺北總會 - 臺中總會（中興大學） - 臺北分會（中興大學） - 新北分會 - 桃園分會 - 新竹分會 - 苗栗分會（中興大學） - 臺中分會（中興大學） - 彰化分會 - 雲林分會（中興大學） - 嘉義分會（中興大學） - 臺南分會（中興大學） - 高雄分會 - 高雄分會（中興大學） - 屏東分會（中興大學） - 臺東分會 - 臺東分會（中興大學） - 北大EMBA校友會 - 北大退休教職員聯誼會 - 中國大陸 - 興北華東分會 - 興北華南分會 - 香港特別行政區 - 香港分會 - 香港分會（中興大學） - 澳門特別行政區 - 澳門分會 - 澳門分會（中興大學） | - 大韓民國 - 大韓民國（韓國、南韓）分會 - 新加坡 - 新加坡分會（中興大學） - 泰國 - 泰國分會 - 泰國分會（中興大學） - 马来西亚 - 馬來西亞興北分會 - 緬甸 - 緬甸分會 - - 悉尼分會（中興大學） | - 加拿大 - 加拿大西部分會（中興大學） - 加拿大東部分會 - 加拿大東部分會（中興大學） - 美国 - 南加州分會（中興大學） - 北加州分會（中興大學） - 休士頓分會（中興大學） - 美中興北分會 - 美西分會 - 美東分會（中興大學） - 布吉納法索 - 布吉納法索分會（中興大學） | - 法律學院院友會 - 企業管理學系系友會 - 企業管理研究所所友會 - 金融與合作經營學系系友會 - 會計學系系友會 - 統計學系系友會 - 資訊管理研究所所友會 - 休閒與運動管理學系系友會 - 國際企業研究所所友會 - 公共行政暨政策學系系友會 - 財政學系系友會 - 不動產與城鄉環境學系系友會 - 都市計劃研究所所友會 - 自然資源與環境管理所所友會 - 經濟學系系友會 - 社會學系系友會 - 社會工作學系系友會 - 犯罪學研究所所友會 - 中國文學系系友會 - 應用外語學系系友會 - 資訊工程學系系友會 |

## 學術聯盟

### 聯盟醫療系統

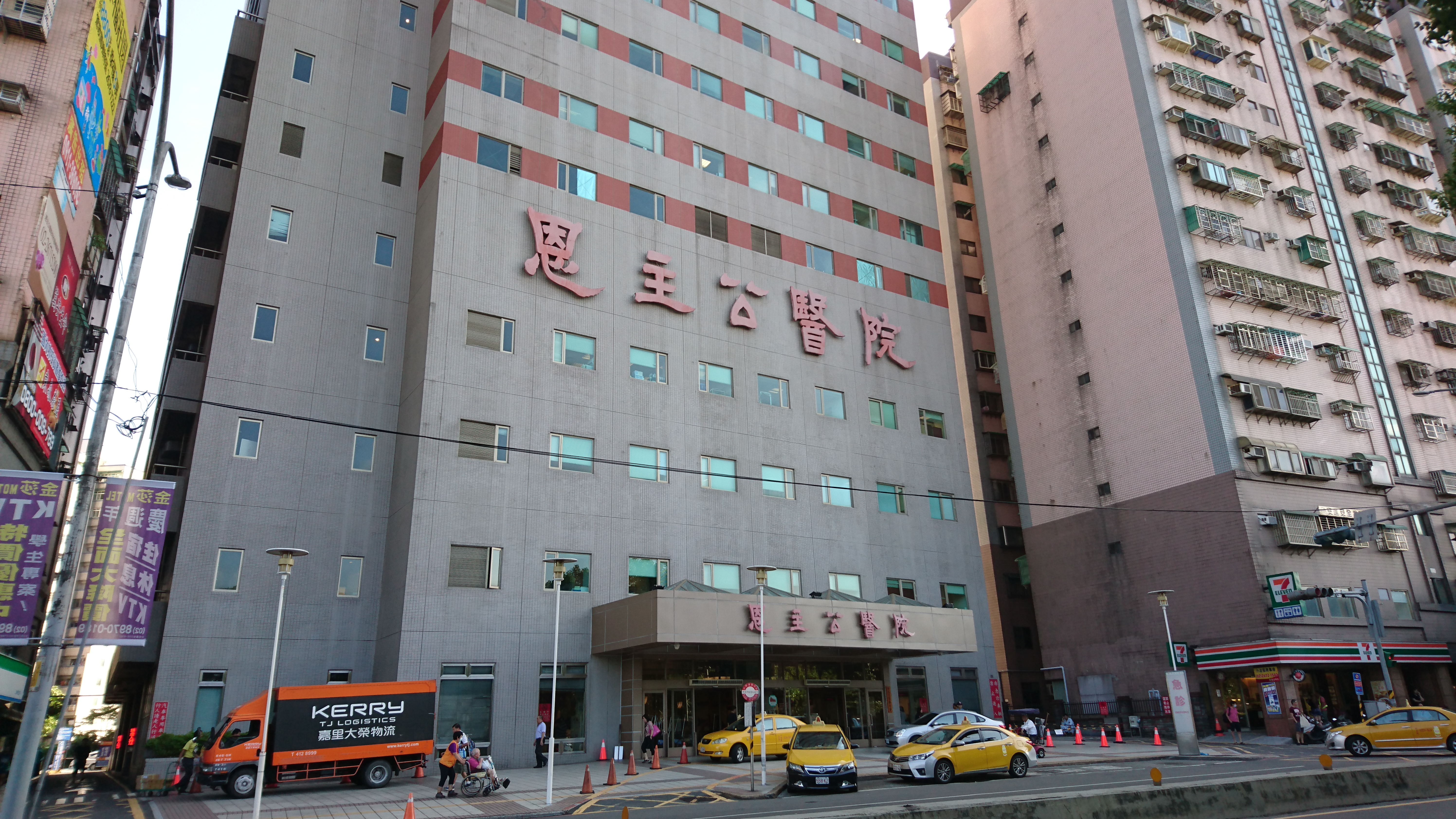
恩主公醫院

2016年7月28日，恩主公醫院與國立臺北大學雙方，簽定學術合作合約，共同推動產學合作與交流，運用產官學研資源，以增進學術研究與業界實務運作契合，結合人文科學、醫療服務及醫學研究的資源。自2017年開始，恩主公醫院與學校合作開設相關之通識課程，更與該校社會工作學系新開「老人多元照護」課程，並由高齡領域之多元實務專業者和醫療專業師資群共同教學，以利長照政策推行與服務資源認識。另外自2018年起，院方也承租學生宿舍曉日樓地下室空間成立「恩主公健康學苑」，作為社區健康照護據點，促進整體社區健康。
為了服務北大教職員及學生，恩主公醫院對學校人員有提供健康檢查優惠，在校內健康中心平日也有提供門診服務供學生使用。

### 校際合作課程
在通識和輔系及雙主修課程方面，目前簽有相互合作合約的學校包含國立臺北科技大學、臺北醫學大學、國立臺灣海洋大學，以上學校均屬於臺北聯合大學系統成員。另外有與國立臺灣藝術大學簽訂教育策略聯盟合約，自2013起辦理跨校「文創產業管理行銷學士學分學程」，以配合國家文化創意產業發展潮流及產業趨勢。
在2019年2月26日，國立臺北大學與國防大學、國防醫學院簽署校際合作協議，未來三校將推動各項實質教學、研究合作方案，包括學分相互承認、交換學生與教師交流，整合國防、外交、戰略與安全研究能量，共同提升競爭優勢。

### 臺灣永續能源研究基金會
在2017年4月18日與臺灣永續能源研究基金會合作簽約，以結合雙方在企業永續與企業社會責任( CSR )之影響力，製作「台灣永續價值指數 TWNSI」，並為企業解決CSR人才缺額問題，辦理CSR相關專業課程及證照訓練，也投入「TCSA台灣企業永續獎」志工評比工作。
在2019年，台灣永續價值指數TWNSI由德國知名指數公司Solactive平台的計算與協助，已於1月23日正式在Solactive官方網頁以及國際即時金融資訊平台Reuters
(ticker: TWNSI) 與Bloomberg (ticker: TWNSI Index) 上線；更於同年11月28日正式登上S&P Global官方網頁，彰顯臺北大學商學院長期投注在企業永續教學與研究特色的努力。

### 資誠教育基金會
自2015年開始，資誠聯合會計師事務所與國立臺北大學共同舉辦「資誠國際租稅盃個案分析競賽」，該競賽主要是提供兩岸優秀大學院校財政(稅)、會計、法律、財務(金融)、企管及經濟等相關系所的學生實務學習平台，讓兩岸相關科系的菁英，透過組隊進行案例分析的方式，體驗未來國際租稅發展的新趨勢與挑戰，並設法將學校所學的稅務知識套用在個案中，縮短理論與實務的差距。

### 國家災害防救科技中心
國立臺北大學與國家災害防救科技中心於2019年4月19日簽署合作協議書，雙方未來將共同進行災害風險評估、防災調適、國土防災韌性等相關研究，並期待以政策研究為專長的臺北大學，更能提出跨領域與前瞻性的建議。災防中心也將開放學生實習，並協助相關課程規劃，深化災害防治教育。

### 國泰綜合證券
國立臺北大學與國泰綜合證券於2020年7月15日舉辦「國泰X臺北大學ESG產學研究計畫發表會」，宣布雙方將正式合作，並利用北大獨家研發的SEED面向架構，推出接軌國際的本土ESG研究報告，扮演國內投資機構與上市櫃企業間的溝通橋樑，為國內上市櫃公司ESG研究投注心力，滿足台灣投資市場個股ESG研究缺口，讓台灣企業ESG表現優秀個股被國際市場看見，也引領更多企業重視永續發展。

## 學術期刊
參見：北大學術期刊
- 經濟研究：由社會科學院經濟學系發行 ISSN 1018-1245 TSSCI　EconLit　 EBSCO  ProQuest
- 臺北大學法學論叢（原中興法學）：由法律學院發行 ISSN 1681-5939 TSSCI
- 臺灣土地研究（原臺灣土地科學學報）：由公共事務學院不動產與城鄉環境學系、國立政治大學地政學系共同發行 ISSN 1606-4682 TSSCI
- 行政暨政策學報（原行政學報）：由公共事務學院公共行政暨政策系發行 ISSN 1728-6425 TSSCI
- 企業管理學報：由商學院企業管理學系發行 ISSN 1025-9627 ABI/INFORM　EconLit　 EBSCO  ProQuest
- 臺北大學中文學報：由人文學院中國語文學系發行 ISSN 1993-1638
- 犯罪與刑事司法研究：由社會科學院犯罪學研究所發行 ISSN 1810-4045
- 統計與資訊評論：由商學院統計學系發行 ISSN 1026-9614
- 電子商務研究：由商學院資訊管理研究所發行 ISSN 1726-2364
- 亞洲金融季報 ：由亞洲研究中心發行
- 新北大史學：由人文學院歷史學系發行
- 民俗藝術與文化資產集刊（原古典文獻與民俗藝術集刊）：由人文學院古典文獻與民俗藝術研究所發行

TSSCI （页面存档备份，存于）-臺灣社會科學引文索引資料庫。

THCI （页面存档备份，存于）-臺灣人文學引文索引資料庫。

EconLit （页面存档备份，存于）-美國經濟學會引文索引之經濟文獻。

ABI/INFORM （页面存档备份，存于）-國際商學期刊全文資料庫。

ProQuest （页面存档备份，存于）-美國ProQuest公司之全文資料庫。

EBSCO （页面存档备份，存于）-美國EBSCO資訊服務公司之線上資料庫。

## 學生會
國立臺北大學學生自治會成立於2000年，為臺北大學全校的學生自治組織。由於臺北大學分為三峽校區與臺北校區（民生校區、建國合江校區），因此依據其組織章程，臺北大學學生會分作「三峽校區成員會」、「臺北校區成員會」分別運作、分別代表該校區學生，兩校區成員會各設有「行政部門」與「學生議會」，兩校區成員會亦分別置有各自的學生會會長、學生議會議長。此外，臺北大學學生會並設有不分校區的「學生法庭」職司解釋等職權。
臺北大學學生會
- 三峽校區成員會
  - 三峽行政部門（會長）
  - 三峽學生議會（議長）
- 臺北校區成員會
  - 臺北行政部門（會長）
  - 臺北學生議會（議長）
- 學生法庭（首席法官）
  - 學生法官

### 國立臺北大學附屬高級中學
北大附中占地約2.7公頃，校地緊鄰學府路和大義路，由龍埔國中改制的完全中學，學生證結合悠遊卡可借書在北大場館使用，推動大學扮演實驗教育的角色，提升附中教學品質、與三鶯地區緊密聯結、成為師培中心學生的教育實驗基地，原預計將於2017年9月改制為國立臺北大學附屬高級中學，然至今因公務員額問題，教育部尚未核准，現仍以市立北大高中為名。北大附中選址過程曾考慮首選明德高中、文山國中，由市立高中改名所花費的經費與資源最少，然因為太遠而名不符實而被當地居民反對。

## 爭議
2021年，民主進步黨新北市黨部與國立臺北大學推廣教育中心合作，聯合主辦“2021公共政策研習班”，講師除該校公共行政暨政策系教授劉坤億、呂育誠以外，更包含民進黨籍人士，如新北市議員及市黨部主委何博文、基隆市長林右昌、前駐美代表處組長趙怡翔，被質疑違反“黨政軍退出校園”以及《教育基本法》。時任行政院長蘇貞昌亦表示，學校不應該跟政黨合辦活動，此舉並不適當。

### 引用
1. ↑  . 新北市: 國立臺北大學. 2008  [2022-06-14]. （原始内容存档于2017-09-22） （中文）.
2. ↑  國立臺北大學.  (PDF). 新北市: 中華民國教育部. 2021  [2021-06-28]. （原始内容 (PDF)存档于2021-06-28） （中文）.
3. ↑  . 國立臺北大學.   [2023-11-22]. （原始内容存档于2023-05-30）.
4. ↑  . 國立臺北大學.   [2023-11-22]. （原始内容存档于2023-05-30）.
5. ↑  . 國立臺北大學.   [2023-11-22]. （原始内容存档于2023-06-01）.
6. ↑  . 國立臺北大學.   [2023-11-22]. （原始内容存档于2021-04-22）.
7. 1 2  . 國立臺北大學人事室. 2022-03-07  [2019-08-01]. （原始内容存档于2022-03-19） （中文）.
8. ↑  國立臺北大學教務處. . 新北市: 國立臺北大學. 2021-10-15 （中文）.
9. ↑  國立臺北大學進修暨推廣部.  (PDF). 臺北市: 國立臺北大學. 2021-10-15  [2022-03-28]. （原始内容 (PDF)存档于2022-03-28） （中文）.
10. ↑  國立臺北大學教務處. . 新北市: 國立臺北大學. 2021-10-15 （中文）.
11. ↑  國立臺北大學進修暨推廣部.  (PDF). 臺北市: 國立臺北大學. 2021-10-15  [2022-03-28]. （原始内容 (PDF)存档于2022-03-28） （中文）.
12. ↑  國立臺北大學主計室.  (PDF). 新北市: 國立臺北大學. 2016-09-13  [2022-06-14]. （原始内容 (PDF)存档于2017-10-03） （中文）.
13. ↑  國立臺北大學秘書室. . 新北市: 國立臺北大學. 2019-01-02  [2019-01-11]. （原始内容存档于2019-01-11） （中文）.
14. 1 2 3 4 5  臺北聯合大學系統. . 新北市: 臺北聯合大學系統. 2011. （原始内容存档于2017-09-20） （中文）.
15. ↑  國立臺北大學商學院. . 新北市: 國立臺北大學. 2016  [2017-09-20]. （原始内容存档于2017-09-21） （中文）.
16. ↑  Active AWS Academy Member Institutions
17. ↑  劉建邦. . 中央通訊社電子報 (臺北市: 中央通訊社). 2018-03-06  [2018-03-06]. （原始内容存档于2018-05-11） （中文）.
18. ↑  楊淑媛. . ETtoday 新聞雲 (桃園市: 東森新聞). 2018-07-10  [2018-07-24]. （原始内容存档于2018-07-24） （中文）.
19. ↑  普匯金融科技股份有限公司. . 臺北市: inFlux普匯金融科技. 2019  [2019-10-22]. （原始内容存档于2022-03-19） （中文）.
20. ↑  呂芳上. . 新北市: 臺灣商務印書館. 2013: 第141頁. ISBN 9789570528954 （中文）.
21. ↑  李建興. . 臺北市: 臺灣高等教育出版社. 2012: 第233頁. ISBN 9789862660379 （中文）.
22. ↑  國立臺北大學校史館. . 新北市: 國立臺北大學. 2000  [2017-09-18]. （原始内容存档于2017-09-22） （中文）.
23. 1 2  臺灣省諮議會. . 臺北市: 臺灣省諮議會. 1996: 第127、128頁. ISBN 9860042691 （中文）.
24. 1 2  李建興. . 臺北市: 商鼎文化出版社. 2000: 第30頁. ISBN 9574630633 （中文）.
25. ↑  國立臺北大學教務處. . 新北市: 國立臺北大學. 2000  [2022-06-14]. （原始内容存档于2017-09-22） （中文）.
26. 1 2  大專院校推廣教育課程入口網. . 臺北市: 中華民國教育部. 2010  [2022-06-14]. （原始内容存档于2017-10-01） （中文）.
27. ↑  國立臺北大學校史館. . 新北市: 國立臺北大學. 2000  [2012-02-08]. （原始内容存档于2012-05-02） （中文）.
28. ↑  于右任. . 臺北市: 海外出版社. 1957: 第87頁 （中文）.
29. ↑  黃大受. . 臺中市: 國立中興大學. 1990: 第303-305頁 （中文）.
30. ↑  高牧成. . 臺北市: 學毅出版社. 1978: 第29頁 （中文）.
31. ↑  徐震. . 臺北市: 國家教育研究院. 2000  [2022-06-14]. （原始内容存档于2022-03-19） （中文）.
32. ↑  徐震. . 臺北市: 國家教育研究院. 2000  [2022-06-14]. （原始内容存档于2022-03-19） （中文）.
33. ↑  潘振球，朱重聖，郭紹儀，張世瑛. . 臺北市: 國史館. 2004: 第91-95頁. ISBN 9570185732 （中文）.
34. ↑  龎登龍. . 臺中市: 國立中興大學. 1990: 第315-p317頁 （中文）.
35. ↑  曹慶.  (PDF). 新北市: 國立臺北大學. 2019  [2020-04-05]. （原始内容 (PDF)存档于2020-05-26） （中文）.
36. ↑  賴澤涵、黃俊傑. . 臺北市: 中研院中山人文社科所. 1991: 第208頁 （中文）.
37. ↑  國立臺北大學秘書室.  (PDF). 新北市: 國立臺北大學. 2019  [2019-02-18]. （原始内容 (PDF)存档于2022-03-09） （中文）.
38. ↑  賴澤涵、黃俊傑. . 臺北市: 中研院中山人文社科所. 1991: 第235頁 （中文）.
39. ↑  . 臺北市: 中華百科全書. 1983  [2022-06-14]. （原始内容存档于2017-10-01） （中文）.
40. ↑  李建興. . 臺北市: 商鼎文化出版社. 2000: 第31頁. ISBN 9574630633 （中文）.
41. ↑  民國人物傳記史料編纂委員會. . 臺北市: 國史館. 1988: 第73頁. ISBN 9789860077988 （中文）.
42. ↑  李建興. . 臺北市: 商鼎文化出版社. 2000: 第40頁. ISBN 9574630633 （中文）.
43. ↑  維基百科. . 新北市: 中華民國教育部. 2007  [2022-06-14]. （原始内容存档于2017-10-16） （中文）.
44. ↑  國立臺北大學資訊中心. . 新北市: 國立臺北大學. 2000  [2022-06-14]. （原始内容存档于2017-10-17） （中文）.
45. ↑  張安蕎. . 新北市: 自由時報. 2016-10-05  [2019-02-21]. （原始内容存档于2019-02-22） （中文）.
46. ↑  國立臺北大學秘書室. . 新北市: 國立臺北大學. 2019-02-20  [2019-02-21]. （原始内容存档于2022-03-19） （中文）.
47. ↑  蕭文康. . 新北市: 蘋果日報. 2019-02-21  [2019-02-21]. （原始内容存档于2020-05-26） （中文）.
48. ↑  體育中心. . 新北市: ETtoday新聞雲. 2019-02-21  [2019-02-21]. （原始内容存档于2022-03-19） （中文）.
49. ↑  涂志豪. . 新北市: 工商時報. 2019-02-22  [2019-02-22]. （原始内容存档于2020-03-28） （中文）.
50. ↑  國立臺北大學學生會. . 新北市: 國立臺北大學. 2008  [2022-06-14]. （原始内容存档于2017-09-22） （中文）.
51. ↑  國立臺北大學校史館. . 新北市: 國立臺北大學. 2000  [2022-06-14]. （原始内容存档于2017-09-22） （中文）.
52. ↑  國立臺北大學校史館. . 新北市: 國立臺北大學. 2000  [2022-06-14]. （原始内容存档于2017-09-22） （中文）.
53. ↑  中時電子報. . 中時電子報. 2011-10-17  [2022-06-14]. （原始内容存档于2017-09-24） （中文（臺灣））.
54. ↑  國立臺北大學校史館. . 新北市: 國立臺北大學. 2017  [2019-05-18]. （原始内容存档于2022-03-19） （中文）.
55. ↑  國立臺北大學秘書室. . 新北市: 國立臺北大學. 2019-05-08  [2019-05-18]. （原始内容存档于2022-04-07） （中文）.
56. ↑  國立臺北大學校史館. . 新北市: 國立臺北大學. 2000  [2022-06-14]. （原始内容存档于2017-09-22） （中文）.
57. ↑  新北市政府捷運工程局. . 新北市: 新北市政府. 2016  [2022-06-14]. （原始内容存档于2017-06-02） （中文）.
58. ↑  林芸蔓.  (学位论文). 臺北市: 國立臺北科技大學創新設計研究所. 2008 （中文）.
59. ↑  曾子容.  (PDF). 新北市: 新北市立中和高中. 2013  [2022-06-14]. （原始内容 (PDF)存档于2017-10-03） （中文）.
60. ↑  法鼓山天南寺. . 新北市: 法鼓山. 2000  [2022-06-14]. （原始内容存档于2017-09-28） （中文）.
61. ↑  陳俊雄. . 中時電子報 (新北市: 中時報系). 2018-01-29  [2018-02-15]. （原始内容存档于2018-02-15） （中文）.
62. ↑  邱書昱. . 自由時報 (新北市: 自由報系). 2018-01-29  [2018-02-15]. （原始内容存档于2018-02-16） （中文）.
63. ↑  施鴻基. . 聯合新聞網 (新北市: 聯合報系). 2018-03-09  [2018-03-18]. （原始内容存档于2018-03-18） （中文）.
64. ↑  蓋世報編輯小組. . 新北市: 國立臺北大學企業管理學系. 2016  [2017-10-02]. （原始内容存档于2017-10-02） （中文）.
65. ↑  國立臺北大學秘書室. . 新北市: 國立臺北大學校史館. 2011  [2022-06-14]. （原始内容存档于2017-10-02） （中文）.
66. ↑  李建興校長. . 新北市: 國立臺北大學. 2014  [2022-06-14]. （原始内容存档于2017-09-28） （中文）.
67. ↑  自由時報綜合報導. . 自由時報 (新北市: 自由報系). 2015-11-30  [2022-06-14]. （原始内容存档于2017-09-24） （中文）.
68. ↑  勞倫溼. . 網路溫度計 (新北市: 網路溫度計分析網站). 2017-03-10  [2022-06-14]. （原始内容存档于2017-09-24） （中文）.
69. ↑  俞嘉琦. . 風傳媒電子報 (新北市: 風傳媒). 2017-04-02  [2022-06-14]. （原始内容存档于2017-09-24） （中文）.
70. ↑  . 中央社訊息平台.   [2017-10-19]. （原始内容存档于2020-08-14）.
71. ↑  國立臺北大學秘書室. . 新北市: 國立臺北大學. 2020-09-02  [2020-09-05]. （原始内容存档于2022-03-19） （中文）.
72. ↑  何玉華. . 自由時報電子報. 2023-01-10  [2023-01-13]. （原始内容存档于2023-01-13）.
73. ↑  臺北市政府捷運工程局. . 臺北市: 臺北市政府. 2011  [2022-06-14]. （原始内容存档于2017-09-06） （中文）.
74. ↑  國立臺北大學總務處.  (PDF). 新北市: 國立臺北大學. 2016  [2022-06-14]. （原始内容 (PDF)存档于2017-09-22） （中文）.
75. ↑  國立臺北科技大學學務處. . 臺北市: 國立臺北科技大學. 2000. （原始内容存档于2017-09-23） （中文）.
76. ↑  東吳大學學生住宿中心. . 臺北市: 東吳大學. 2017  [2017-12-16]. （原始内容存档于2017-12-16） （中文）.
77. 1 2  東吳大學學生住宿中心. . 臺北市: 東吳大學. 2021  [2021-09-28]. （原始内容存档于2022-03-19） （中文）.
78. ↑  中時電子報. . 中時電子報.   [2014-06-17]. （原始内容存档于2014-06-20） （中文（臺灣））.
79. ↑  國立臺北大學校友中心. . 新北市: 國立臺北大學. 2013  [2022-06-14]. （原始内容存档于2022-03-19） （中文）.
80. ↑  國立臺北大學法學院. . 國立臺北大學. 2000  [2022-06-14]. （原始内容存档于2017-10-19）.
81. ↑  國立臺北大學法律學院. . 國立臺北大學.   [2023-01-05]. （原始内容存档于2023-01-05）.
82. ↑  .   [2017-10-19]. （原始内容存档于2019-05-17）.
83. ↑  .   [2017-10-19]. （原始内容存档于2019-05-16）.
84. ↑  閻光濤. . 中央日報網路報 (新北市: 中央日報). 2014-05-01  [2017-10-14]. （原始内容存档于2017-10-14） （中文）.
85. ↑  國立臺北大學進修暨推廣部. . 臺北市: 國立臺北大學. 2012  [2022-06-14]. （原始内容存档于2017-09-24） （中文）.
86. ↑  國立臺北大學創新創業中心. . 新北市: 國立臺北大學. 2014  [2022-06-14]. （原始内容存档于2017-09-24） （中文）.
87. ↑  課外活動指導組. . 國立臺北大學學務處.   [2017-09-18]. （原始内容存档于2017-10-01） （中文）.
88. ↑  館長李景光先生. . 李梅樹紀念館. 2016年2月  [2022-06-14]. （原始内容存档于2017-09-30） （中文）.
89. ↑  陳婉真. . 民報 (新北市).   [2017-09-21]. （原始内容存档于2017-09-30） （中文）.
90. ↑  李梅樹文教基金會. . 李梅樹紀念館. 2017-03-11  [2022-06-14]. （原始内容存档于2017-09-30） （中文）.
91. ↑  余虹儀. . Cheers 雜誌. 2015-04-14  [2022-06-14]. （原始内容存档于2017-09-30） （中文）.
92. ↑  李梅樹文教基金會. . 李梅樹紀念館. 2012年  [2022-06-14]. （原始内容存档于2022-03-19） （中文）.
93. ↑  海山學研究中心. . 國立臺北大學. 2017-04-05  [2022-06-14]. （原始内容存档于2017-09-30） （中文）.
94. ↑  圖書館推廣服務組. . 國立臺北大學. 2017-03-08  [2022-06-14]. （原始内容存档于2017-09-30） （中文）.
95. ↑  國立臺北大學圖書館. . 新北市: 國立臺北大學. 2019-01-28  [2019-02-22]. （原始内容存档于2022-03-19） （中文）.
96. ↑  國立臺北大學圖書館. . 新北市: 國立臺北大學.   [2017-09-18]. （原始内容存档于2017-09-27） （中文）.
97. ↑  . 新北市: 國立臺北大學圖書館.   [2017-09-18]. （原始内容存档于2017-09-25） （中文）.
98. ↑  . 新北市: 國立臺北大學校史館.   [2017-09-18]. （原始内容存档于2017-09-22） （中文）.
99. ↑  . 臺北市: 國立臺北大學圖書館.   [2017-09-18]. （原始内容存档于2017-09-25） （中文）.
100. ↑  . 新北市: 人文學院歷史學系.   [2017-09-18]. （原始内容存档于2017-08-19） （中文）.
101. ↑  海山學研究中心. . 新北市: 國立臺北大學. 2016  [2017-09-18]. （原始内容存档于2017-08-20） （中文）.
102. ↑  懷德居木工實驗學校. . 新北市: 懷德居基金會. 2014  [2022-06-14]. （原始内容存档于2021-01-24） （中文）.
103. ↑  Brain.com全民報新聞. . 新北市: 動腦雜誌. 2014-05-20  [2017-12-22]. （原始内容存档于2017-12-23） （中文）.
104. ↑  . 新北市: 國立臺北大學資訊中心. 2008  [2022-06-14]. （原始内容存档于2012-06-18） （中文）.
105. ↑  . 新北市: 國立臺北大學資訊中心. 2000  [2022-06-14]. （原始内容存档于2017-10-14） （中文）.
106. ↑  國立臺北大學教務處. . 新北市: 國立臺北大學. 2017-11-08  [2022-06-14]. （原始内容存档于2022-03-19） （中文）.
107. ↑  中央通訊社. . 中央通訊社電子報.   [2008-08-28]. （原始内容存档于2017-10-06） （中文（臺灣））.
108. ↑  國立臺北大學校史館. . 新北市: 國立臺北大學. 2000  [2022-06-14]. （原始内容存档于2017-10-11） （中文）.
109. ↑  陳怡樺. . 新北市: 信傳媒. 2018-03-05  [2018-03-05]. （原始内容存档于2018-03-05） （中文）.
110. ↑  廖君雅. . 臺北市: 中時電子報. 2014-09-10  [2018-07-31]. （原始内容存档于2018-07-31） （中文）.
111. ↑  陳怡樺. . 臺北市: 信傳媒. 2017-11-22  [2017-12-02]. （原始内容存档于2017-12-02） （中文）.
112. ↑  盧宏奇. . 臺北市: 中時電子報. 2017-11-23  [2017-12-02]. （原始内容存档于2017-12-03） （中文）.
113. ↑  陳怡樺. . 臺北市: 信傳媒. 2018-07-13  [2018-07-14]. （原始内容存档于2018-07-14） （中文）.
114. ↑  陳碧芬. . 臺北市: 工商時報. 2019-11-14  [2019-11-14]. （原始内容存档于2020-08-05） （中文）.
115. ↑  葉佳華. . 臺北市: 信傳媒. 2019-02-11  [2019-02-11]. （原始内容存档于2020-03-28） （中文）.
116. ↑  林于蘅. . 臺北市: 經濟日報. 2019-02-13  [2019-02-18]. （原始内容存档于2022-03-19） （中文）.
117. ↑  張安蕎. . 新北市: 自由電子報. 2015-09-22  [2017-12-16]. （原始内容存档于2017-12-16） （中文）. 鄭愁予畢業於台北大學統計學系，其詩作《錯誤》收錄於高中國文課本，廣為國人所熟悉，北大為感念其傑出貢獻，建置「鄭愁予數位文學館」，收錄其80首經典詩作，搭配精美動畫，呈現獨特的視覺風格。
118. ↑  國立臺北大學社會工作學系. . 新北市: 國立臺北大學. 2017-10-30  [2017-12-18]. （原始内容存档于2022-03-19） （中文）.
119. ↑  李潤茵. . 臺北市: 信報財經月刊. 2016-02-26  [2017-12-16]. （原始内容存档于2017-12-16） （中文）.
120. ↑  國立臺北大學校友中心. . 新北市: 國立臺北大學. 2000  [2022-06-14]. （原始内容存档于2017-10-11） （中文）.
121. ↑   (PDF) (新闻稿). 國立臺北大學校訊. 2016-08-15  [2022-06-14]. （原始内容 (PDF)存档于2017-10-03） （中文）.
122. ↑  國立臺北大學社工系. . 國立臺北大學. 2017年  [2022-06-14]. （原始内容存档于2017-10-03） （中文）.
123. ↑  國立臺北大學秘書室. . 國立臺北大學. 2018年6月20日  [2018年6月20日]. （原始内容存档于2018年6月20日） （中文）.
124. ↑  國立臺北大學秘書室. . 國立臺北大學. 2018年9月21日  [2018年9月26日]. （原始内容存档于2018年9月26日） （中文）.
125. ↑  學務處衛生保健組. . 國立臺北大學. 2017年  [2022-06-14]. （原始内容存档于2017-10-03） （中文）.
126. ↑  教務處課務組. . 國立臺北大學. 2013年  [2022-06-14]. （原始内容存档于2017-10-03） （中文）.
127. ↑  羅伊庭. . 臺北市: 青年日報. 2019-02-27  [2019-06-27]. （原始内容存档于2019-06-27） （中文）.
128. ↑  國立臺北大學秘書室. . 新北市: 國立臺北大學. 2019-02-27  [2019-06-27]. （原始内容存档于2022-03-19） （中文）.
129. ↑  林良齊. . 新北市: 聯合報. 2018-07-20  [2018-07-21]. （原始内容存档于2018-07-21） （中文）.
130. ↑  邱世婷. . 新北市: 經濟日報. 2018-07-21  [2018-07-21]. （原始内容存档于2018-07-21） （中文）.
131. ↑  蘇松濤. . 新北市: 中央網路報. 2017-12-07  [2017-12-10]. （原始内容存档于2017-12-10） （中文）.
132. ↑  教務處課務組. . 臺北市: 國立臺北大學. 2017-04-18  [2022-06-14]. （原始内容存档于2017-10-03） （中文）.
133. ↑  黃台中. . 新北市: 工商時報. 2019-01-24  [2019-01-31]. （原始内容存档于2019-02-01） （中文）.
134. ↑  邱世婷. . 新北市: 經濟日報. 2019-01-25  [2019-01-25]. （原始内容存档于2019-01-25） （中文）.
135. ↑  台灣永續能源研究基金會. . 新北市: 國立臺北大學商學院. 2019-01-24  [2019-01-25]. （原始内容存档于2019-01-25） （中文）.
136. ↑  國立臺北大學商學院. . 新北市: 國立臺北大學秘書室. 2019-11-29  [2022-06-14]. （原始内容存档于2022-03-19） （中文）.
137. ↑  資誠聯合會計師事務所. . 臺北市: 資誠教育基金會. 2015年  [2019-02-09]. （原始内容存档于2022-03-19） （中文）.
138. ↑  資誠聯合會計師事務所. . 臺北市: 中央通訊社. 2019-01-29  [2019-02-09]. （原始内容存档于2021-01-24） （中文）.
139. ↑  林昱均. . 臺北市: 工商時報. 2019-01-28  [2019-02-09]. （原始内容存档于2022-03-19） （中文）.
140. ↑  魏翊庭. . 新北市: 聯合報. 2019-04-19  [2019-04-21]. （原始内容存档于2019-04-21） （中文）.
141. ↑  中央社訊息服務. . 新北市: 中央通訊社. 2019-04-19  [2019-04-21]. （原始内容存档于2019-05-02） （中文）.
142. ↑  國立臺北大學秘書室. . 臺北市: 國立臺北大學. 2020-05-15  [2020-07-28]. （原始内容存档于2020-07-28） （中文）.
143. ↑  周克威、葉憶如. . 臺北市: 經濟日報. 2020-07-16  [2020-07-28]. （原始内容存档于2020-08-08） （中文）.
144. ↑  巫其倫. . 臺北市: 自由時報. 2020-07-15  [2020-07-28]. （原始内容存档于2020-11-04） （中文）.
145. ↑  國立臺北大學. . 中華民國國家圖書館. 2000年  [2022-06-14]. （原始内容存档于2020-03-28） （中文）.
146. ↑  國立臺北大學學生會. . https://su.ntpu.org/.   [2022-03-21]. （原始内容存档于2022-03-21）.
147. ↑  中時電子報. . 中時電子報.   [2017-05-23]. （原始内容存档于2017-05-12） （中文（臺灣））.
148. 1 2  新北市立龍埔國中.  (PDF). 中華民國一 O 一年十一月八日. （原始内容 (PDF)存档于2018-10-04）.
149. ↑  .   [2018-03-18]. （原始内容存档于2018-03-18）.
150. 1 2  中時電子報. . 中時電子報.   [2017-05-23]. （原始内容存档于2017-06-11） （中文（臺灣））.
151. ↑  .   [2017-05-23]. （原始内容存档于2017-08-19）.
152. ↑  潘維庭. . 風傳媒. 2021-11-09  [2021-11-14]. （原始内容存档于2022-03-19） （中文）.
153. ↑  陳彥宇. . 上報. 2021-11-08  [2021-11-14]. （原始内容存档于2021-11-14） （中文）.
154. ↑  劉玉秋. . 中央廣播電臺. 2021-11-12  [2021-11-14]. （原始内容存档于2022-03-19） （中文）.
155. ↑  簡惠茹. . 自由時報. 2021-11-12  [2021-11-14]. （原始内容存档于2022-03-19） （中文）.

### 關聯團體
- 臺灣省政府
- 臺灣省諮議會
- 臺灣省參議會
- 中國國民黨
- 臺北市立成功高中
- 國立中興大學
- 臺北聯合大學系統 University System of Taipei
- 國立臺北科技大學
- 臺北醫學大學
- 國立臺灣海洋大學

## 外部連結
- 官方网站（中文）（英文）
- 臺北大學活動演講網 （页面存档备份，存于）（中文）
- 國立臺北大學的Facebook專頁
- 國立臺北大學的Plurk專頁
- 國立臺北大學的ESG生活圈
- 國立臺北大學 （页面存档备份，存于）的YouTube頻道
- 國立臺北大學圖書館 （页面存档备份，存于）
- 國立臺北大學校友中心 （页面存档备份，存于）
- 北大不好意思電台官方網站 （页面存档备份，存于）